# Экономика России
Экономика России занимает 8-е место в мире и 4-е в Европе (по данным МВФ) по объёму номинального ВВП (2,215 трлн долларов в 2022 году). По объёму ВВП по ППС Россия занимает 4-е место в мире и 1-е среди стран Европы. По ВВП на душу населения (ППС) в 2022 году Россия была на 59-м месте в мире (МВФ). По ВВП на душу населения номинальному в 2022 году Россия была на 63-м месте в мире (МВФ). Экономика России является смешанной и относится к переходному типу.
Население России составляет около 1,9 % от общемирового; вклад страны в мировую экономику достигает 3,8 % на 2021 год. Россия относится к группе стран с очень высоким уровнем индекса развития человеческого потенциала, является членом ВТО и ЕАЭС. Вклад государства и государственных компаний в ВВП России является дискуссионным вопросом; его оценки различаются более чем в два раза: по оценке Федеральной антимонопольной службы, со ссылкой на анонимных экспертов, он составляет 70 %, по данным МВФ — 33 %. По международным золотовалютным резервам Россия занимает 4-е место в мире, по количеству долларовых миллиардеров Россия занимает 5-е место в мире.

## Статистика
Основные экономические показатели России за 1992—2021 года по данным МВФ и Росстата.
| Год  | ВВП (в текущих ценах, трлн ₽) | ВВП (ППС) (в млрд долл. США) | ВВП (номинал) (в млрд долл. США) | ВВП на душу населения (ППС) (в долл. США) | ВВП на душу населения (номинал) (в долл. США) | Рост ВВП (ППС) | Уровень инфляции (в %) | Безработица (в %) | Государственный долг (в % от ВВП) |
| ---- | ----------------------------- | ---------------------------- | -------------------------------- | ----------------------------------------- | --------------------------------------------- | -------------- | ---------------------- | ----------------- | --------------------------------- |
| 1992 |                               | 001602,609                   | 00071,603                        | 0010805,223                               | 0000482,767                                   | н/д            | н/д                    | 0005,2 %          | н/д                               |
| 1993 |                               | ▼1497,860                    | ▲196,227                         | ▼010091,285                               | ▲01322,006                                    | ▼0−8,7 %       | ▼874,255 %             | ▼05,9 %           | н/д                               |
| 1994 |                               | ▼1335,563                    | ▲293,768                         | ▼08999,021                                | ▲01979,411                                    | ▼0−12,7 %      | ▲307,547 %             | ▼08,1 %           | н/д                               |
| 1995 | 00001,429                     | ▼1307,660                    | ▲335,777                         | ▼08818,323                                | ▲02264,343                                    | ▼0−4,1 %       | ▲197,3 %0              | ▼08,3 %           | н/д                               |
| 1996 | ▲002,008                      | ▼1283,560                    | ▲412,685                         | ▼08668,371                                | ▲02787,022                                    | ▼−3,608 %      | ▲047,752 %             | ▲09,258 %         | н/д                               |
| 1997 | ▲002,343                      | ▲1323,738                    | ▲433,704                         | ▲08958,217                                | ▲02935,030                                    | ▲01,382 %      | ▲014,761 %             | ▼10,808 %         | 00051,519 %                       |
| 1998 | ▲002,630                      | ▼1267,082                    | ▼287,672                         | ▼08588,117                                | ▼01949,801                                    | ▼−5,345 %      | ▼027,686 %             | ▼11,875 %         | ▼135,193 %                        |
| 1999 | ▲004,823                      | ▲1366,548                    | ▼209,657                         | ▲09303,208                                | ▼01427,307                                    | ▲06,351 %      | ▼085,746 %             | ▼13,033 %         | ▲092,379 %                        |
| 2000 | ▲007,306                      | ▲1537,897                    | ▲278,264                         | ▲10511,652                                | ▲01901,956                                    | ▲10,046 %      | ▲020,799 %             | ▲10,558 %         | ▲055,868 %                        |
| 2001 | ▲008,944                      | ▲1652,594                    | ▲328,475                         | ▲11346,418                                | ▲02255,253                                    | ▲05,09 %       | ▼021,477 %             | ▲08,942 %         | ▲044,438 %                        |
| 2002 | ▲010,831                      | ▲1757,977                    | ▲370,062                         | ▲12126,991                                | ▲02552,788                                    | ▼04,744 %      | ▲015,789 %             | ▲08,042 %         | ▲037,577 %                        |
| 2003 | ▲013,208                      | ▲1924,417                    | ▲461,518                         | ▲13333,081                                | ▲03197,573                                    | ▲07,349 %      | ▲013,663 %             | ▼08,233 %         | ▲028,334 %                        |
| 2004 | ▲017,027                      | ▲2117,874                    | ▲633,294                         | ▲14727,813                                | ▲04403,962                                    | ▼07,176 %      | ▲010,889 %             | ▲07,733 %         | ▲020,828 %                        |
| 2005 | ▲021,610                      | ▲2323,559                    | ▲817,717                         | ▲16221,781                                | ▲05708,838                                    | ▼06,376 %      | ▼012,685 %             | ▲07,15 %          | ▲014,851 %                        |
| 2006 | ▲026,917                      | ▲2590,557                    | ▲1060,901                        | ▲18113,156                                | ▲07426,005                                    | ▲08,154 %      | ▲09,669 %              | ▲07,05 %          | ▲009,804 %                        |
| 2007 | ▲033,248                      | ▲2887,648                    | ▲1393,416                        | ▲20228,990                                | ▲09761,368                                    | ▲08,535 %      | ▲09,007 %              | ▲06,025 %         | ▲008,033 %                        |
| 2008 | ▲041,277                      | ▲3097,461                    | ▲1779,109                        | ▲21700,480                                | ▲12464,244                                    | ▲05,248 %      | ▼014,111 %             | ▼06,233 %         | ▲007,446 %                        |
| 2009 | ▼038,807                      | ▼2873,513                    | ▼1307,927                        | ▼20117,852                                | ▼09156,970                                    | ▼−7,821 %      | ▲011,647 %             | ▼08,242 %         | ▼009,918 %                        |
| 2010 | ▲046,309                      | ▲3039,017                    | ▲1633,111                        | ▲21271,946                                | ▲11431,148                                    | ▲04,503 %      | ▲06,849 %              | ▲07,358 %         | ▼010,105 %                        |
| 2011 | ▲060,114                      | ▲3259,319                    | ▲2046,621                        | ▲22783,519                                | ▲14306,432                                    | ▲05,066 %      | ▼08,44 %0              | ▲06,508 %         | ▼010,34 %                         |
| 2012 | ▲068,103                      | ▲3480,299                    | ▲2191,484                        | ▲24278,842                                | ▲15287,967                                    | ▲04,024 %      | ▲05,075 %              | ▲05,45 %          | ▼011,167 %                        |
| 2013 | ▲072,986                      | ▲3741,783                    | ▲2288,428                        | ▲26044,835                                | ▲15928,699                                    | ▼01,755 %      | ▼06,754 %              | ▼05,5 %           | ▼012,348 %                        |
| 2014 | ▲079,030                      | ▲3763,535                    | ▼2048,836                        | ▼25730,584                                | ▼14007,509                                    | ▼00,736 %      | ▼07,823 %              | ▲05,158 %         | ▼015,136 %                        |
| 2015 | ▲083,087                      | ▼3526,236                    | ▼1356,704                        | ▼24062,479                                | ▼09257,935                                    | ▼−1,973 %      | ▼015,534 %             | ▼05,575 %         | ▼015,286 %                        |
| 2016 | ▲086,043                      | ▲3538,582                    | ▼1280,648                        | ▲24104,124                                | ▼08723,523                                    | ▲00,194 %      | ▲07,042 %              | ▲05,525 %         | ▲014,849 %                        |
| 2017 | ▲091,843                      | ▲3818,781                    | ▲1575,140                        | ▲25999,323                                | ▲10723,996                                    | ▲01,826 %      | ▲03,683 %              | ▲05,2 %           | ▲014,311 %                        |
| 2018 | ▲103,862                      | ▲4019,767                    | ▲1653,006                        | ▲27386,150                                | ▲11261,716                                    | ▲02,807 %      | ▲02,878 %              | ▲04,8 %           | ▲013,62 %                         |
| 2019 | ▲109,608                      | ▲4181,617                    | ▲1695,724                        | ▲28495,032                                | ▲11555,269                                    | ▼02,198 %      | ▼04,47 %0              | ▲04,6 %           | ▼013,748 %                        |
| 2020 | ▼107,315                      | ▲4119,280                    | ▼1484,416                        | ▼28181,237                                | ▼10155,336                                    | ▼−2,664 %      | ▲03,382 %              | ▼05,783 %         | ▼019,204 %                        |
| 2021 | ▲109,608                      | ▲4494,223                    | ▲1778,530                        | ▲30875,824                                | ▲12218,703                                    | ▲04,749 %      | ▼06,694 %              | ▲ 5,6 %           | ▲016,993 %                        |
| 2022 | ▲116,224                      | ▲4724,000                    | ▲2212,654                        | ▲34750,000                                | ▲13500,000                                    | н/д            | ▼011,91 %0             | н/д               | ▼019,367 %                        |

Номинальное ВВП России (в млрд $)
ВВП номинальное на душу населения России (в $)

### Отраслевая структура экономики
Отраслевая структура валовой добавленной стоимости в России (по данным за 2016 год):
- Сельское хозяйство, охота и лесное хозяйство — 0,5 %
- Рыболовство, рыбоводство — 0,3 %
- Добыча полезных ископаемых — 5,4 %
- Обрабатывающая промышленность — 21,7 %
- Производство и распределение электроэнергии, газа и воды — 3,1 %
- Строительство — 6,2 %
- Торговля — 15,9 %
- Гостиницы и рестораны — 0,8 %
- Транспорт и связь — 7,8 %
- Финансовая деятельность — 4,4 %
- Образование — 2,6 %
- Здравоохранение и предоставление социальных услуг — 3,8 %
- Прочие отрасли — 27,6 %

### Географическая структура экономики
Структура валовой добавленной стоимости России по федеральным округам (по данным за 2017 год):
- Центральный федеральный округ — 34,9 %
- Приволжский федеральный округ — 14,7 %
- Уральский федеральный округ — 14,3 %
- Северо-Западный федеральный округ — 10,9 %
- Сибирский федеральный округ — 10,4 %
- Южный федеральный округ — 7,2 %
- Дальневосточный федеральный округ — 5,2 %
- Северо-Кавказский федеральный округ — 2,4 %

Среди субъектов федерации крупнейшими по объёму валового продукта являются Москва, Тюменская область, Санкт-Петербург, Московская область и Краснодарский край.

### ВВП
| Государство | место | ВВП по ППС |
| ----------- | ----- | ---------- |
| Китай       | 1     | 30 327 320 |
| США         | 2     | 25 462 700 |
| Индия       | 3     | 11 874 583 |
| Япония      | 4     | 5 702 287  |
| Россия      | 5     | 5 326 855  |

| Государство    | место | ВВП номинал |
| -------------- | ----- | ----------- |
| США            | 1     | 25 462 700  |
| Китай          | 2     | 17 963 171  |
| Япония         | 3     | 4 231 141   |
| Германия       | 4     | 4 072 192   |
| Индия          | 5     | 3 385 090   |
| Великобритания | 6     | 3 070 668   |
| Франция        | 7     | 2 782 905   |
| Россия         | 8     | 2 240 422   |

Динамика роста ВВП (ППС) России.
Источник: Всемирный банк

Динамика роста ВВП (ППС) на душу населения России и других крупнейших государств, образованных в результате распада СССР. Источник: Всемирный банк

Согласно данным Всемирного банка, по объёму ВВП (по ППС) за 2022 год Россия заняла 5-е место в мире (5327 млрд $). Согласно данным Всемирного банка, по объёму ВВП (в номинальном выражении) — 8-е место в мире (2240 млрд $).
По данным Федеральной государственной службы статистики, ВВП России в 2016 году в номинальных единицах составил 86 043 млрд рублей. В постоянных ценах 2011 года ВВП составил 62 119 млрд руб.
ВВП на душу населения
Согласно данным Всемирного банка, по ВВП (по ППС) на душу населения за 2022 год Россия заняла 57-е место в мире.
Начиная с 1990 года, ВВП на душу населения России по ППС к 2022 году вырос на 354 %.
По ВВП (в номинальном выражении) на душу населения за 2022 год Россия заняла 80-е место в мире: он составил 15345 $ (ближайшие соседи по списку: Чили — 15356 $ и Болгария — 13773 $). Начиная с 1988 года, ВВП на душу населения России в номинальном выражении к 2022 году вырос на 306 %.
| Показатели (данные Росстата)                             | 2000    | 2010    | Изменение 2010 к 2000 ▼ ▲, % | 2016    | Изменение 2016 к 2010 ▼ ▲, % |
| -------------------------------------------------------- | ------- | ------- | ---------------------------- | ------- | ---------------------------- |
| ВНД по ППС (трлн USD)                                    | 0,97    | 2,84    | 193                          | 3,31    | 17                           |
| Объём экспорта (млрд USD)                                | 99,22   | 392,67  | 296                          | 281,85  | −28                          |
| Сальдо торгового баланса (млрд USD)                      | 57,09   | 147     | 157                          | 90,26   | −39                          |
| Внешний долг (млрд USD)                                  | 178,26  | 466,29  | 162                          | 519,1   | 11                           |
| Индекс потребительских цен (%)                           | 120,2   | 108,8   | −9                           | 105,4   | −3                           |
| Индекс промышленного производства (%)                    | 100     | 138,3   | 38                           | 149,3   | 8                            |
| Реальный размер денежных доходов (%)                     | 113,4   | 105,4   | −7                           | 94,4    | −10                          |
| Реальный размер пенсий (%)                               | 128     | 134,8   | 5                            | 96,9    | −28                          |
| Оборот розничной торговли (трлн руб)                     | 2,35    | 16,51   | 603                          | 28,32   | 72                           |
| Уровень бедности (% к общему числу населения)            | 29      | 12,5    | −57                          | 13,5    | 8                            |
| Уровень безработицы (% к населению в возрасте 15—72 лет) | 10,6    | 7,3     | −31                          | 5,5     | −25                          |
| Число родившихся (тыс)                                   | 1266,8  | 1788,95 | 41                           | 1888,73 | 6                            |
| Число умерших (тыс)                                      | 2225,33 | 2028,52 | −9                           | 1891,02 | −7                           |
| Естественный прирост населения (тыс)                     | −958,53 | −239,58 | −75                          | −2,29   | −99                          |
| Младенческая смертность (тыс)                            | 19,29   | 13,41   | −30                          | 11,43   | −15                          |
| Ожидаемая продолжительность жизни при рождении (лет)     | 65,3    | 68,9    | 6                            | 71,87   | 4                            |
| Число умерших от отравления алкоголем (тыс)              | 37,21   | 19,13   | −49                          | 14,02   | −27                          |
| Число умерших от самоубийств (тыс)                       | 56,93   | 33,48   | −41                          | 23,12   | −31                          |
| Число умерших от убийств (тыс)                           | 41,09   | 18,95   | −54                          | 10,57   | −44                          |
| Зарегистрировано преступлений (тыс)                      | 2952,4  | 2628,8  | −11                          | 2160,1  | −18                          |
| Число абортов (тыс)                                      | 2138,75 | 1186,11 | −45                          | 836,61  | −29                          |

### Основные фонды экономики
По состоянию на конец 2015 года стоимость основных фондов в России составляла 161 трлн рублей. Износ основных фондов составил 48 %.
Отраслевая структура основных фондов по отраслям экономики (по состоянию на конец 2015 года):
- транспорт и связь — 26,4 %
- операции с недвижимым имуществом, аренда и предоставление услуг — 23,8 %
- добыча полезных ископаемых — 11,5 %
- обрабатывающие производства — 9,4 %
- производство и распределение электроэнергии, газа и воды — 8,1 %
- остальные отрасли экономики — 20,8 %

Износ основных фондов по отраслям экономики в % (на конец 2015 года):
- сельское хозяйство, охота и лесное хозяйство — 41,6
- рыболовство, рыбоводство — 52,3
- добыча полезных ископаемых — 55,4
- обрабатывающие производства — 47,7
- производство и распределение электроэнергии, газа и воды — 44,5
- строительство — 50,4
- торговля[69] — 39,6
- гостиницы и рестораны — 37,6
- транспорт и связь — 55,8
- финансовая деятельность — 40,5
- операции с недвижимым имуществом, аренда и предоставление услуг — 38,1
- государственное управление и обеспечение военной безопасности; обязательное социальное обеспечение — 48,2
- образование — 48,0
- здравоохранение и предоставление социальных услуг — 53,9
- предоставление прочих коммунальных, социальных и персональных услуг — 40,8

## История

### 1990-е

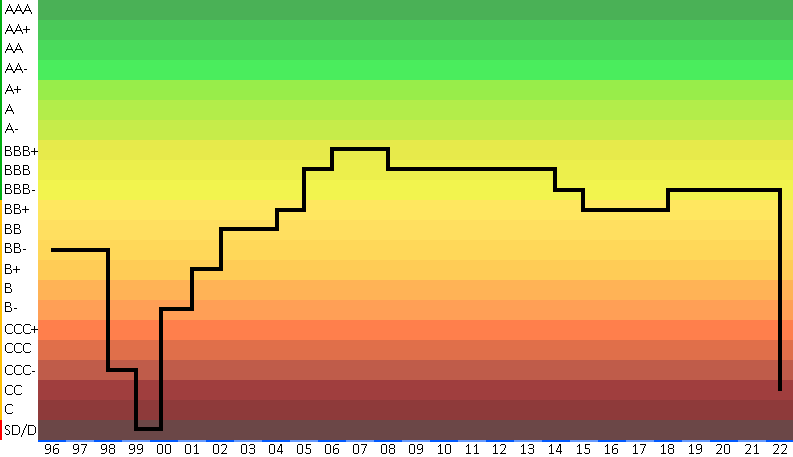
Изменения долгосрочного кредитного рейтинга РФ c 1996 года (Standard & Poor’s)

В 1990-х годах Борис Ельцин являлся президентом РФ. Министрами финансов были: Гайдар (1991—1992), Барчук (1992—1993), Фёдоров (1993—1994), Дубинин (1994, и. о.), Вавилов (и. о.), Пансков (1994—1996), Лившиц (1996—1997), Чубайс (1997), Задорнов (1997—1999), Касьянов (1999—2000). Возглавляли Министерство экономики: Нечаев (1992—1993), Шаповальянц (1993, и. о.), Лобов (1993), Гайдар (1993—1994, и. о.), Шохин (1994), Ясин (1994—1997), Уринсон (1997—1998), Шаповальянц, Андрей Георгиевич (1998—2000).

Зарплату рабочим Красноярского ЭВРЗ в 1996—97 годах выдавали местными товарными чеками

В 1990-х годах экономика страны пережила глубочайший спад, сопровождавшийся всплеском инфляции, снижением инвестиций, дефицитом товаров, нарастанием внешнего долга, бартеризацией экономики, уменьшением доходов населения и многими другими негативными явлениями. В период десятилетия был осуществлён ряд экономических реформ, в том числе либерализация цен и внешней торговли, массовая приватизация. Одним из результатов реформ стал переход экономики страны от плановой к рыночной.
В 1990-е годы уровень налогообложения физических и юридических лиц в России был завышенным и, несмотря на постоянное ужесточение налогового законодательства, предприятия занимались массовым уклонением от налогов. В 1990-е годы определился и рост разрыва в экономическом развитии регионов страны.

### 2000-е

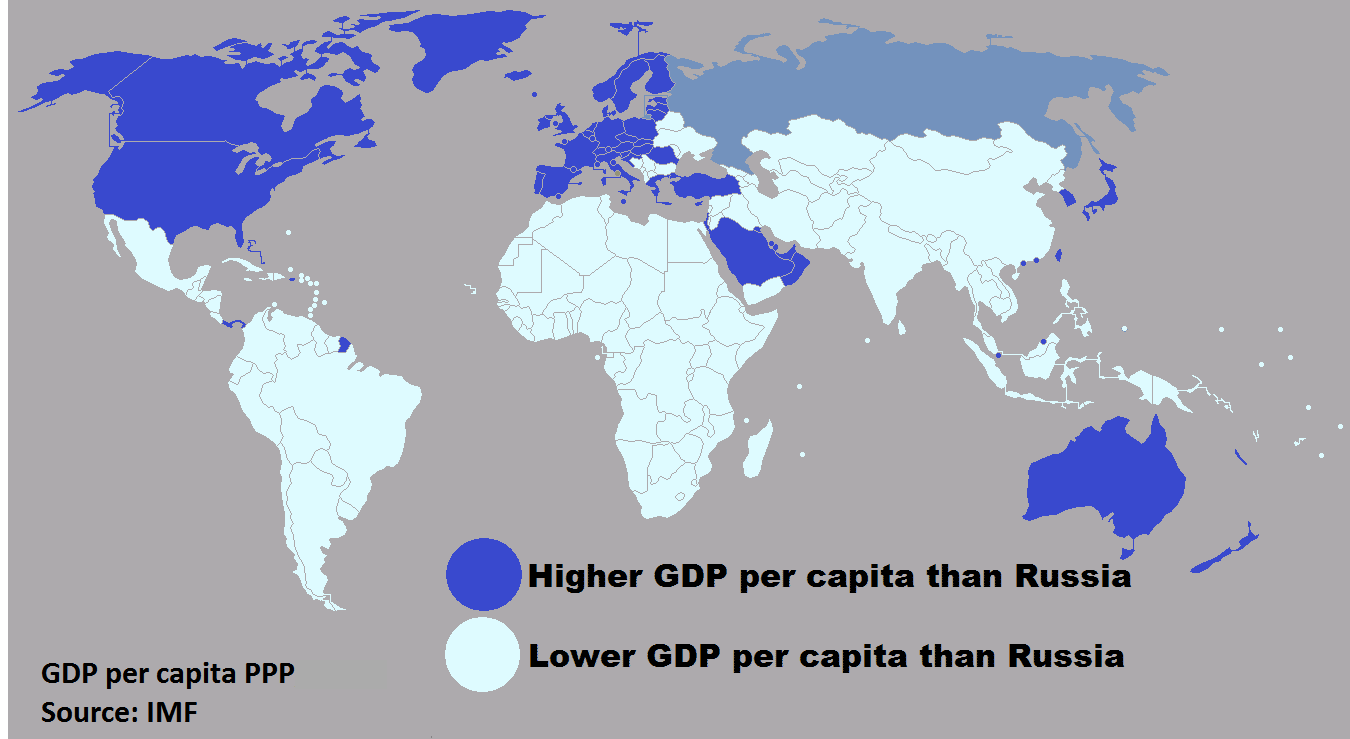
Страны, по состоянию на 2020 год, имеющие ВВП по ППС на душу населения выше или ниже, чем Россия по данным МВФ

В экономике России отмечался рост ВВП (в 2000 — 10 %, в 2001 — 5,1 %, в 2002 — 4,7 %, в 2003 — 7,3 %, в 2004 — 7,2 %, в 2005 — 6,4 %, в 2006 — 8,2 %, в 2007 — 8,5 %, в 2008 — 5,2 %), промышленного и сельскохозяйственного производства, строительства, реальных доходов населения. Происходило снижение доли населения, живущего ниже уровня бедности (с 29 % в 2000 году до 13 % в 2007). С 1999 по 2007 годы индекс производства обрабатывающих отраслей промышленности вырос на 77 %, в том числе производства машин и оборудования — на 91 %, текстильного и швейного производства — на 46 %, производства пищевых продуктов — на 64 %.
В 2000-е годы президентом России В. В. Путиным был подписан ряд законов, которыми были внесены поправки в налоговое законодательство: была установлена плоская шкала подоходного налога с физических лиц в 13 %, снижена ставка налога на прибыль до 24 %, введена регрессивная шкала единого социального налога, отменены оборотные налоги и налог с продаж, общее количество налогов было сокращено в 3 раза (с 54 до 15). В 2006 году замминистра финансов РФ Сергей Шаталов заявил, что за период налоговой реформы налоговая нагрузка снизилась с 34—35 % до 27,5 %, а также произошло перераспределение налоговой нагрузки в нефтяной сектор. Налоговая реформа также способствовала увеличению собираемости налогов и стимулировала экономический рост.
В октябре 2001 года вступил в силу новый Земельный кодекс РФ, который закрепил право собственности на землю (кроме земель сельхозназначения) и определил механизм её купли-продажи. В июле 2002 года был подписан федеральный закон «Об обороте земель сельскохозяйственного назначения», который санкционировал куплю-продажу и земель сельскохозяйственного назначения.
Был проведён ряд других социально-экономических реформ: пенсионная (2002), банковская (2001—2004), монетизация льгот (2005), реформы трудовых отношений, электроэнергетики и железнодорожного транспорта.
К 1 июля 2006 года российский рубль стал конвертируемым по текущим и капитальным операциям.
Объём ВВП в 2005 году составил 21 665 млрд руб., увеличившись на 6,4 % по сравнению с предыдущим годом. Прирост промышленного производства в 2005 году составил 4,0 %, оборота розничной торговли — 12,0 %, инвестиций в основной капитал — 10,5 %, грузооборота транспорта — 2,6 %. Индекс потребительских цен составил 10,9 %, дефлятор ВВП — 18,8 %. Внешнеторговый оборот в 2005 году составил 370,4 млрд $, сальдо торгового баланса — 120,1 млрд $.
Объём российского ВВП в 2006 году превысил 26 трлн рублей. Налоговые поступления, перечисленные Федеральной налоговой службой в федеральный бюджет в 2006 году, составили 3000,7 млрд руб. (рост на 19,7 % по сравнению с 2005). Согласно федеральному закону от 01.12.2006 № 197-ФЗ, параметры федерального бюджета на 2006 год были окончательно утверждены в следующем размере: расходы в сумме 4431,076 млрд рублей, доходы в сумме 6170,484 млрд рублей. Таким образом, профицит федерального бюджета на 2006 год составил 1739,408 млрд рублей. Официальная инфляция составила 9 %.
2007 год
Российские золотовалютные резервы установили очередной рекорд — по состоянию на 5 января 2007 года, они составляли 303,9 млрд $. Это обеспечило России третье место по этому показателю в мире после Китая и Японии.
Объём российского ВВП в 2007 году составил в текущих ценах 33 247,5 млрд рублей. По ВВП (ППС) в 2007 году российская экономика была на седьмом месте в мире в втором месте в Европе (доля 3,2 %).
Рост ВВП в 2007 году, по данным Росстата, составил в сопоставимых ценах 8,5 %, а промышленного производства — 6,3 %, инфляция за год — 11,9 %. Внешнеторговый оборот, согласно данным Росстата, в 2007 году составил (в фактически действовавших ценах) 578,9 млрд $ (123,7 % к 2007 году), в том числе экспорт — 355,5 млрд $ (117,1 % к 2007 году), импорт — 223,4 млрд $ (136,0 % к 2007 году). Реальное укрепление рубля за 11 месяцев 2007 года составило 4,6 % (к доллару — 14,15 %, к евро — 4,2 %).
Результаты российской экономики в 2007 году демонстрировали ускорение роста по отношению к 2005—2006 годам. При этом ускорение происходило на фоне снижения влияния топливно-энергетического сектора на экономику, то есть рост базировался в большей степени не на высоких ценах на энергоресурсы, а на росте инвестиционного и потребительского спроса, росте объёмов строительства, выпуска широкого спектра продукции обрабатывающих отраслей.
В 2007 году темпы роста российской экономики (8 %) оказались самыми высокими за последние годы. По итогам этого года Россия вошла в «семёрку» крупнейших экономик мира, оставив позади Италию и Францию.
2008—2009 годы
Разразившийся мировой экономический кризис не обошёл стороной и Россию. По оценке Всемирного банка, российский кризис 2008 года «начался как кризис частного сектора, спровоцированный чрезмерными заимствованиями частного сектора в условиях глубокого тройного шока: со стороны условий внешней торговли, оттока капитала и ужесточения условий внешних заимствований».
Для России кризис выразился в падении фондового рынка, обесценивании российской валюты, снижении промышленного производства, объёма ВВП, доходов населения, а также росте безработицы. В мае 2009 года ВВП России снизился на 11 % по отношению к аналогичному месяцу прошлого года. Экспорт за этот месяц упал по сравнению с маем 2008 года на 45 %, составив 23,4 млрд $; импорт снизился на 44,6 % до 13,6 млрд. $ Сальдо торгового баланса уменьшилось в 1,8 раза.
Антикризисные меры правительства потребовали значительных расходов. По состоянию на 1 июля 2009 года, золотовалютные резервы Центрального банка составили 412,6 млрд $, снизившись на 27,5 % по сравнению с 1 июля 2008 года (569 млрд $).
Во второй половине 2009 года экономический спад был преодолён — в III и IV кварталах этого года рост ВВП России с учётом сезонных факторов составил 1,1 % и 1,9 %, соответственно. Тем не менее, по итогам 2009 года, ВВП России упал на 7,9 %.
В марте 2010 года в докладе Всемирного банка отмечалось, что потери экономики России оказались ниже, чем ожидалось в начале кризиса. По мнению Всемирного банка, отчасти это произошло благодаря масштабным антикризисным мерам, которые предприняло правительство.

### 2010-е
2010—2013 годы
По итогам 2010 года рост ВВП России составил 4,5 %, Россия вышла на 6-е место среди стран мира по объёму ВВП по ППС.
В 2011 году рост ВВП России составил 4,3 %, инвестиции в российскую экономику достигли рекордного за последние 20 лет уровня в 370 млрд долл./год. Темпы инфляции опустились до рекордно низкого уровня со времён распада СССР (6,6 %).
С 1 января 2012 года начало работу Единое экономическое пространство России, Беларуси и Казахстана. 22 августа того же года Россия вступила во Всемирную торговую организацию.
По итогам 2012 года рост экономики начал замедляться и составил 3,3 %, инфляция — 6,6 %. Всего за 2012 год российское промышленное производство выросло на 2,6 % (для сравнения, за 2011 г. — на 4,7 %, в 2010 году — на 8,2 %).
В 2013 году экономический рост в России снизился под влиянием структурных проблем и снижения инвестиционной активности. Рост ВВП составил 1,3 %, инфляция — 6,5 %, рост промышленности — 0,8 %. Отток капитала из России за 2013 год составил 61 млрд $.
2014 год
В 2014 году произошло дальнейшее снижение темпов роста экономики, ВВП вырос на 0,7 %. В 2014 году темпы инфляции резко выросли (до 11,4 %), рост промышленного производства составил 1,7 %. Отток капитала из России за 2014 год составил рекордные 151,5 млрд $. Впервые за последние годы снизились реальные доходы населения (на 0,7 %).
С ноября 2014 года Центральный банк России перешёл к политике плавающего валютного курса, отменив регулярные валютные интервенции.
В декабре 2014 года, с обвальным падением курса рубля по отношению к доллару США и евро, в России начался валютный и социально-экономический кризис, вызванный стремительным снижением мировых цен на нефть, а также введением экономических санкций в отношении России в связи с событиями на Украине.
2015 год
В 2015 году экономика России вступила с теми же проблемами: снижающиеся цены на нефть и сохранение экономических санкций.
Ослабление рубля стало одним из основных факторов увеличения инфляции и, как следствие, способствовало снижению реальных располагаемых доходов населения, долговременному охлаждению потребительского спроса, экономическому спаду, росту уровня бедности и снижению реальных доходов населения.
По итогам 2015 года ВВП России снизился (на 2,8 %), впервые после кризиса 2008—2009 годов. Инфляция выросла до 12,9 %. Реальные доходы населения снизились на 3,2 %. В то же время произошло снижение оттока капитала почти в 3 раза (до 58 млрд $).
С 2015 года Центральный банк России перешёл к режиму инфляционного таргетирования. Целью было обозначено снижение темпов инфляции до 4 % годовых к концу 2017 года.
2016 год
2016 год начался ослаблением и крайней нестабильностью курса рубля на фоне падения цен на нефть. В январе биржевой курс рубля по отношению к доллару несколько раз обновлял минимальные значения с так называемого «чёрного вторника» декабря 2014 года, однако впоследствии стабилизировался на уровне 2015 года.
Со II квартала 2016 года экономика России перешла к росту. По итогам года рост ВВП составил 0,3 %. Промышленность также перешла к росту — индекс промышленного производства вырос на 1,3 %. Ускорился рост сельского хозяйства. Процессы импортозамещения, хороший урожай сельскохозяйственных культур и ряд других факторов способствовали резкому падению темпов инфляции — рост потребительских цен составил 5,4 % (рекордно низкий показатель за весь постсоветский период). Отток капитала снизился до самого низкого за последние годы уровня (15 млрд $). В то же время продолжилось снижение доходов населения (падение составило около 6 %). По данным НИИ Росстата, в 2016 году 10,7 % наёмных работников предприятий и организаций в России имели зарплату ниже одного прожиточного минимума трудоспособного населения, ниже 3 прожиточных минимумов — 75 %.
2017 год
В 2017 году рост ВВП России ускорился до 1,7 %. Темпы инфляции снизились до рекордно низкого уровня. Улучшилась ситуация на рынке труда — уровень безработицы снизился до самого низкого уровня с середины 2014 года, выросли реальные зарплаты, при этом наблюдался спад реальных доходов населения (на 1,2 % в январе-сентябре 2017 года).
Выросли объёмы Резервного фонда и Фонда национального благосостояния (в сумме на 4,6 млрд $ за январь — август 2017 года).
По данным опроса, проведённого центром НАФИ, за последние два года значительно снизилась доля россиян, считающих инфляцию очень высокой — с 66 % в 2015 году до 38 % в 2017. В то же время выросло число тех, кто оценивает её как умеренную (с 28 % до 42 %) или незначительную (с 4 % до 12 %). Снижение реального уровня инфляции ощутили россияне (по состоянию на декабрь 2017 г. Инфляция снизилась до 3,5 %). Наибольшие изменения отмечены в ценах на коммунальные платежи, бензин и молочные продукты — по 72 % опрошенных отметили рост цен в данных категориях.
2018 год
В 2018 году рост экономики ускорился до 2,3 % (наибольший прирост за последние 6 лет). Темпы инфляции увеличились до 4,3 %, оказавшись чуть выше целевого значения ЦБ России в 4 %. Федеральный бюджет был впервые за последние годы исполнен с профицитом. Произошёл рост реальных доходов населения (на 1 %) и реальных зарплат (на 9 %).
2019 год
С 1 января 2019 года в силу вступили сразу несколько законов, которые касаются тарифов и налогов; так, НДС вырос с 18 до 20 %, на 1,7 % выросли тарифы ЖКХ, акцизы на табачную продукцию выросли на 10 %.
К 2019 году значительно улучшились позиции России в рейтинге лёгкости ведения бизнеса, составляемом Всемирным банком (до 31 места со 120 места 2009 году). В апреле 2019 года Владимир Путин установил в качестве цели выход России на 20-е место в рейтинге к 2024 году.

### 2020-е
2022 год
В январе 2022 года количество зарегистрированных «самозанятых» граждан в России достигло 4 млн человек.
В июне 2022 года количество зарегистрированных «самозанятых» граждан в России достигло 5 млн человек.
Согласно сообщению Банка России, профицит экономики России за 2022 год составил 227 млрд долларов, несмотря на санкционное давление. Дополнительная прибыль связана с притоком иностранных средств, полученных от сделок с нефтью и газом.
В декабре 2022 года объём промышленного производства в России сократился на 4,3 %. В годовом выражении показатель снизился на 0,6 %.
По итогам 2022 года выручка российских компаний увеличилась вдвое к 2021 году и составила 1268 трлн руб. (1,3 квадриллиона), впервые превысив порог в 1 квадриллион рублей.
Спад ВВП России по итогам 2022 года, по разным оценкам, составил от 2,1 % до 3,9 %.
На конец 2022 года, согласно оценке Всемирного банка, Россия по показателю ВВП заняла пятое место среди всех экономик мира, и лидирующую позицию в Европе, опередив Германию.
Согласно отчёту Global Wealth Report, общее богатство Российской Федерации за 2022 увеличилось на 600 млрд долларов. Global Wealth Report также отметил, что российские финансовые тенденции в 2023 году определить сложно, но отнёс Россию к одной из немногих стран, разбогатевших в 2022 году.
2023 год
Российская экономика, ускорившись до роста 3,6 %, в 2023 году вошла в пятерку самых быстрорастущих экономик G20.
За 2023 год объём промышленного производства вырос на 3,5 % (в 2022 на 0,7 %, в 2021 на 6,3 %). В том числе рост обрабатывающей промышленности достиг 7,5 %, что оказалось выше ожиданий. Наибольший рост показали производство компьютеров, электроники и оптики — +32,8 %, производство металлических изделий — +27,8 %, прочих транспортных средств и оборудования — +25,5 %, выпуск подшипников увеличился на 27 %, грузовых вагонов на 26,6 %. При этом добывающая промышленность сократилась на 1,3 %, из-за добровольного, в рамках договоренностей ОПЕК+, сокращения добычи нефти в течение всего прошедшего года.
По данным Минфина, дефицит бюджета РФ по итогам 2023 года сократился до 1,9 % ВВП с 2,2 % в 2022 году и составил 3,24 трлн рублей. Сам бюджет исполнен «в соответствии с целевыми параметрами структурного баланса». Доходы от нефтегазового сектора превысили базовый размер в 8 трлн рублей и составили 8,82 трлн рублей.
По заявлению президента России Владимира Путина, в апреле 2023 года инфляция в стране, впервые c октября 2020 года, оказалась ниже целевого ориентира Центробанка в 4 %, опустившись до 3,3 %, а в конце месяца ожидается ниже 3 %. За первый квартал года поступления в бюджет превысили 13 трлн рублей, что аналогично прошлогодним показателям. Также, по информации главы государства, благодаря позитивной статистике были пересмотрены и существенно улучшены оценки по росту ВВП.
По итогам 2023 года, согласно данным данным Росстата, инфляция в России составила 7,42 % — чуть меньше, чем прогнозировали власти.
2024 год
В январе Международный валютный фонд увеличил прогноз по росту экономики России на 2024 до 2,6% (в октябре 2023 года прогноз был 1,1%). По оценке Всемирного банка рост составит 1,3% (предыдущий прогноз на 2024 год 1,2%).
В апреле МВФ улучшил прогноз по росту экономики России на 2024 до 3,2%, а Всемирный банк увеличил прогноз роста экономики до 2,2%
Еврокомиссия в ежегодном отчёте увеличила прогноз роста российской экономики за год с 1,6% до 2,9%.
В июне Всемирный банк ещё улучшил прогноз роста российской экономики, повысив его до 2,9%.
По итогам первого полугодия 2024 года ВВП России вырос на 4,7% в годовом выражении.
Поступления налогов за первое полугодие выросли на 31%, до 26,9 трлн рублей (+6,4 трлн рублей). Нефтегазовые доходы бюджета выросли на 43,4%. Поступления НДФЛ выросли на 34%, НДС - на 23%.
Согласно данным МВФ от октября 2024 года, доля ВВП РФ в мировой экономике по паритету покупательной способности составила 3,55%, что является четвёртым показателем среди экономик мира. По данному показателю РФ обошла Японию у которой 3,38%.
В 2024 году ВВП вырос на 4,1% и впервые достиг 200 трлн рублей. В 2023-м ВВП тоже увеличился на 4,1%, а не на 3,6%, как считалось прежде. Объём промпроизводства увеличился на 4,6%, а обрабатывающей промышленности на 8,5%. Наибольший рост показали транспортное машиностроение (+29,6%), автопром (+16,5%), производство компьютерной техники и электроники (+28,8%), а также лекарств (+18%). Уровень инфляции составил 9,5%, реальные доходы граждан (за минусом инфляции) увеличились на 8,4%, а уровень безработицы впервые упал до 2,3%.
2025 год
МВФ улучшил прогноз по росту российской экономики в 2025 году до 1,5%. Всемирный банк ухудшил прогноз роста ВВП России на 2025 год до 1,4%.
Рост ВВП РФ в 1-м квартале 2025 года составил 1,7%. Реальные доходы граждан (за минусом инфляции) выросли на 7,1%, потребительская активность выросла на 3,2%. В 1-м квартале 2025 года объём промпроизводства увеличился на 1,1%, а обрабатывающей промышленности на 4,7%.

## Промышленность

### Топливно-энергетический комплекс

#### Нефтяная промышленность
Россия входит в тройку стран — лидеров по добыче нефти.
| Страна            | 2007  | 2008  | 2009  | 2010  | 2011  | 2012  | 2013  | 2014  | 2015  | 2016  | 2017  | 2018  | 2019  |
| ----------------- | ----- | ----- | ----- | ----- | ----- | ----- | ----- | ----- | ----- | ----- | ----- | ----- | ----- |
| США               | 305,1 | 302,3 | 322,6 | 333,1 | 346,0 | 395,0 | 448,5 | 524,4 | 567,0 | 542,4 | 573,9 | 671,6 | 746,7 |
| Россия            | 497,5 | 494,4 | 501,4 | 512,3 | 519,5 | 526,7 | 532,2 | 535,1 | 541,8 | 555,9 | 554,3 | 563,3 | 568,1 |
| Саудовская Аравия | 488,9 | 509,9 | 459,0 | 463,3 | 522,7 | 549,2 | 538,4 | 543,8 | 568,0 | 586,7 | 559,3 | 576,8 | 556,6 |

Высокий внешний спрос и относительно высокие цены на российскую нефть стимулируют развитие добычи и увеличение экспорта. При этом внутренний рынок растёт медленнее мирового, а внутрироссийские цены на нефть ниже мировых (данные начала 2010-х годов). Нефтяная промышленность выступает крупнейшим поставщиком валютных средств в бюджет России.
Существуют разные оценки рентабельных для добычи запасов нефти в стране: от 18,8 до 22,2 млрд тонн (95 % расположены на суше, остальные — на шельфе). По этому показателю Россия занимает второе место в мире после Саудовской Аравии. При современном уровне добычи запасов должно хватить до конца XXI века.

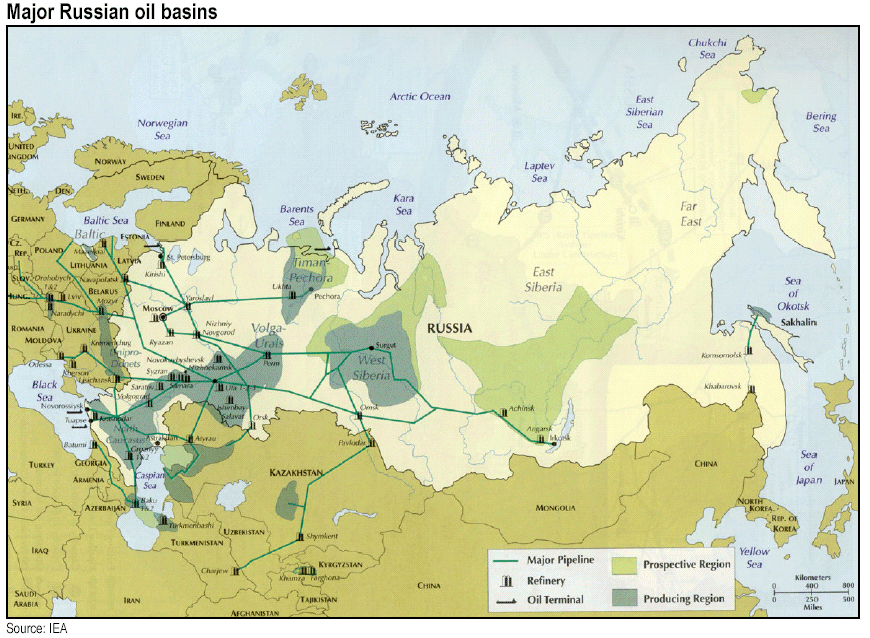
Основные нефтяные бассейны

Запасы нефти на территории страны располагаются неравномерно. Большая часть находится в пределах Западной Сибири (в Ханты-Мансийском и Ямало-Ненецком АО). Также нефть добывают в Томской и Новосибирской областях, на Урале (в Башкортостане, Удмуртии, Оренбургской области, Пермском крае), в Поволжье (Татарстан, Калмыкия, Самарская, Саратовская, Волгоградская, Астраханская, Ульяновская, Пензенская области). В Северном экономическом районе нефтедобыча ведётся в Республике Коми и Ненецком АО. Разведаны запасы в Калининградской области. На Северном Кавказе ведётся добыча в Чечне и Дагестане, а также в Краснодарском крае, в Восточной Сибири — в Красноярском крае и Иркутской области, на Дальнем Востоке — в Якутии и на Сахалине. В последние годы вводятся в эксплуатацию обширные нефтяные ресурсы в Восточной Сибири. В частности, в 2009 году в Красноярском крае началась промышленная добыча на Ванкорском месторождении с объёмом запасов 3,5 млрд баррелей.
В 2016 году добыча в России нефти и газового конденсата достигла рекордного значения в 547,5 млн т. Основной вклад прироста внесла «новая волна» месторождений (+17,5 млн т), которая перекрыла падение добычи на старых месторождениях. Вместе с тем, большинство новых месторождений подпадают под льготы на НДПИ и экспортные пошлины. Льготируемый объём производства увеличился в 2016 году до 197,9 млн т, составив 39,5 % добычи нефти в стране. В денежном выражении объём государственной поддержки нефтяной отрасли составил более 400 млрд руб.
В связи с падением цен на углеводородное сырьё, доля нефтегазовой отрасли в доходах бюджета существенно снизилась: с 32,6 % в 2014 году до 22,4 % в 2016-м. Большая часть доходов от роста нефтяных котировок достаётся государству. В связи с этим, от снижения цен на нефть в первую очередь страдает федеральный бюджет, в то время как финансовые показатели компаний изменяются незначительно. В 2016 году нефть марки Urals упала до 41,7 долл./баррель и нефтяные доходы бюджета снизились на 0,6 трлн руб., в то время как EBITDA нефтяных компаний осталась неизменной.

#### Газовая промышленность
| Страна            | 2007  | 2008  | 2009  | 2010  | 2011  | 2012  | 2013  | 2014  | 2015  | 2016  | 2017  | 2018  | 2019  |
| ----------------- | ----- | ----- | ----- | ----- | ----- | ----- | ----- | ----- | ----- | ----- | ----- | ----- | ----- |
| США               | 521,9 | 546,1 | 570,8 | 557,6 | 575,2 | 617,4 | 649,1 | 704,7 | 740,3 | 727,4 | 746,2 | 835,9 | 920,9 |
| Россия 0000000000 | 601,6 | 611,5 | 536,2 | 598,4 | 616,8 | 601,9 | 614,5 | 591,2 | 584,4 | 589,3 | 635,6 | 669,1 | 679,0 |

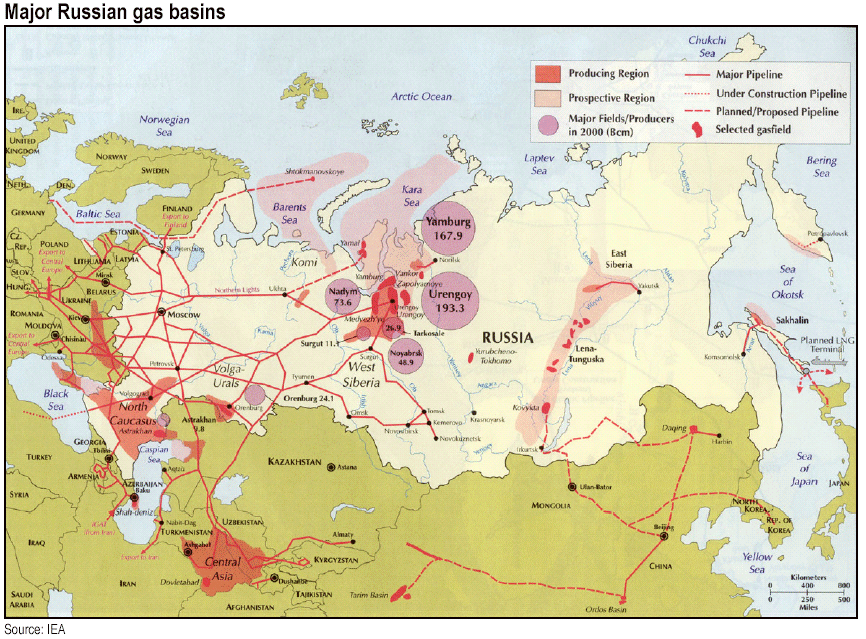
Основные газовые бассейны

Россия занимает первое место в мире по разведанным запасам природного газа. Главной особенностью газодобывающей отрасли является концентрация запасов на крупных и особо крупных месторождениях. На их долю приходится более 90 % всей добычи.
Различают газовые, газоконденсатные и сложные по составу газа месторождения. Вместе с природным газом часто добывают газовый конденсат, сероводород и стратегически важный гелий, поэтому зачастую на местах добычи работают газоконденсатные заводы. Природный и сухой попутный нефтяной газ используется в качестве топлива на электростанциях, в коммунальном хозяйстве, как сырьё для производства удобрений и в других отраслях промышленности.
Большая часть запасов газа в стране расположена в Западной Сибири, в основном в Ямало-Ненецком автономном округе. Наиболее известные разрабатываемые месторождения здесь: Бованенковское, Ямбургское, Медвежье, Комсомольское, Харампурское, Надымское.
В Поволжье большими запасами выделяется уникальное Астраханское газоконденсатное месторождение, на Урале — Оренбургское.
В Восточной Сибири открыто уникальное Ковыктинское месторождение (Иркутская область) и обнаружены значительные запасы в Ванкорском, Куюмбинском, Юрубчено-Тохомском месторождениях. На Дальнем Востоке наиболее крупными запасами обладают Средневилюйское, Среднеботуобинское, Чаядинское месторождения в Якутии, Ленское и Аркутун-Дагинское — на Сахалине. В других частях страны крупных запасов газа нет.
В сфере газодобычи ведётся освоение ресурсов Ямала, общий объём которых превышает 30 трлн м³. Осенью 2012 года на Ямале было введено в эксплуатацию Бованенковское нефтегазоконденсатное месторождение с запасами свыше 4 трлн м³.
Ещё одним не маловажным аспектом газовой промышленности является производство сжиженного природного газа (см. Производство СПГ в России). На 2019 год на долю России приходится до 6 % мирового объёма производства СПГ, государство планирует увеличить её до 15 % к 2025 году, запустив в эксплуатацию несколько проектов. Пока же функционируют два крупнотоннажных завода (общей мощностью до 26,7 млн тонн) — «Сахалин-2», контрольный пакет которого принадлежит «Газпрому», и «Ямал СПГ», являющимся проектом «НОВАТЭК». До 2025 года планируется ввести в эксплуатацию: «Арктик СПГ-2», «Балтийский СПГ», «Криогаз-Высоцк», «СПГ Горская» и регазификационный терминал в Калининградской области, а также два малотоннажных мини-СПГ-завода в Южно-Сахалинске и в Кемеровской области.

#### Угольная промышленность
Россия входит в число стран, которые располагают более чем достаточными запасами угля всех типов категорий, при этом большая их часть (94 %) сосредоточена в азиатской части страны. Разведанные запасы угля обеспечивают добычу на современном уровне на много столетий.
По величине разведанных запасов выделяется Западная Сибирь (Кузнецкий бассейн, в котором представлены угли всех видов). В Восточной Сибири выделяется по запасам Канско-Ачинский бассейн. В Северном районе продолжается добыча ценного коксующегося угля в крупном Печорском бассейне. На Дальнем Востоке наиболее известны Южно-Якутский, Буреинский и Кивда-Райчихинский бассейны. В северных районах страны располагаются гигантские Тунгусский, Ленский, Колымский бассейны, однако добыча в них ничтожно мала из-за экономической неэффективности.
Основной поставщик угля в России — Западносибирский экономический район. Расположенный на его территории Кузнецкий бассейн располагает возможностями по наращиванию добычи, в том числе дешёвым и более безопасным открытым (карьерным) способом. Сохраняется высокий потенциал развития добычи бурых углей в Канско-Ачинском бассейне, а также добычи на юге Дальнего Востока. Сложная ситуация из-за выработки месторождений сложилась в Южно-Якутском бассейне.
На 1 января 2016 года добычу угля в России осуществляли 191 угольное предприятие, в том числе 60 угольных шахт и 131 разрез. Совокупная производственная мощность угольных предприятий составляла 424,7 млн тонн. По данным Министерства энергетики РФ, в 2016 году в России было добыто 385,7 млн тонн угля. Прирост по отношению к 2015 году составил 3,1 %, или 11,7 млн тонн. Увеличение добычи было зафиксировано в Сибирском (+14,7 млн тонн) и Дальневосточном (+2,1 млн тонн) федеральных округах. Снижение отмечено в Северо-Западном (−3,9 млн тонн), Приволжском (−0,4 млн тонн), Уральском (−0,1 млн тонн), Южном (−1 млн тонн) федеральных округах. Основная доля в добыче пришлась на Сибирский федеральный округ (84,8 % от общего объёма). В основном угольном бассейне России — Кузбассе добыча составила 228,1 млн тонн.

#### Атомная энергетика

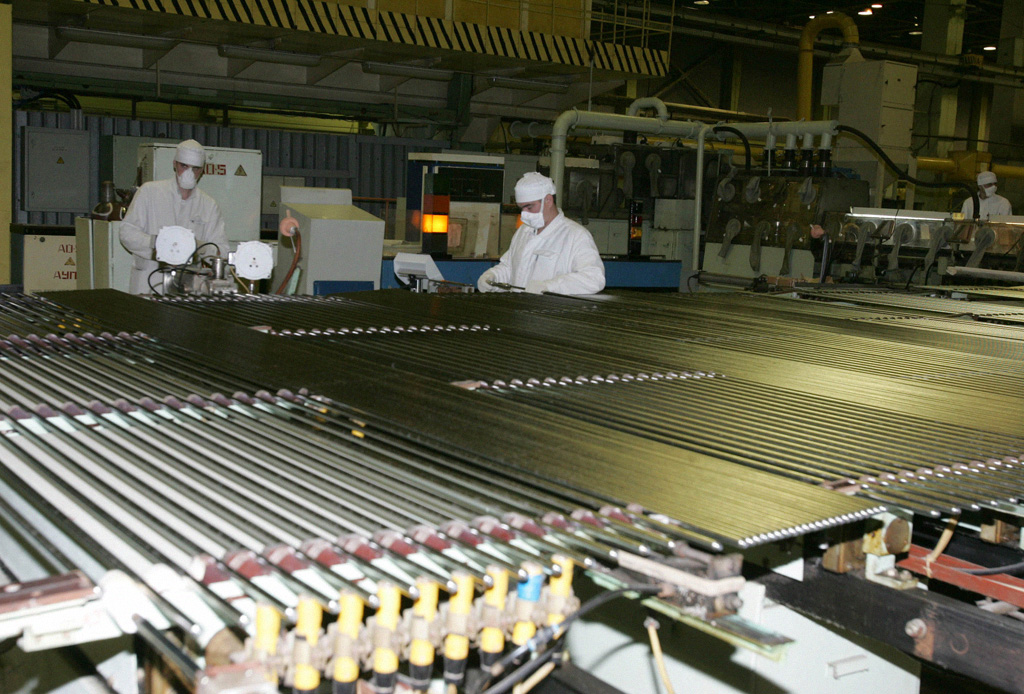
В одном из цехов ОАО «Машиностроительный завод», Электросталь, Московская область. На сегодняшний день завод является одним из старейших предприятий атомной отрасли России и одним из крупнейших в мире производителей ядерного топлива

Россия обладает полным спектром технологий атомной энергетики от добычи урановых руд до выработки электроэнергии. Осуществляет проектирование, строительство и вывод из эксплуатации атомных энергоблоков. Россия обладает значительными разведанными запасами урановых руд, горнодобывающей и горнохимической промышленностями, является мировым лидером по обогащению урана, владеет технологиями проектирования и фабрикации ядерного топлива, ведёт переработку и утилизацию отработанного ядерного топлива. Занимает второе место среди стран Европы по мощности атомной генерации.
На 1 января 2019 года в России на 10 действующих АЭС эксплуатируется 35 энергоблоков общей мощностью 29 132,2 МВт. Ведётся активное строительство новых энергоблоков как в России так и на экспорт.

#### Электроэнергетика

Динамика производства электроэнергии в России в 1992—2020 годах, в млрд кВт∙ч

Динамика мощности всех электростанций в России в 1992—2008 годах, в млн кВт

На территории России функционируют объединённые энергетические системы Центра, Северо-запада, Поволжья, Северного Кавказа, Урала, Сибири и Дальнего Востока. Электроэнергию производят на тепловых, атомных и гидроэлектростанциях.
Россия развивает все направления электроэнергетики, а по душевому производству электроэнергии в 2014 году входила в десятку крупнейших стран-производителей в мире (7 место — 7285 кВт∙ч на чел./год). В общем объёме производства электроэнергии 65 % приходится на тепловые электростанции, ещё по 15 % дают гидроэлектростанции и атомные электростанции. В Европейской части страны расположено более 50 % электростанций, на Урал и Сибирь приходится по 20 %, на Дальний Восток — 5 %. Основными потребителями электроэнергии в России являются промышленные предприятия, на которые приходится более 50 % всего потребления. На втором месте находится население (около 15 %). Достаточно высок удельный вес потерь электроэнергии при передаче — около 10 %.

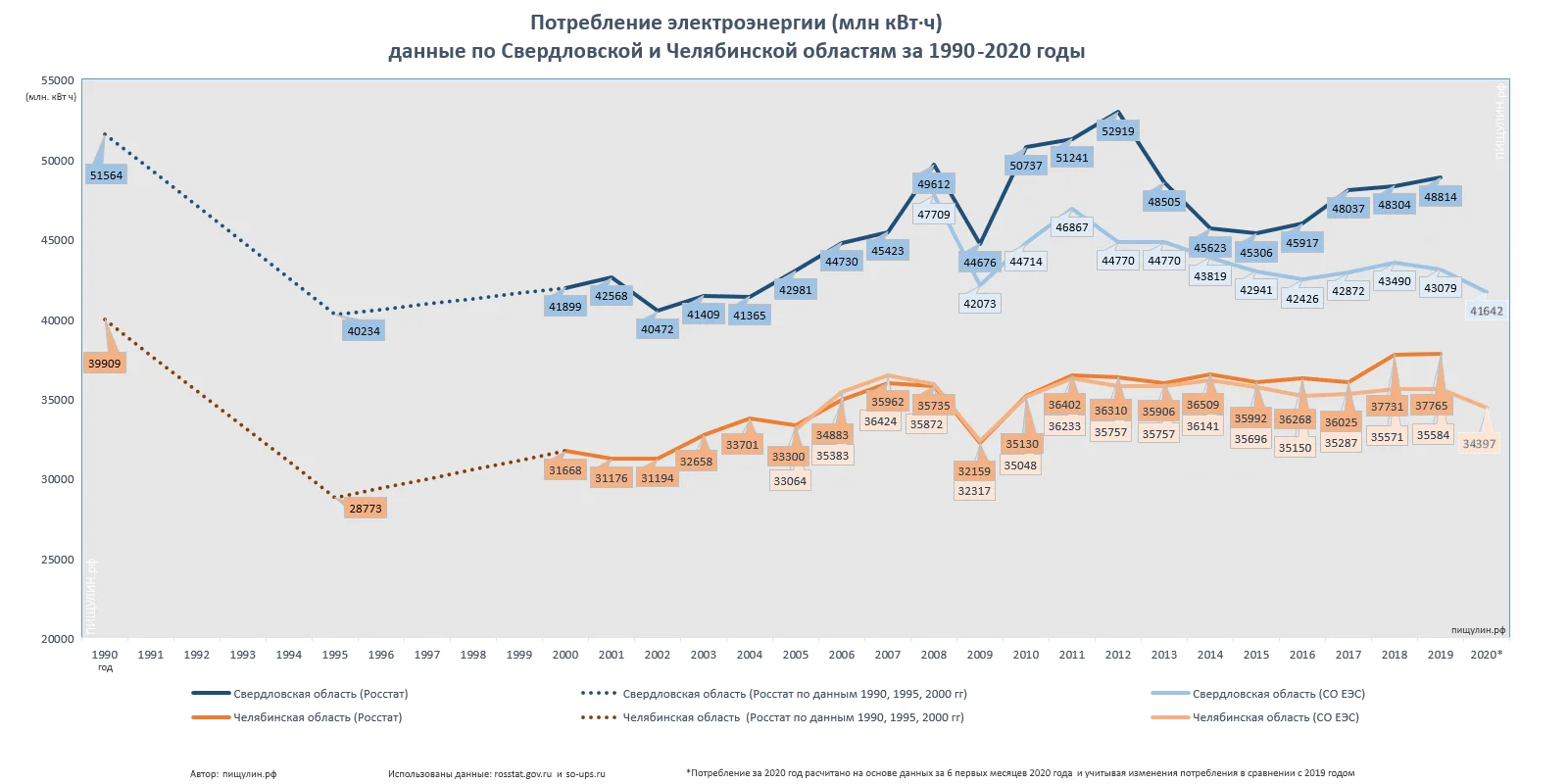
Потребление электроэнергии в Свердловской и Челябинской областях в период с 1990 по 2020 годы

В 2016 году в России было в общей сложности выработано 1 071,8 млрд кВт∙ч электроэнергии. Электропотребление составило — 1 054,5 млрд кВт∙ч. Установленная мощность всех электростанций — 244,1 ГВт. Было введено в эксплуатацию 4,29 ГВт мощностей. По видам электростанций производство распределилось следующим образом: на тепловые электростанции пришлось 628,0 млрд кВт∙ч, на гидроэлектростанции — 186,7 млрд кВт∙ч, на атомные — 196,4 млрд кВт∙ч, на электростанции промышленных предприятий — 59,8 млрд кВт∙ч.
Крупнейшим энергопроизводителем в 2016 году являлся ЕЭС России, в состав которого входят семь Объединённых энергосистем (ОЭС). Параллельно вели деятельность шесть независимых ОЭС: Центра, Средней Волги, Урала, Северо-Запада, Юга и Сибири. В электроэнергетический комплекс ЕЭС России включено 700 электростанций мощностью свыше 5 МВт. Сетевое хозяйство насчитывает более 10 700 линий электропередачи класса напряжения 110—1150 кВ.

### Обрабатывающая промышленность
Обрабатывающая промышленность является ведущей отраслью российской промышленности, на неё приходится свыше 66 % общепромышленного выпуска (по данным на 2016 год).
Объём производства в обрабатывающей промышленности в 2016 году составил 39 трлн рублей (около 500 млрд $), из которых:
- пищевая промышленность — 18,5 %;
- текстильное и швейное производство — 1,0 %;
- производство кожи, изделий из кожи и производство обуви — 0,2 %;
- обработка древесины и производство изделий из дерева — 1,4 %;
- целлюлозно-бумажное производство; издательская и полиграфическая деятельность — 3,0 %;
- производство кокса и нефтепродуктов — 21,0 %;
- химическое производство — 7,8 %;
- производство резиновых и пластмассовых изделий — 2,6 %;
- производство прочих неметаллических минеральных продуктов — 3,5 %;
- металлургическое производство и производство готовых металлических изделий — 15,3 %;
- машиностроение — 19,6 %;
- прочие отрасли — 6,1 %.

#### Пищевая промышленность

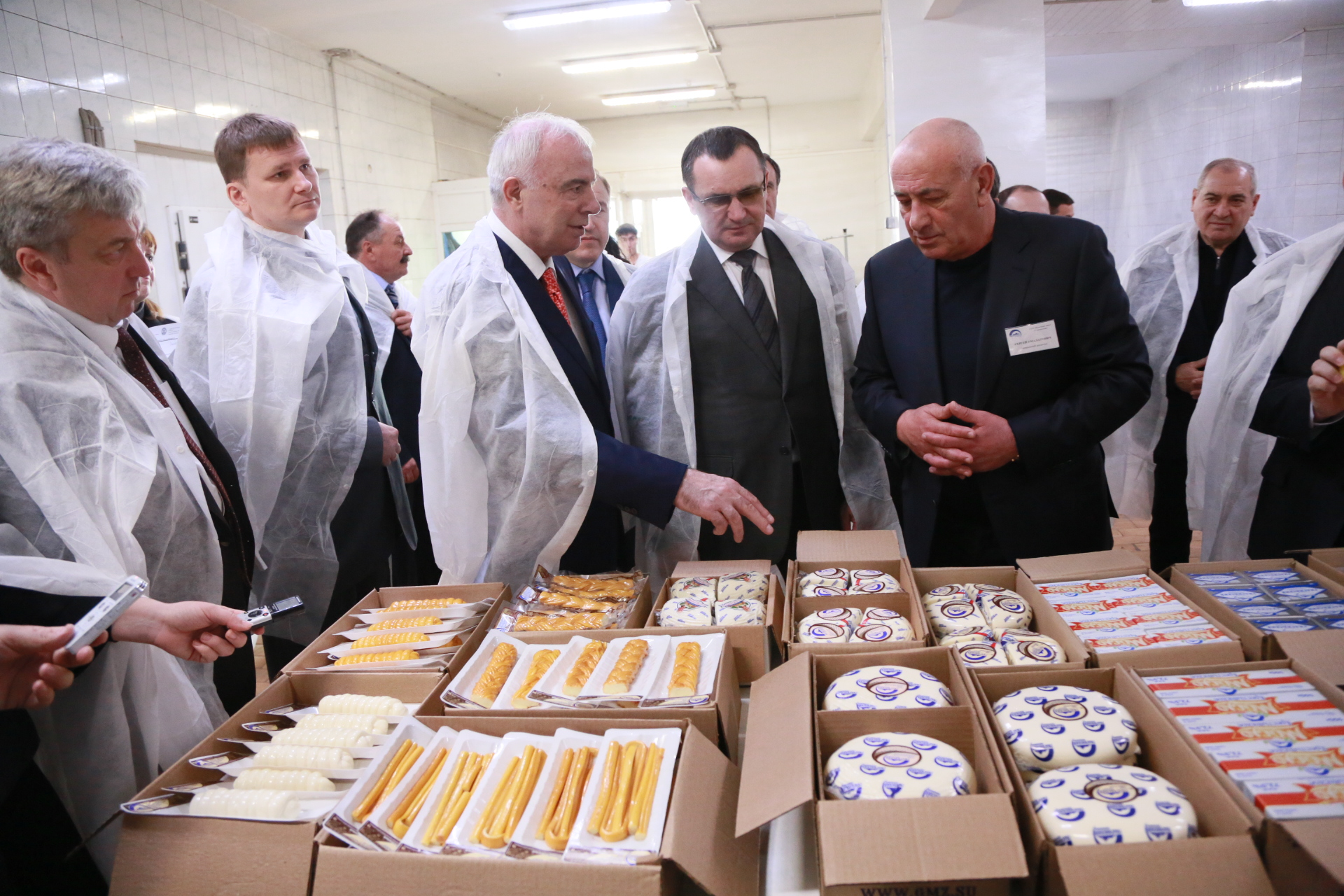
Генеральный директор Гиагинского молочного завода Гусейнов и глава Адыгеи Тхакушинов знакомят министра сельского хозяйства Фёдорова с продукцией этого предприятия, производящего адыгейский сыр, 2015 год

Пищевая промышленность России занимается производством готовых пищевых продуктов или полуфабрикатов, безалкогольных напитков и ликёро-водочной продукции. Пищевая промышленность России включает в себя около 30 различных отраслей и подотраслей. Основными являются: пищевкусовая, мясо-молочная, мукомольно-крупяная и рыбная отрасли. В структуру пищевой промышленности также входят предприятия табачной отрасли.
В 2014 году в целом на предприятиях пищевой промышленности было занято 1,19 млн человек. Наиболее крупной отраслью является пищевкусовая, в которой (вместе с мукомольно-крупяной отраслью) занято 63 % работников. Второе место занимает производство молочных продуктов и сыроделие — 17 % работников. В мясной и рыбной промышленности работают 13 и 7 % работников, соответственно.
Развитие и размещение пищевой промышленности определяется размещением населения и сельскохозяйственного производства. Наибольшее развитие отрасль получила в районах высокой концентрации населения и крупного сельскохозяйственного производства (например, Москва, Краснодарский край).
На долю пищевых предприятий приходится 14 % всего объёма производства промышленного комплекса страны. По итогам 2014 года, объём отгружённых товаров собственного производства пищевой промышленности РФ составил 4,7 трлн рублей.
Российская пищевая промышленность в основном ориентирована на внутренний рынок. Её продукция по качественным характеристикам не уступает, а в ряде случаев превосходит импортную, является конкурентоспособной на внутреннем рынке по ценовым характеристикам.
В 2014 году экспорт продукции российской пищевой промышленности составил 19,49 млрд $, импорт — 30,25 млрд $.
Наиболее важными в российском экспорте пищевых продуктов являются три товарные группы: рыба и моллюски, жиры и масла, а также отходы пищевой промышленности и корма для животных. На долю этих трёх групп приходится 55 % всего российского экспорта.

#### Чёрная металлургия

Производство стали в России в 1992—2015 годах, в млн тонн

Динамика производства стальных труб в России в 1992—2015 годах, в млн тонн

Доля чёрной металлургии в объёме промышленного производства России составляет около 10 %. В состав чёрной металлургии входит более 1,5 тыс. предприятий и организаций, 70 % из них — градообразующие, число занятых — более 660 тыс. человек.
Более 80 % объёма промышленного производства чёрной металлургии России приходится на 9 крупных компаний: «ЕвразХолдинг», «Северсталь», «Новолипецкий металлургический комбинат», «Магнитогорский металлургический комбинат», «УК Металлоинвест», «Мечел», «Трубная металлургическая компания», «Объединённая металлургическая компания», «Группа Челябинский трубопрокатный завод».
Объёмы производства основных видов продукции чёрной металлургии в 2006 году превысили показатели начала 1990-х годов. В 2000—2007 годах выросли объёмы производства стали и сплавов, что произошло благодаря опережающему развитию современных передовых методов, в частности, электросталеплавильного производства. В 2007 году производство проката чёрных металлов составило 59,6 млн тонн. По данным на 2008 год, Россия занимала 4 место в мире по производству стали (72 млн тонн в год) и 3 место в мире по экспорту стальной продукции (27,6 млн тонн в год).
Чёрная металлургия является одной из лидирующих отраслей российской экономики по темпам технологического перевооружения и модернизации. За первое десятилетие XXI века в отрасль было инвестировано свыше 1,2 трлн рублей, из которых более 695 млрд рублей — в 2008—2010 годах. В частности была проведена модернизация производства с целью повышения его ресурсоэффективности и освоения производства новой продукции с высокой добавленной стоимостью. Одним из результатов этого стало то, что к 2011 году отрасль полностью избавилась от энергозатратного мартеновского способа выплавки стали, перейдя на современные методы.
С 2000 по 2007 годы производство труб в России выросло в 2,7 раза. В последние годы в модернизацию российской трубной промышленности было вложено около $8 млрд, был освоен выпуск новых видов продукции, повысилось качество. К 2010 году около 40 % труб в России выпускалось на новом оборудовании. В ходе модернизации трубной промышленности были реализованы такие крупные проекты, как строительство двух станов-5000 на Магнитогорском металлургическом комбинате и Выксунском металлургическом заводе, позволившие создать в России производство труб большого диаметра, до этого импортировавшихся.

##### Добыча железной руды
| Год      | 2010  | 2011  | 2012  | 2013  | 2014  |
| -------- | ----- | ----- | ----- | ----- | ----- |
| Млн тонн | 268,7 | 289,4 | 296,9 | 295,6 | 292,2 |

По разведанным запасам железной руды Россия занимает первое место в мире, однако по содержанию железа в руде уступает основным производителям. В стране расположены 193 месторождения, при этом 18 из них отнесены к крупным и очень крупным (с запасами более 1 млрд тонн). В структуре разведанных запасов лишь 12 % являются богатыми, то есть не требующими предварительного обогащения. Разведанных запасов при существующем уровне добычи должно хватить на 50 лет.
Более 60 % всех разведанных запасов железных руд сосредоточено в Центрально-Чернозёмном районе (Курская магнитная аномалия). Добычу ведут 19 горнодобывающих предприятий, которые принадлежат крупнейшим металлургическим компаниям страны. Для чёрной металлургии характерна концентрация добычи руд в крупных и крупнейших месторождениях: Ковдорском, Костомукшском (Северный район), Михайловском, Лебединском, Стойло-Лебединском, Стойленском (Центрально-Чернозёмный район), Качканарском и Гусевогорском (Урал). На Западносибирский и Восточносибирский районы приходится около 12 % добычи.

#### Цветная металлургия
По данным на 2015 год, доля цветной металлургии в российском ВВП составляла 2,8 %, в промышленном производстве — 7,0 %. Россия имеет развитую сырьевую базу и уникальные технологии для производства различных цветных металлов, но по некоторым цветным металлам испытывает существенный дефицит разведанных запасов. В отрасли работает более 1800 промышленных предприятий, занято более 550 тыс. человек.

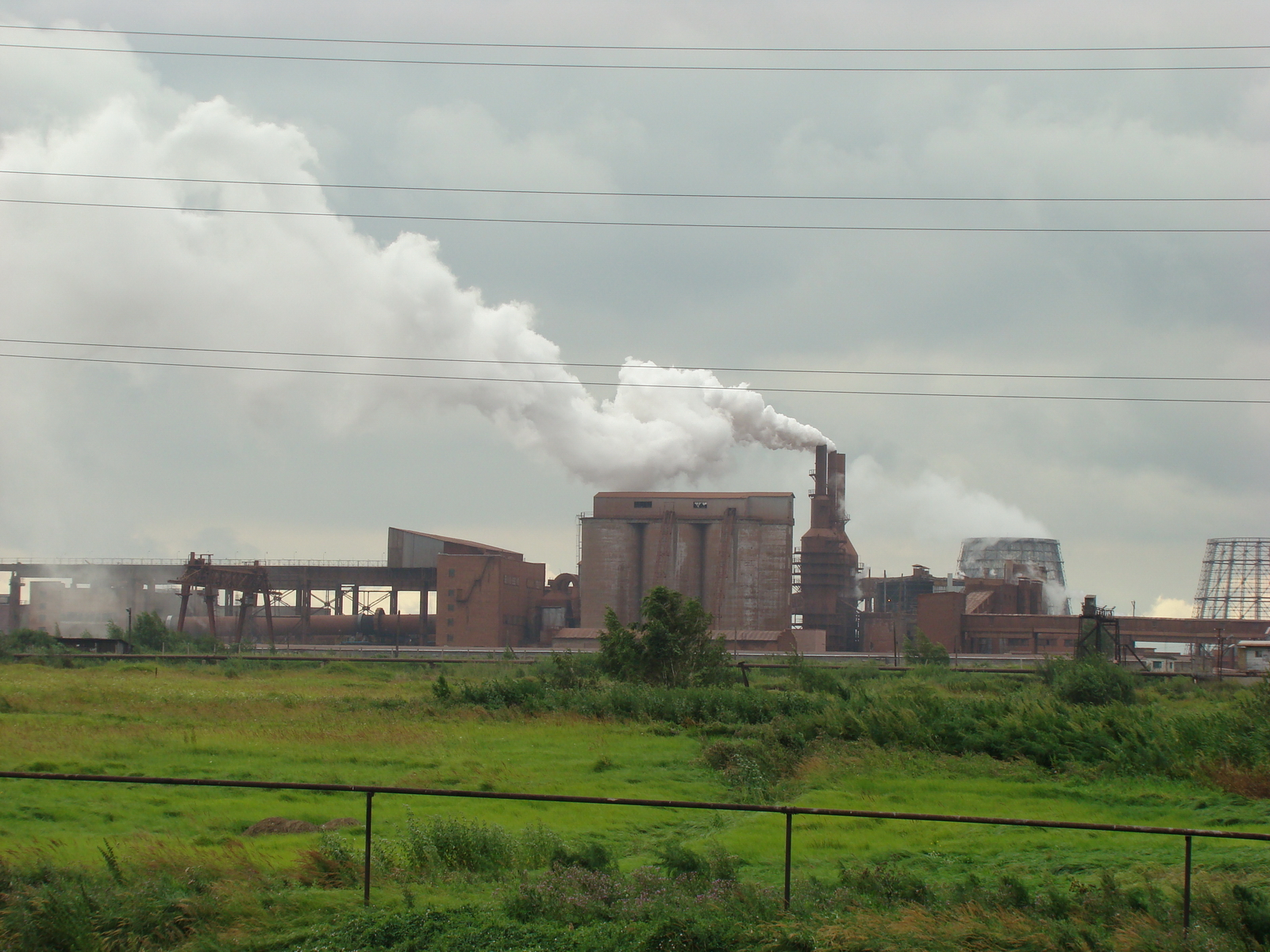
Вид на Уральский алюминиевый завод в Каменске-Уральском

На первом месте по масштабам в отрасли находится производство алюминия. В 2016 году Россия находилась на втором месте в мире по выплавке алюминия, уступая только Китаю. Россия бедна высококачественным сырьём для выплавки — бокситами, поэтому в производстве используются худшие по характеристикам нефелины и сиениты. Процесс производства состоит из двух стадий — производства глинозёма и выплавки из него алюминия. Глинозём в России производится в Пикалёве, Волхове, Краснотурьинске, Каменске-Уральском, Ачинске. Заводы по выплавке расположены в регионах с самой дешёвой электроэнергией: Братске, Красноярске, Саяногорске. На базе российских алюминиевых производств создана одна из крупнейших в мире алюминиевых компаний — «РУСАЛ».
Производство меди — вторая по масштабам подотрасль цветной металлургии. В 2015 году Россия находилась на 7 месте в мире среди стран — производителей меди, с объёмами производства в 732 тыс. тонн. Более половины всей меди в стране получают в Норильском и Печенгском рудных районах. Ведущий производитель — «Норникель».
Годовое производство никеля в России оценивается примерно в 300 тыс. тонн. Основные районы добычи — Норильский и Печенгский, а также Южный Урал. Выплавка осуществляется на заводах Норильска, Мончегорска, Орска, Режа, Верхнего Уфалея. Сплавы и прокат на основе никеля производит комбинат в Ступино. Россия является экспортёром никеля.
Россия располагает крупными запасами свинца и цинка: 3-е место в мире по запасам свинца (после Австралии и Казахстана) и 8-е место в мире по запасам цинка. Основной производитель цинка в стране — челябинский завод «Электроцинк». Выплавку свинца осуществляет единственный завод в Дальнегорске (Дальний Восток).
Основные месторождения олова в России расположены в труднодоступных районах, что ограничивает добычу и развитие производства. Главные месторождения расположены на Дальнем Востоке (в Якутии, Хабаровском крае и на Чукотке). Весь полученный концентрат олова поступает для выплавки на Новосибирский завод, имеющий мощность до 20 тыс. тонн олова в год.
Россия занимает ведущее место в мире по уровню технологий, масштабам производства и использования металлического титана. По выплавке губчатого титана Россия находится на втором месте в мире после Японии. Производство сконцентрировано на заводе «Ависма» в Березниках. Ведущий в стране производитель проката из титана и сплавов на его основе — Верхне-Салдинский комбинат. Высокоточные поковки из титанового сплава производит «Уральская кузница» в Чебаркуле. Россия занимает ведущее место в мире по экспорту титана и изделий из него, обеспечивая материалами зарубежные самолётостроительные корпорации Boeing и Airbus.
Россия входит в число крупнейших мировых производителей магния. Основные производители — Соликамский магниевый завод и «Ависма». Сплавы, прокат и поковки на основе магния производят на ряде заводов в Самаре, Верхней Салде, Ступино. Также в России осуществляется выплавка вольфрама и молибдена, некоторых редких и рассеянных металлов (бериллия, галлия, германия, циркония), но это производство невелико.
По природным запасам золота Россия занимает третье место в мире после ЮАР и США, а по добыче в 2014 году страна вышла на второе место в мире (272 тонн), оттеснив на третье Австралию (269,7 тонны). По масштабам добычи золота выделяются следующие субъекты РФ: Красноярский край, Якутия, Магаданская область, Хабаровский край, Иркутская область, Читинская область. Выплавку золота осуществляют девять предприятий. В России развито ювелирное производство, среди центров которого выделяют Москву, Санкт-Петербург, Екатеринбург, Красное-на-Волге, Кострому, Бронницы, Красноярск, Владикавказ, Челябинск, а также предприятия Дагестана.
По общим и разведанным запасам серебра Россия занимает первое место в мире. Запасами комплексных руд выделяются Урал, Дальний Восток, Западная и Восточная Сибирь. Концентрат серебра поступает для выплавки на те же заводы, что производят золото.
Российская компания АЛРОСА является крупнейшей в мире по разведке, добыче и реализации алмазов. В 2015 году добыча алмазов в России составила 38,26 млн карат.

#### Машиностроение и металлообработка
На конец 2015 года в России вели деятельность 28 210 организаций машиностроительного комплекса, объём отгружённых товаров которых в денежном выражении составил 1 трлн 460 млрд руб. Среднегодовая численность работников, занятых в машиностроении, составила 721 тыс. человек.
| Виды подшипников        | 1992 | 1993 | 1995 | 2000 | 2004 | 2005 | 2008 | 2009 | 2012  | 2013  | 2014 | 2015 | 2016 | 2017 | 2018 | 2020 | 2021 | 2022 | 2023 |
| ----------------------- | ---- | ---- | ---- | ---- | ---- | ---- | ---- | ---- | ----- | ----- | ---- | ---- | ---- | ---- | ---- | ---- | ---- | ---- | ---- |
| Шариковые и роликовые   | 588  | 412  | 304  | 257  | 204  | 161  | 108  | 48,6 | 80,8  | 63,4  | 50,1 | 48,6 | 43,4 | 46,9 | 43,9 | 39,5 | 39,5 | 48,3 | 50,5 |
| Подшипники скольжения   |      |      |      |      |      |      |      |      | 70,8  | 52,9  | 47,8 | 44,8 | 48,2 | 51,3 | 53,7 | 49,3 | 52,2 | 39,6 |      |
| Все подшипники суммарно |      |      |      |      |      |      |      |      | 151,6 | 116,3 | 97,9 | 93,4 | 91,6 | 98,2 | 97,6 | 88,8 | 91,7 | 87,9 |      |

##### Станкостроение
| Виды станков                            | 1990 | 1995 | 2000 | 2006 | 2007 | 2008 | 2009 | 2010 | 2011 | 2012 | 2013 | 2014 | 2015 | 2016 | 2017 | 2018 | 2019 | 2020 | 2021 | 2022 | 2023 |
| --------------------------------------- | ---- | ---- | ---- | ---- | ---- | ---- | ---- | ---- | ---- | ---- | ---- | ---- | ---- | ---- | ---- | ---- | ---- | ---- | ---- | ---- | ---- |
| Станки металлорежущие                   | 74,1 | 18   | 8,9  | 5,1  | 5,1  | 4,7  | 1,9  | 2,8  | 3,3  | 3,5  | 2,9  | 3,9  | 3,4  | 4,2  | 4,2  | 4,6  | 4,6  | 4,5  | 5,5  | 7,2  |      |
| Станки типа обрабатывающий центр (штук) | н.д. | н.д. | 34   | 284  | 377  | 421  | —    | 31   | 8    | 4    | 10   | 83   | 171  | —    | 154  | 314  | 350  | 314  | 330  |      |      |
| Станки деревообрабатывающие             | н.д. | н.д. | 10,2 | 4,4  | 5    | 4,3  | —    | 3,9  | 5,3  | 5,1  | 5,6  | 4,9  | 4,8  | 5,1  | 4,8  | 6,5  | —    | 5,4  | 8,6  | 8,0  |      |
| Кузнечно-прессовые машины               | 27,3 | н.д. | 1,2  | 2,1  | 2,7  | 2,7  | —    | 2,2  | 2,5  | 2,1  | 2,2  | 2,3  | 3,2  | 2,8  | 4,0  | 4,4  | 4,5  | 3,7  | 4,3  | 9,8  | 9,3  |

Станкоинструментальная промышленность составляет основу машиностроения. Отрасль обеспечивает техническое перевооружение действующих предприятий и обеспечивает оборудованием новые предприятия. Технический уровень отрасли определяет состояние всего машиностроения. В России насчитывается более 270 специализированных станкостроительных и инструментальных предприятий и 8 специализированных НИИ и проектных организаций. В станкостроении выделяются три главных направления производства — производство металлообрабатывающих станков, производство деревообрабатывающих станков, производство кузнечно-прессового оборудования.
Доля России в мировом производстве станков составляет около 0,3 %. Импорт станков на порядок превосходит экспорт. Среди действующих центров станкостроения выделяют Москву, Рязань, Сасово, Владимир, Краснодар, Армавир, Астрахань, Стерлитамак, Воткинск, Ижевск, Киров, Нижний Новгород, Самару, Пензу, Алапаевск и Челябинск.
| Потребление, экспорт, импорт.                                       | 2008  | 2009  | 2010  | 2011  | 2012  | 2013  | 2014  | 2015  | 2016  |
| ------------------------------------------------------------------- | ----- | ----- | ----- | ----- | ----- | ----- | ----- | ----- | ----- |
| Внутреннее потребление станков (в млрд $).                          | 11,7  | 4,9   | 8,6   | 10,6  | 10,6  | 10,6  | 8,9   | 10,8  | 10,7  |
| Российский экспорт станков стоимостью более 3 тыс. $ за ед. (штук). | 4981  | 2299  | 2300  | 2622  | 2333  | 2285  | 2285  | 1619  | 1283  |
| Российский импорт станков стоимостью более 3 тыс. $ за ед. (штук).  | 57512 | 17809 | 26110 | 38222 | 51200 | 44883 | 34300 | 18607 | 17772 |

Российское производство металлорежущих станков и кузнечно-прессовых машин в период с 2010 по 2015 годы сократилось до среднегодового объёма на уровне 6 тыс. единиц. Модернизация производственных предприятий стала осуществляться преимущественно за счёт импорта средств производства. В рассматриваемый период доля импорта в российском потреблении металлорежущих станков и кузнечно-прессовых машин в ценовом выражении составила более 90 % (в 2015 году: металлорежущих станков — 92,9 %; кузнечно-прессовых машин — более 99 %). Отечественные производители перестали обеспечивать потребности рынка, при этом многие категории станков в России вообще не производятся, а те отдельные виды, что продолжают выпускаться, уступают зарубежным аналогам по техническим характеристикам и соотношению цена/качество.
В 2016 году ситуация несколько выправилась. Доля импорта на российском рынке металлорежущего оборудования составила 88 %, при росте отечественного производства на 42 % по сравнению с 2015 годом. В 2016 году в России было произведено 3,9 тыс. металлорежущих станков и 2,7 тыс. единиц кузнечно-прессового оборудования общей стоимостью 11,8 млрд руб.
В России производится разнообразный режущий и измерительный инструмент для обработки металла и других материалов. Основные центры по производству режущего и измерительного инструмента — Москва, Санкт-Петербург, Екатеринбург, Челябинск и некоторые другие города. Абразивный инструмент производят специализированные заводы в Белгороде, Волжском, Златоусте, Кыштыме, Луге, Челябинске. Алмазный инструмент для обработки металла производят в Томилино и Рославле; для обработки камня, правки инструмента и бурения скважин — в Тереке. Россия является экспортёром абразивного инструмента.

##### Электротехническая промышленность
Предприятия электротехнической отрасли производят широкую гамму товаров — энергетическое оборудование, электромоторы, разнообразные кабели и провода, электротермическое оборудование и многое другое (всего более 35 тысяч видов разнообразной продукции). Одним из наиболее значимых видов производства в отрасли является производство энергетического оборудования. Российские предприятия энергетического машиностроения оснащены уникальными станками, имеют возможность производить почти любые виды генерирующего и вспомогательного оборудования. Они располагают портфелем экспортных заказов и поставляют продукцию в ряд стран мира — Китай, Иран, Индию, Алжир и другие. Производится оборудование для «Газпрома» и других потребителей страны, но портфель заказов невелик.
| Тип турбин.                             | 2010 | 2011 | 2012 | 2013 | 2014 | 2015 |
| --------------------------------------- | ---- | ---- | ---- | ---- | ---- | ---- |
| На водяном паре и турбины паровые иные. | 19   | 27   | 25   | 31   | 21   | 60   |
| Гидравлические и колёса водяные.        | 10   | 11   | 11   | 13   | 17   | 10   |
| Газовые.                                | 127  | 103  | 85   | 73   | 94   | 479  |

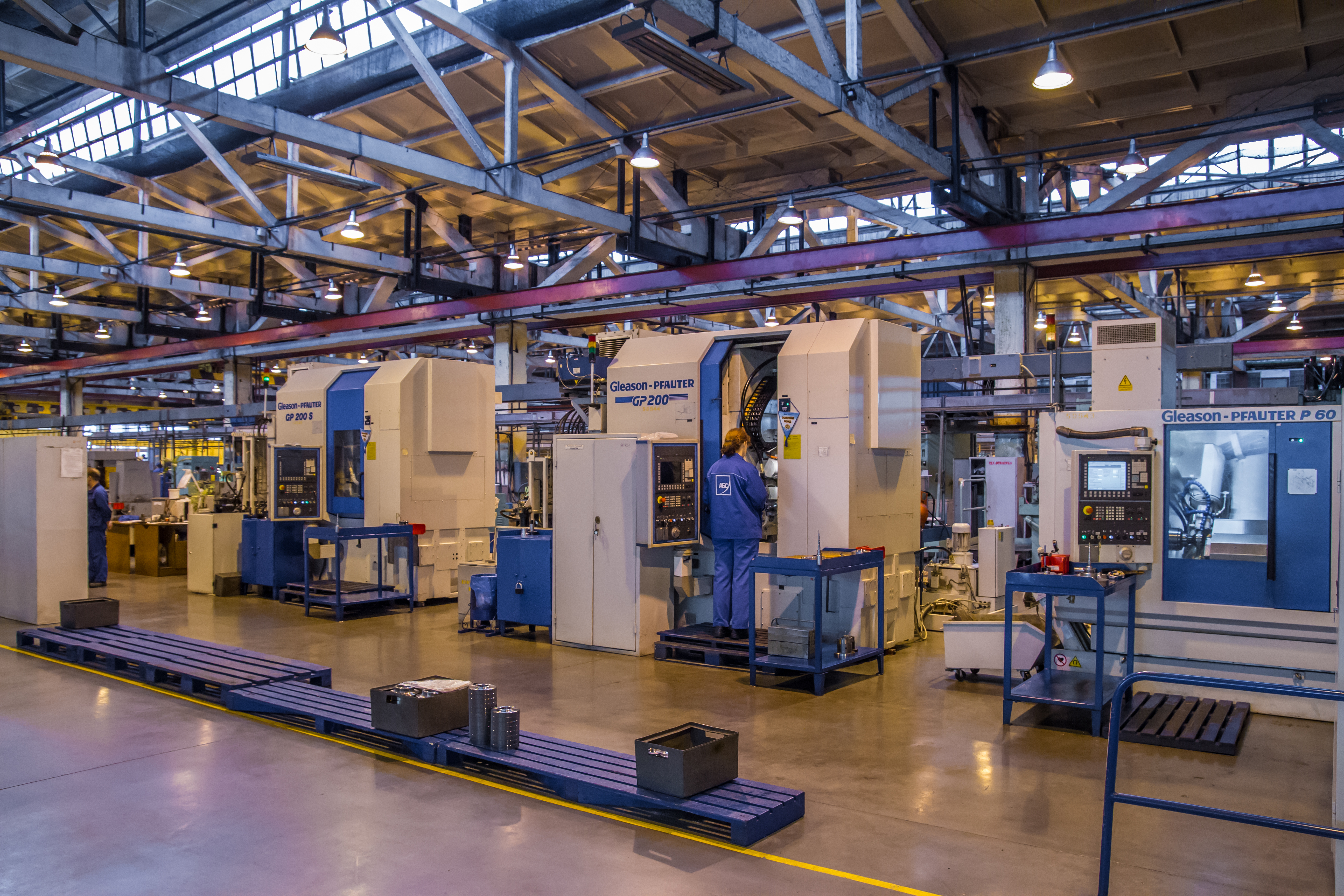
Механосборочный цех ОАО «АБС ЗЭиМ Автоматизация», Чебоксары

Главный центр производства турбин и генераторов для атомных, топливных и гидравлических электростанций — Санкт-Петербург. Газовые турбины производят в Рыбинске и Перми, паровые турбины и генераторы производят в Калуге, Екатеринбурге, Новосибирске, гидравлические турбины — в Сызрани. Паровые котлы для электростанций производят в Белгороде, Таганроге, Бийске, трансформаторы большой мощности — в Тольятти. Реакторы для атомных электростанций могут производить заводы Санкт-Петербурга и Волгодонска. Крупные узлы вспомогательного оборудования для электростанций изготавливают в Подольске и Чехове.
В период с 2012 по 2016 годы производство турбин в России выросло в 5 раз, достигнув в 2016 году объёма более 600 единиц (в 2012 году — 120). Увеличение произошло в основном за счёт роста энергетического машиностроения, при этом на динамику не повлияли кризисные явления, в частности обвал курса рубля. Причина заключается в том, что в энергетическом машиностроении не используются зарубежные технологии и отсутствует потребность в импортозамещении. Тенденции 2017 года заключаются в смещении спроса в сторону маломощных устройств и увеличении производства паровых турбин.
В производстве кабелей и проводов участвуют около 20 предприятий, в том числе совместных с иностранными компаниями. Они являются частично специализированными, но в условиях рынка берутся за изготовление любой доступной им продукции. Товары отрасли пользуются хорошим спросом благодаря активному развитию проводной связи, жилищного строительства и т. д. Основные заводы по производству кабельной продукции расположены в Москве, Подольске, Кольчугине, Рыбинске, Санкт-Петербурге, Пскове, Кирове, Кирсе, Самаре, Саранске, Армавире, Томске, Иркутске.

##### Оборонно-промышленный комплекс

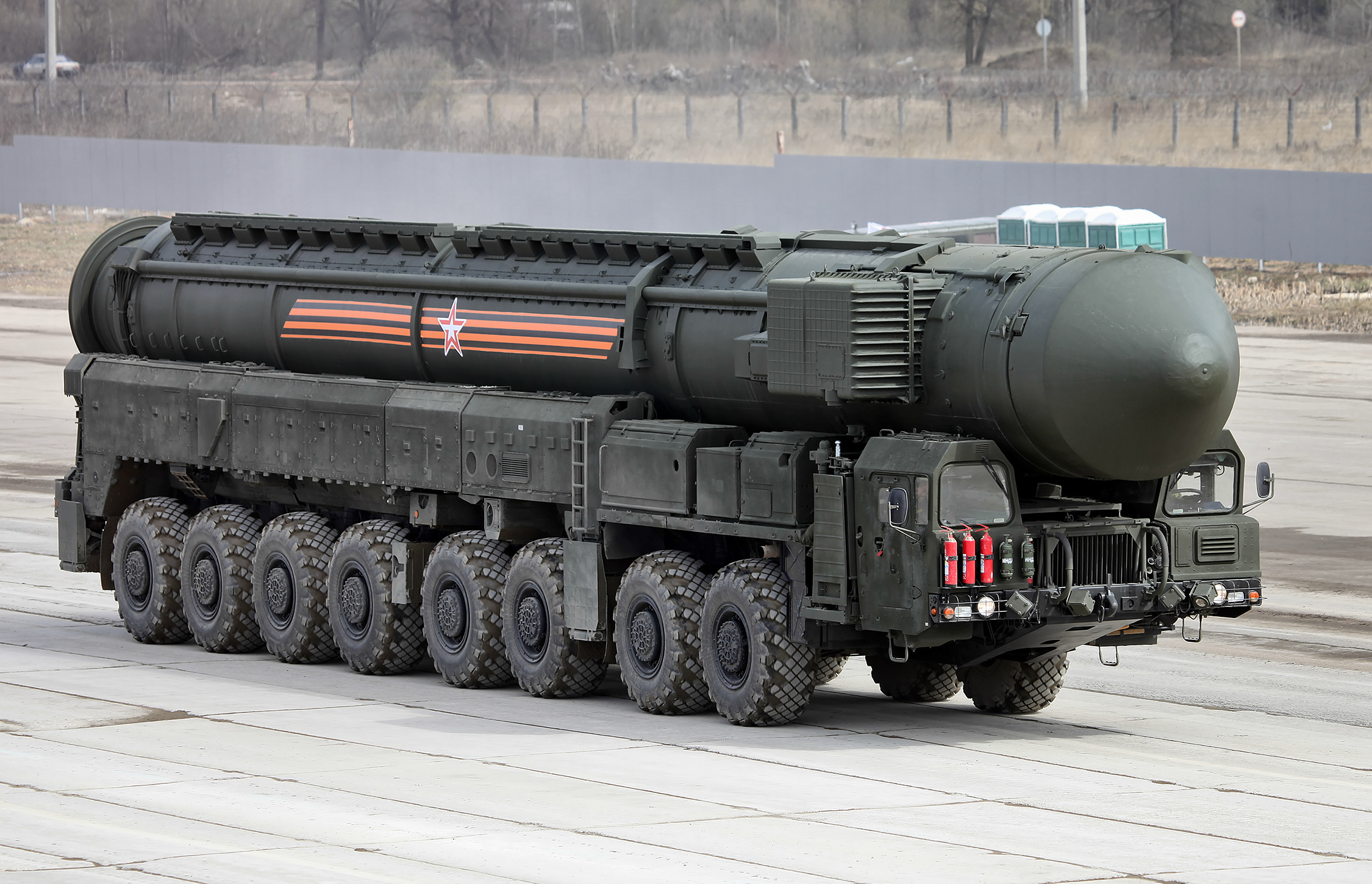
Стратегический ядерный ракетный комплекс «Ярс»

В 2007 году объём реализации ОПК России составил 18,6 млрд $, из них 11,6 млрд $ приходилось на государственный заказ, 7 млрд $ — на экспорт. С 2000 по 2007 годы объём реализации российского ОПК увеличился в 3,7 раза, в том числе госзаказ — в 6,4 раза, экспорт — в 2,2 раза.
В 2009 году объём производства в российском ОПК вырос примерно на 10 %.
В 2010 году общий объём зарубежных продаж Рособоронэкспорта составил 8,7 млрд $ (с 2001 года вырос в 10 раз)
Доля России на мировом рынке вооружений составляет 23 %, и уступает только доле США (32 %). В денежном исчислении в 2010 году экспорт продукции военного назначения впервые превысил 10 млрд $.
В 2009 году Россия имела военно-техническое сотрудничество более чем с 80 государствами мира, и осуществляла поставки продукции военного назначения в 62 страны, а объём российского экспорта продукции военного назначения в 2009 году превысил 260 млрд рублей (8,8 млрд $). Согласно данным СИПРИ, доля поставок боевых самолётов в период 2005—2009 годов составил для России 40 % от общего объёма экспорта, согласно данным Рособоронэкспорта эта доля составляет примерно 50 % от объёма всех продаж российских вооружений.
РФ имеет многомиллиардные контракты на поставку вооружений и продукции двойного назначения с Индией, Венесуэлой, Китаем, Вьетнамом, Алжиром,
Кувейтом, Грецией, Ираном, Бразилией, Иорданией, Сирией, Малайзией, Индонезией, Перу.
В апреле 2010 года представитель концерна ПВО «Алмаз Антей» сообщил, что Россия выполнила контракт на поставку в Китай 15 дивизионов ЗРК С-300 «Фаворит».
В 2006 году была утверждена российская государственная программа развития вооружений на 2007—2015 годы, предусматривающая закупку и разработку боевой техники (военно-транспортной авиации, космических средств, автотранспорта, бронетехники, ПРО и ПВО, судов и подводных лодок) для армии России. На финансирование этой программы в общей сложности за время её действия будет выделено 4,9 трлн рублей. В конце сентября 2010 года вице-премьер Сергей Иванов огласил другую сумму: в течение десяти лет, до 2020 года, бюджет государственной программы вооружений составит не менее 22 трлн руб.
Предприятия оборонно-промышленного комплекса России преимущественно контролируются государством. Но в период 2022-23 гг. в этот сектор экономики пришли сотни частных предприятий.

##### Судостроение

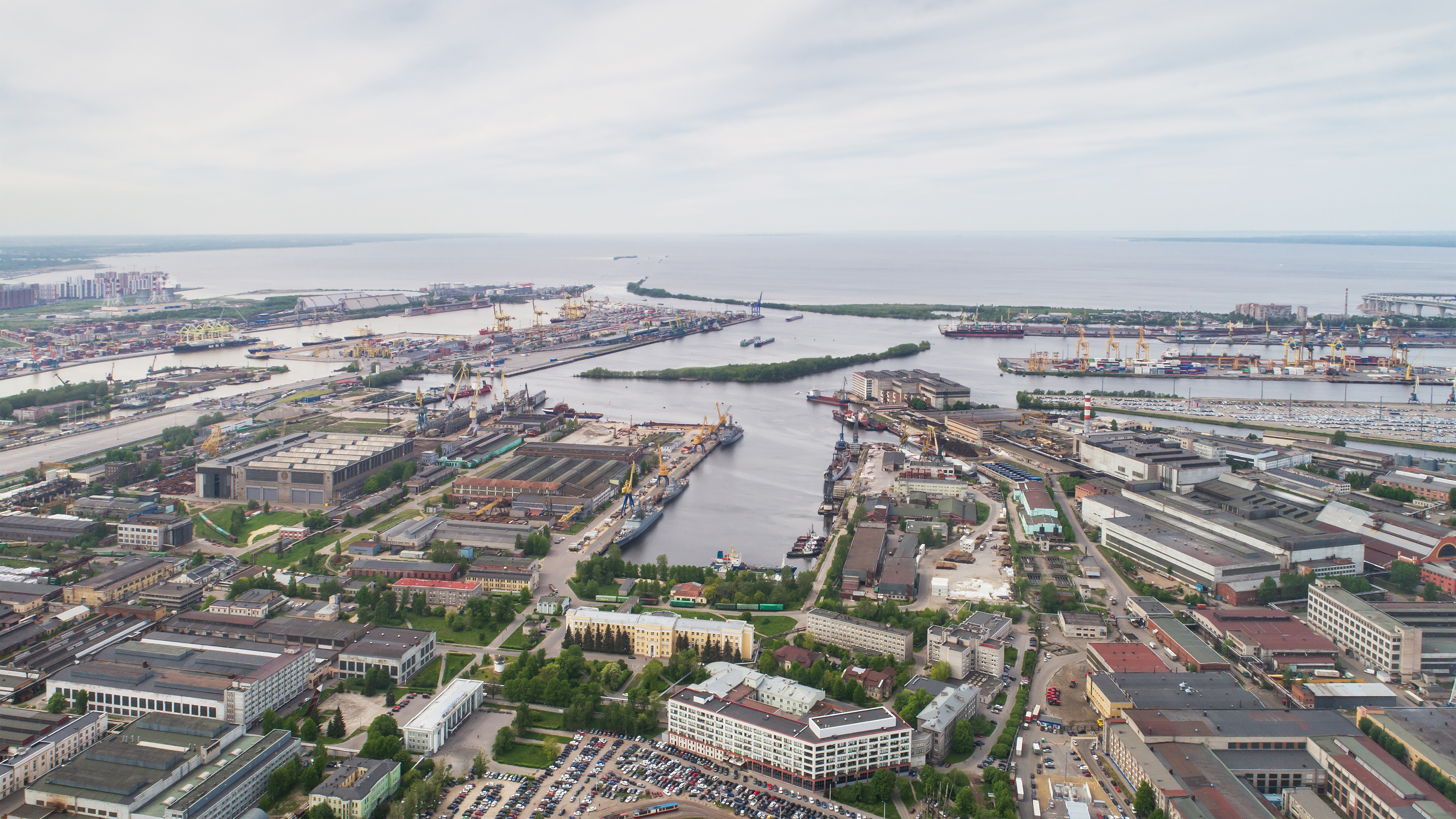
Северная верфь в Санкт-Петербурге

Судостроительная промышленность России традиционно является одной из наиболее технологически развитых отраслей экономики. Российские верфи имеют опыт строительства судов практически любого класса, типа и тоннажа. В отрасли имеются крупнейшие производители силовых систем и систем автоматизации. Научный потенциал научно-исследовательских и проектных институтов, лабораторий отраслевого и академического направления позволяет не только выполнять уникальные заказы по проектированию судов, но и разрабатывать новые концептуальные направления в судостроении.
В России существует более 1000 предприятий, занятых в судостроении, судоремонте, производстве двигательного, гидроакустического, навигационного, вспомогательного, палубного и других видов оборудования, материалов и комплектующих для судов, а также осуществляющих научную деятельность в области кораблестроения и морской техники. По другим оценкам, в России насчитывается около 4000 предприятий и организаций, которые в той или иной степени обеспечивают производство продукции и услуг в области создания техники для изучения континентального шельфа, а также хозяйственной и военной деятельности на внутренних морях и в международных водах. Крупнейшими центрами российского судостроения являются Санкт-Петербург, Северодвинск, Нижний Новгород, Калининградская область.
В соответствии с указом президента РФ, подписанным в марте 2007 года, создана Объединённая судостроительная корпорация, основным полем деятельности которой рассматривается развитие гражданского судостроения. Объединённая судостроительная корпорация консолидировала 19 существующих крупных судостроительных и судоремонтных предприятия.
В 1995—2005 годах на российских судостроительных предприятиях размещалось 4 % объёма российских заказов судов. К 2007 году этот показатель повысился до 6 %, в 2008 году составил 8 %. В 2008 году объём продаж в российском судостроении составил 150 млрд рублей. Объём производства в российском судостроении за 11 месяцев 2009 года увеличился на 50 %. В новый 2010 год российское судостроение вошло с ростом в 62 %.

##### Сельскохозяйственное и транспортное машиностроение

###### Сельскохозяйственное машиностроение
Российские предприятия сельскохозяйственного машиностроения:
- Ростсельмаш — один из лидеров мирового сельскохозяйственного машиностроения[271]. На его долю приходится 65 % российского рынка сельскохозяйственной техники и 17 % мирового рынка этой техники[271].
- Челябинский тракторный завод
- Чебоксарский агрегатный завод

В 2008 году в России было произведено 11,2 тыс. тракторов на колёсном ходу, 8 тыс. зерноуборочных комбайнов, 803 кормоуборочных комбайна.

###### Строительно-погрузочная, специальная и дорожная техника
Крупнейшие производители дорожно-строительной техники в России: Тракторные заводы, Ивановский автокрановый завод, Объединённая машиностроительная группа, Челябинский тракторный завод — Уралтрак, Курганский завод дорожных машин.
Крупнейшие производители специальной техники: Майкопский машиностроительный завод, Козельский механический завод.
Производство дорожно-строительной техники выросло с 3600 машин в 2015 году до 6000 машин в 2019 году.

###### Автомобильная промышленность

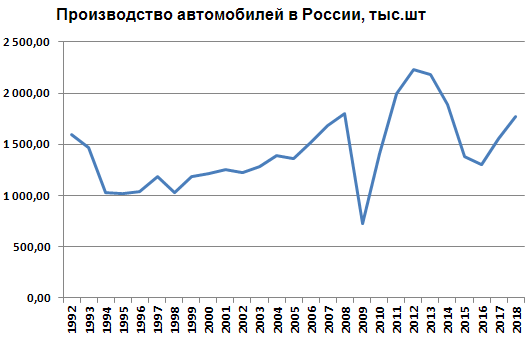
Производство автомобилей в России

В середине 2000-х годов правительством России был введён режим промышленной сборки, который позволяет автокомпаниям импортировать автомобильные компоненты по низким таможенным ставкам в обмен на принятие на себя обязательств по локализации производства автомобилей. Этим воспользовались зарубежные автоконцерны, решившие создать в России автозаводы по сборке своих автомобилей.
В 2000-х годах в России было открыто несколько десятков автомобильных заводов, выпускающих автомобили под марками известных производителей, среди которых Volkswagen, Škoda, BMW, Ford, Renault, Toyota, Chevrolet, Автомобильный альянс Peugeot-Citroën-Mitsubishi, Nissan, Opel, Kia, Volvo Truck и некоторые другие. Мощности заводов рассчитаны на производство, начиная от крупноузловой до мелкоузловой сборки, включающей сварку и окраску кузовов и агрегатов. Открытие новых заводов продолжается. Массовое открытие заводов зарубежных автоконцернов радикально изменило облик российского автопрома и привело к снижению доли импорта легковых автомобилей на российском рынке (с 55 % в 2008 году до 36 % в 2011 году).
Доля автомобилей иностранных марок во внутреннем производстве автомобилей повысилась с 6 % в 2003 году до 62 % в 2011 году.
По итогам 2008 года в России было произведено 1,471 млн легковых автомобилей и 256 тыс. грузовых автомобилей. В том же году из России было экспортировано 132 тыс. легковых и 45 тыс. грузовых автомобилей на общую сумму 1,7 млрд $.
В начале 2011 года был введён новый режим промсборки, резко повышающий требования по локализации производства автомобилей. В 2011 году в России было собрано свыше 1 млн автомобилей-иномарок.
По итогам первого полугодия 2012 года рост производства автомобилей по сравнению с аналогичным периодом 2011 года составил: по грузовым автомобилям 4,1 % по легковым автомобилям 22,2 % по автобусам 51,3 %.
В автопромышленности России существовали амбициозные проекты российского суперкара Marussia и Ё-мобиль Михаила Прохорова.

##### Авиакосмическая промышленность
Стратегия развития авиационной промышленности РФ на период до 2015 года

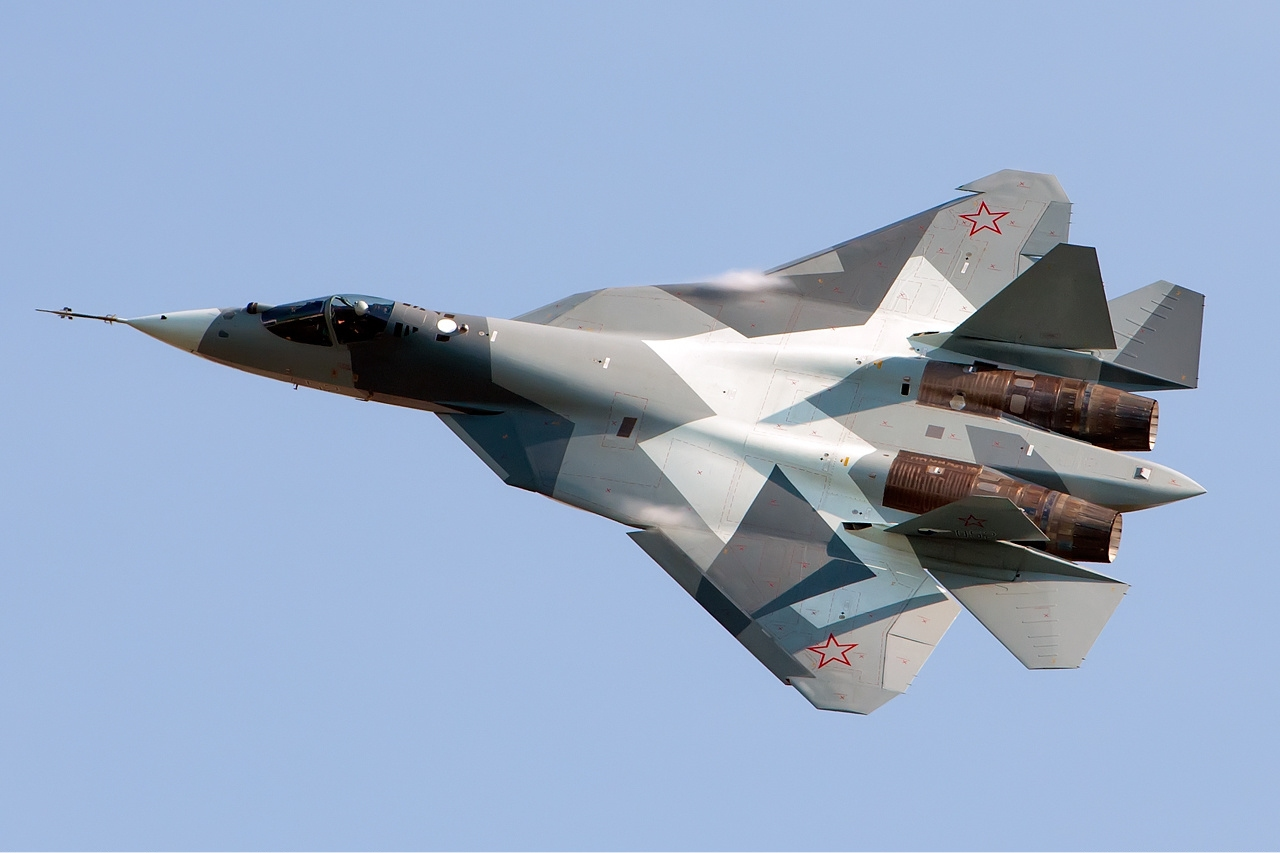
Су-57 — тяжёлый и малозаметный истребитель

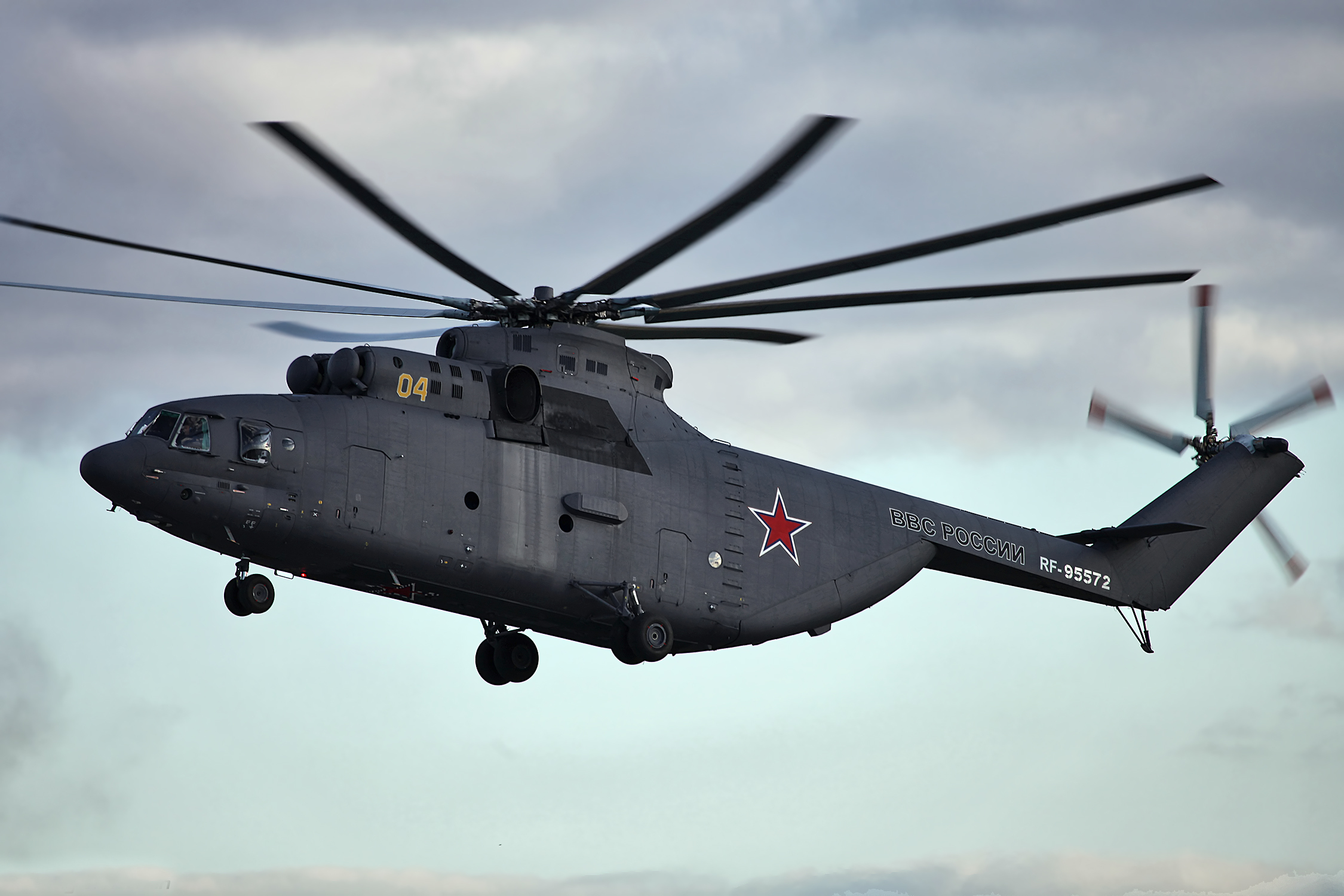
Крупнейший в мире серийно выпускаемый вертолёт Ми-26

Активы российского авиастроения сконцентрированы в двух профильных интегрированных структурах: Объединённая авиастроительная корпорация (в неё входят крупнейшие самолётостроительные предприятия) и Оборонпром (в неё входят крупнейшие вертолётостроительные и двигателестроительные предприятия). Эти компании включают в себя 214 предприятий и организаций, в том числе 103 — промышленные, 102 — НИИ и ОКБ. Общая численность занятых в российской авиационной промышленности — более 411 тыс. человек. Крупнейшими научными центрами авиастроения являются: ВИАМ, ЦИАМ, ЦАГИ, ЛИИ, ГосНИИАС, ОНПО «Технология».
По объёму выпускаемой продукции военного самолётостроения Россия находится на 2-м месте в мире, вертолётостроения — на 3-м месте в мире (6 % мирового рынка вертолётов).
В 2010 году объём выручки российских предприятий авиапрома составил более 504 млрд рублей, из которых 31 % — доля самолётостроения, 18 % — вертолётостроения, 24 % — двигателестроения, 8 % — агрегатостроения, 11 % — приборостроения, 8 % — производства спецтехники. За этот год в России было выпущено более 100 военных самолётов.
После саммита БРИК в апреле 2010 года, стало известно, что ведутся переговоры с бразильской аэрокосмической корпорацией Embraer о совместной разработке и производстве самолёта для российской региональной авиации. Вероятно, речь идёт о использовании мощностей Казанского авиационного завода.
Существуют оценки, согласно которым в случае объединения российского и украинского авиапрома, самолётостроители двух стран способны образовать третий по значимости — после США и Западной Европы — центр мирового авиастроения. В апреле 2010 года ОАК и украинская государственная компания «Антонов» договорились о создании компании, координирующей совместное производство самолётов Ан-124, производство самолётов Ан-148, Ан-70 и Ан-140. Предполагается также, что ОАК получит контроль над «Антоновым» в обмен на пакет акций ОАК.
Российские производители авиационной промышленности сотрудничают (кооперация, совместные производства) практически со всеми ведущими мировыми производителями, среди которых корпорации Боинг, Airbus, Snecma, бразильской Embraer, ряд итальянских концернов из группы Finmeccanica (например, Agusta Westland, Alenia Aeronautica), с французскими производителями (12 компаний), с китайскими производителями, с рядом украинских заводов.
В последнее время российскими авиастроителями заключены многомиллиардные твёрдые контракты на поставку гражданских самолётов иностранным авиаперевозчикам (SSJ-100 и МС-21, общая сумма более 7 млрд $).
В структуру Роскосмоса, по данным официального сайта агентства, входит 66 предприятий.
По данным на 2006 год за Россией было примерно 11 % мирового рынка космических услуг. Согласно Государственной стратегии развития ракетно-космической промышленности, доля продукции российской ракетно-космической промышленности на мировом рынке к 2015 году должна достигнуть 15 %.
По интенсивности космической деятельности (по количеству запущенных космических кораблей и количеству запущенных космических аппаратов) Россия занимает лидирующие позиции на протяжении последних нескольких лет.
По объёму финансирования гражданской космической деятельности по данным последних лет Россия занимает шестое место в мире.
В настоящее время агентством Роскосмос заключены межправительственные соглашения о сотрудничестве в космической деятельности с 19-ю странами; среди них США, Япония, Индия, Бразилия, Швеция, Аргентина и страны, входящие в Европейское космическое агентство (ЕКА)
В марте 2010 года Франция заказала у России 14 ракет-носителей «Союз» на 1 млрд $. В ноябре 2011 года, в свете успешного сотрудничества РФ и Франции в ходе подготовки и запуска ракеты-носителя с французского космодрома Куру, стало известно о заключении контракта на строительство 21 ракеты-носителя «Союз», оценочная стоимость не менее 32 млрд, руб. (также помимо данного контракта российские и французские специалисты займутся разработкой ракеты-носителя нового поколения)
См. также Международный авиационно-космический салон (МАКС) (Заключено контрактов на сумму: в 2005 — 5 млрд $, в 2007 — 3 млрд $, в 2009 — 10 млрд $).

##### Железнодорожное машиностроение

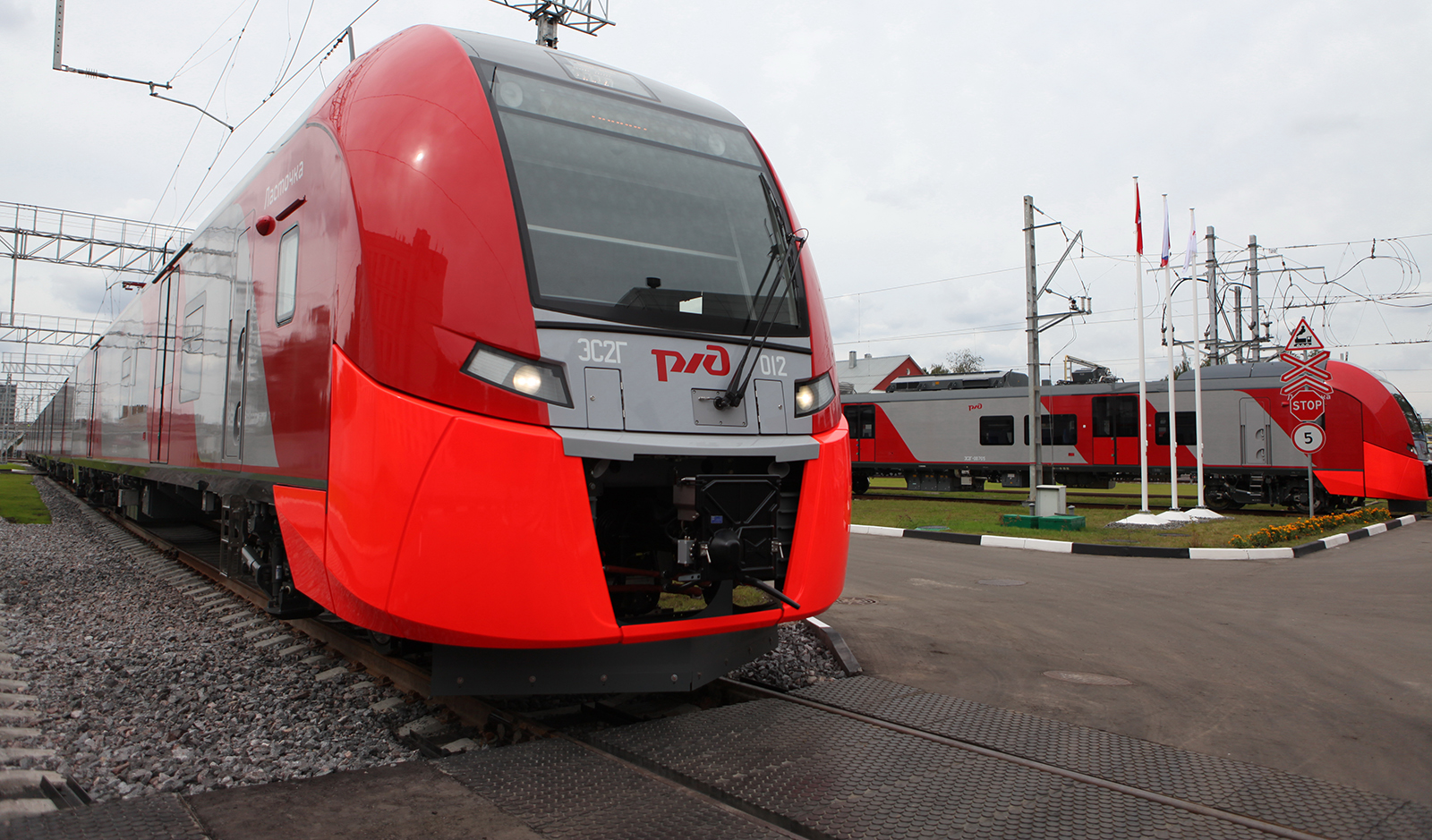
Электропоезд «Ласточка»

Российские предприятия железнодорожного машиностроения: Трансмашхолдинг (в составе 13-ти крупных предприятий), Тихвинский вагоностроительный завод, Уралвагонзавод, Вагоностроительная компания Мордовии, Вагонмаш, Калининградский вагоностроительный завод, Торжокский вагоностроительный завод.
В 2008 году в России было произведено 49 секций магистральных тепловозов, 259 магистральных электровозов, 2,1 тыс. магистральных пассажирских вагонов, 42,7 тыс. магистральных грузовых вагонов.
Ряд российских вагоностроительных предприятий ведут активное сотрудничество в совместном производстве и разработке оборудования для железнодорожной отрасли с рядом зарубежных компаний, среди которых Alstom, Siemens, Starfire Engineering&Technologies, Nippon Sharyo Ltd, American Railcar Industries и Amsted Rail.
В мае 2010 года ОАО РЖД подписало с Трансмашхолдингом два контракта, на поставку 200 — пассажирских электровозов, и 221 — для грузовых перевозок. Общая сумма контракта свыше €2 млрд. Пассажирские электровозы, разрабатываются в сотрудничестве с французской Alstom, будут поставлены в 2012—2020 годы. Грузовые электровозы будут производить и поставлять ООО «Уральские локомотивы»(совместное предприятие немецкого Siemens и группы «Синара»).

##### Двигателестроение
В России действуют предприятия авиационного, танкового, ракетного и других подотраслей двигателестроения.
Более 80 % активов в сфере российского двигателестроения контролирует Объединённая двигателестроительная корпорация.

##### Микроэлектроника
По оценкам компаний Роснано и АФК «Система», объём российского рынка микроэлектроники в 2010 году составил 1,5 млрд $. Это менее 1 % мирового (оценивается в 280 млрд $). Если российский рынок не регулировать, к 2015 году он вырастет до 2,84 млрд $, а если стимулировать импортозамещение — до 9,93 млрд $, прогнозируют АФК и «Роснано». По оценкам участников рынка, доля российских производителей чипов в сегменте промышленной микроэлектроники — около 30—50 %, и примерно в 5 % — в сегменте потребительских электротоваров.
В 2008 году темпы роста микроэлектроники в России были около 25 %, а в 2009 году — около 15 %, что превышало темпы роста других отраслей российской промышленности. В феврале 2010 года замминистра промышленности и торговли России Юрий Борисов заявил, что реализация стратегии правительства России в области микроэлектроники сократила технологическое отставание российских производителей от западных до 5 лет (до 2007 года это отставание оценивалось в 20-25 лет).
Российская группа предприятий «Ангстрем» и компания «Микрон» являются одними из крупнейших производителей интегральных схем в Восточной Европе. Около 20 % продукции «Микрона» экспортируется.
К концу 2010 года в России было начато производство чипов по технологии 90 нм.
В октябре 2009 года была учреждена компания «Ситроникс-нано» для работы над проектом по созданию производства интегральных схем 90 нм техпроцесса (такие чипы можно использовать для выпуска sim-карт, цифровых телеприставок, приёмников «Глонасс» и др.). В феврале 2012 года «Ситроникс-нано» открыло производственную линию по выпуску чипов с топологией 90 нм.

##### Оптико-механическая промышленность
Компания ЛОМО — крупнейший российский производитель оптико-механических и оптико-электронных приборов.
Производственное объединение «Уральский оптико-механический завод» имени Э. С. Яламова — одно из крупнейших российских предприятий по разработке и производству оптико-электронных приборов военного и гражданского назначения.

#### Нефтеперерабатывающая промышленность

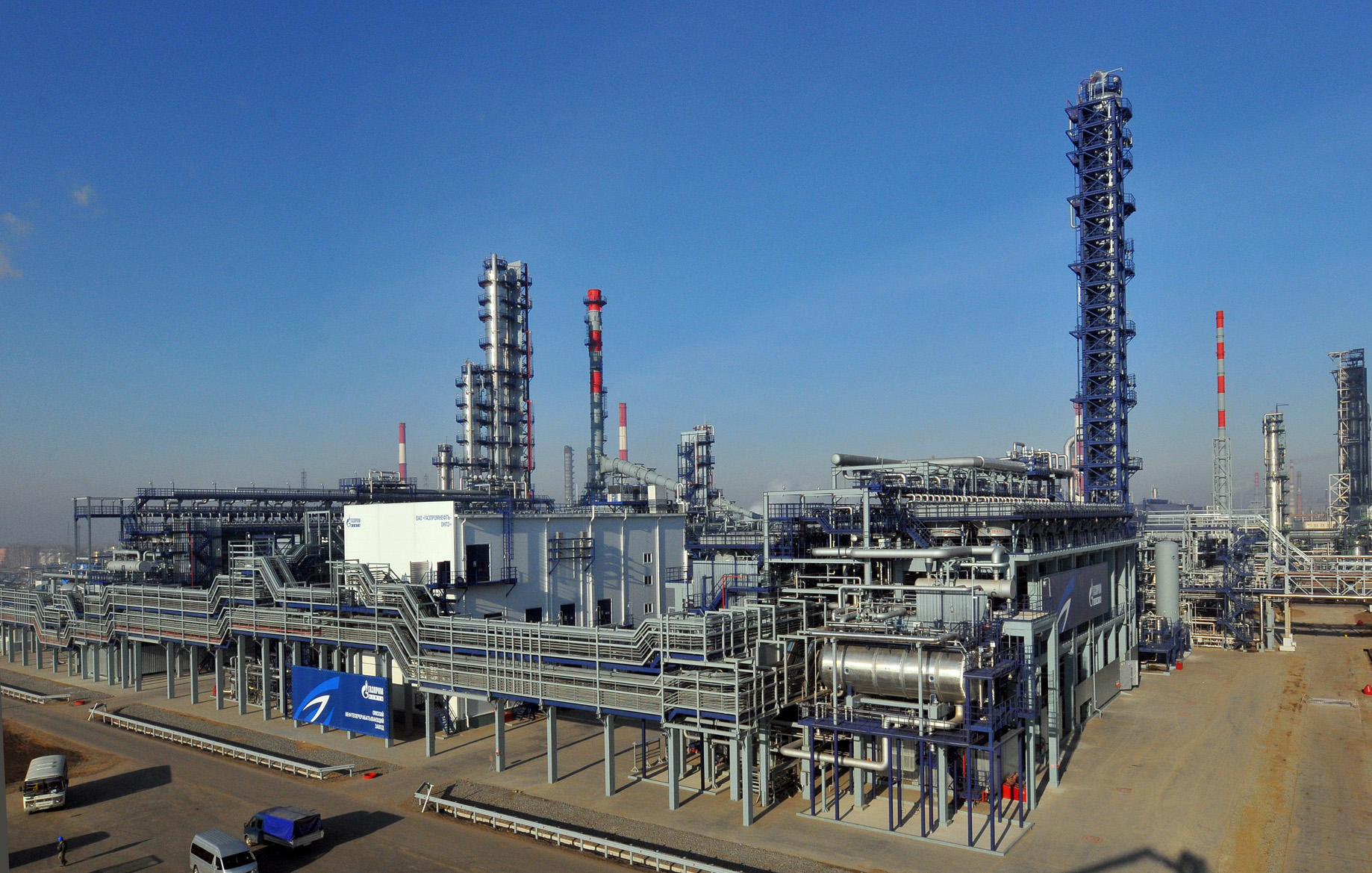
Установка изомеризации Омского НПЗ

В России действуют 30 крупных нефтеперерабатывающих предприятий с общей мощностью по переработке нефти 261,6 млн тонн, а также 80 мини-НПЗ с общей мощностью переработки 11,3 млн тонн. Средняя мощность российских НПЗ составляет 9,1 млн тонн.
За период экономических реформ 1990-х годов в нефтепереработке и нефтехимических отраслях произошло значительное сокращение объёма производства. Из-за резкого сокращения внутреннего потребления нефти при суммарных мощностях по первичной её переработке 296 млн тонн в год в 2000 году фактически было переработано 168,7 млн тонн, то есть загрузка нефтеперерабатывающих заводов упала до 49,8 %. Это обусловило низкую глубину переработки нефти и низкое качество выпускавшихся нефтепродуктов. Глубина переработки нефти в 1999 году составила в среднем по России 67,4 %, и только на Омском НПЗ она достигла 81,5 %, приблизившись к стандартам западноевропейских стран и США.
В последние годы наметилась обнадёживающая тенденция. Признаком улучшения ситуации является, в частности, существенное увеличение инвестиций в нефтепереработку. Так, за 2006 год они выросли на 11,7 %, составив 40 млрд рублей. Растёт и внутренний спрос на нефтепродукты. С 2004 по 2008 год общий объём переработки нефти увеличился со 194 до 236 млн тонн, причём объём переработки в эти годы рос опережающими темпами по сравнению с объёмом добычи. Если в 2004 году в России перерабатывалось 42,3 % добытой в нефти, то к 2008 году этот показатель составил 48,2 %. Глубина переработки нефти за период с 2005 по 2006 выросла с 67,6 до 71,3 %. В последние годы на ряде НПЗ активно ведётся строительство комплексов глубокой переработки нефти.
В 2008 году в России было произведено 36 млн тонн автомобильного бензина, 69 млн тонн дизельного топлива, 64 млн тонн топочного мазута.
К 2012 году при господдержке планируется построить самый крупный в России НПЗ в конечной точке нефтепровода Восточная Сибирь — Тихий океан, глубина переработки нефти составит 93 %, что соответствует достигнутому уровню на нефтеперерабатывающих заводах США.

#### Химическая промышленность
Доля химической промышленности в структуре ВВП России в 2006 году составляла около 6 %, в структуре экспорта — около 5 %, в отрасли было сосредоточено почти 7 % основных фондов промышленности.
В 2009 году было экспортировано 3,1 млн тонн аммиака на сумму 626 млн $, 814 тыс. тонн метанола на сумму 156 млн $, 22 млн тонн минеральных удобрений на сумму 5,6 млрд,
702 тыс. тонн синтетического каучука на сумму 1,2 млрд $.

#### Химико-фармацевтическая промышленность
На начало 2008 года в фармацевтической промышленности действовали около 350 предприятий, которые имеют лицензии на производство лекарств. 10 крупнейших заводов выпускают более 30 % производимых в России лекарств. Фармацевтическая отрасль России обеспечивает российское здравоохранение примерно на 70 %.
Российский фармацевтический рынок является одним из наиболее растущих в мире; в 2008 году продажи на нём составили около 360 млрд рублей.
В 2007 году объём экспорта лекарственных средств из России составил около 6 млрд рублей

#### Нанотехнологические производства
В 2007 году была создана Российская корпорация нанотехнологий («Роснано»), целью которой является реализация государственной политики в сфере нанотехнологий, развитие инновационной инфраструктуры в сфере нанотехнологий, реализации проектов создания перспективных нанотехнологий и наноиндустрии. 4 мая 2008 года правительством России была принята Программа развития наноиндустрии в Российской Федерации до 2015 года.
26 апреля 2010 года в Рыбинске открылся завод по производству монолитного твердосплавного инструмента с многослойным наноструктурированным покрытием, это первое нанотехнологическое производство, созданное в России при участии «Роснано», которая потратила на финансирование этого проекта около 500 млн рублей. Глава российского научного центра «Курчатовский институт» Михаил Ковальчук заявил: «„Роснано“ в Рыбинском проекте сыграла очень важную роль в цепочке между научной организацией, финансирующим органом и конечным производством. Мы за бюджетные деньги создали интеллектуальную собственность, а затем с помощью „Роснано“ коммерциализовали её и легально продали производственникам лицензию на её использование. Таким образом, благодаря этой госкорпорации наша технология была превращена в коммерческий продукт.»
По состоянию на начало июня 2010 года наблюдательный совет «Роснано» одобрил финансирование 76 индустриальных проектов, которые реализуются в 27 российских регионах. Общий объём инвестиций в них составляет около $8 млрд, в том числе, доля Роснано — около $3,5 млрд. К середине мая 2010 года в Роснано поступило 1607 заявок на финансирование проектов в сфере наноиндустрии. Из них 920 заявок к этому времени было отвергнуто, 321 проект проходил научно-техническую и инвестиционную экспертизу, а 290 находились на рассмотрении научно-технического совета и совета по инвестиционной политике.
C 2010 года по сентябрь 2012 года при участии «Роснано» в России было создано 24 производства по выпуску продукции с использованием нанотехнологий.

#### Лёгкая промышленность
В состав лёгкой промышленности России входят 14 тыс. предприятий. На 2008 год в отрасли были заняты 463 тыс. человек, из них 75 % — женщины. Доля лёгкой промышленности в общем объёме производства страны составляет менее 1,0 %. В составе отрасли функционируют 15 специализированных научно-исследовательских и проектных институтов. Многие разработки этих институтов соответствуют и превышают мировой уровень. Балансовая стоимость основных фондов в отрасли на 2008 год составляла 26,6 млрд рублей.
Основными подотраслями лёгкой промышленности являются:
- текстильное производство (45 % объёма выпуска по отрасли);
- производство одежды, выделка и крашение меха (30 %);
- производство кожи, изделий из кожи и обувное производство (25 %).

Предприятия лёгкой промышленности расположены практически во всех субъектах Российской Федерации. Среди российских регионов особенно выделяется Ивановская область, в которой лёгкая промышленность является основной отраслью промышленности.
Лёгкая промышленность России на 2005 год включала около 14 тыс. предприятий и организаций, из которых 1437 относились к крупным и средним. 70 % объёма производства приходится на 300 наиболее крупных предприятий. Доля продукции, производимой по заказам силовых структур, составляла около 11 % от общего объёма выпуска продукции лёгкой промышленности.

### Лесопромышленный комплекс

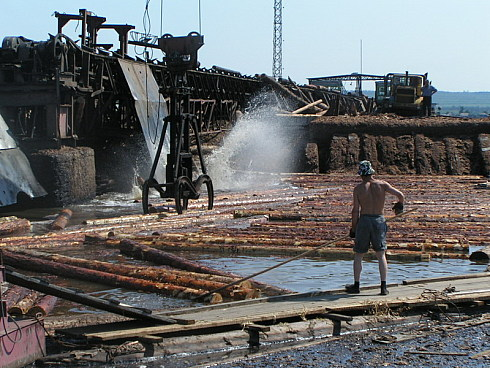
Новоенисейский лесохимический комплекс

Россия обладает примерно 25 % мировых лесных ресурсов, что даёт уникальные возможности для развития лесопромышленного комплекса. Лесами покрыто 45 % территории России (766,6 млн га), при этом лесосырьевые ресурсы оцениваются в 83 млрд м³, из которых ценные хвойные породы составляют 76 %. Для сравнения, запасы древесины в Канаде составляют 35 млрд м³, в США — 22 млрд м³. Возможности годовой вырубки леса составляют до 500 млн м³. В настоящее время годовая вырубка меньше естественного прироста, поэтому запасы древесины увеличиваются. Для лесного комплекса России характерна низкая добавленная стоимость на единицу произведённой продукции, при этом до 35 % высококачественной древесины не используется или используется неэффективно. В 2015 году стоимость одного м³ произведённой в России продукции лесного комплекса оценивалась в 264 $, в Канаде — в 499 $, в США — в 999 $, в Финляндии — в 1214 $.
В лесной промышленности ведут деятельность порядка 20 тыс. предприятий, занятые заготовкой древесины, механической переработкой, производством целлюлозы, бумаги, картона, строительных конструкций, фанеры, спичек, мебели, продукции лесохимии и др. В отрасли занято около 1 миллиона человек, при этом часть из них в слаборазвитых районах, где предприятия данной отрасли выступают единственными возможными работодателями.
Для России характерно отставание от наиболее развитых стран в производстве наиболее востребованной продукции лесопереработки — целлюлозы, картона и бумаги. По размерам лесозаготовок и вывозу древесины Россия занимает третье место в мире после США и Китая. По оценкам, современные потребности экономики страны в древесине оцениваются в 75—80 млн пл. м², без учёта экспортных возможностей. Производственные мощности оцениваются в 100 млн пл. м².
Лесозаготовка ведётся на территории 66 субъектов, среди которых выделяются Архангельская, Вологодская, Кировская, Ленинградская, Костромская области, Республика Коми, Республика Карелия, Пермский край (в европейской части страны); Свердловская, Томская и Иркутская области, Хабаровский и Красноярский края (в азиатской части). Производство пиломатериалов с начала 1990-х сократилось сильнее, чем заготовка древесины, и на данном этапе распределено по территории страны более равномерно. Выделяются на общем фоне по масштабам производства Архангельская, Кировская, Иркутская, Ленинградская области и Красноярский край, республики Карелия и Коми.
Согласно статистическим данным, лесопромышленный комплекс в настоящее время в большой степени ориентирован на внешний рынок. При этом отмечается рост заготовки древесины лиственных пород при сохранении на прежнем месте заготовки древесины хвойных пород. Так, в 2016 году было заготовлено брёвен хвойных пород — 79 млн пл. м², лиственных пород — 27,1 млн пл. м², древесины топливной — 14,2 млн пл. м², древесины необработанной — 8,7 млн пл. м². В 2018 году продукции лесопромышленного комплекса удалось превзойти рекорды 2014 года.

## Сельское хозяйство

Динамика индекса объёма продукции сельского хозяйства в России в 1989—2016 годах, в процентах от уровня 1989 года, в сопоставимых ценах

Россия обладает огромными земельными ресурсами, наиболее ценными из которых являются сельскохозяйственные угодья, занимавшие в 2011 году 220,4 млн га, или 12,9 % всего земельного фонда страны. В современной структуре сельскохозяйственных угодий более половины занимают пашни, далее по убывающей следуют пастбища, сенокосы, залежи, многолетние насаждения. По площади пахотных земель Россия занимает третье место в мире после США и Индии, а по обеспеченности населения пахотными угодьями — четвёртое место после Казахстана, Австралии и Канады.
Объём сельскохозяйственного производства в России в 2016 году составил 5,6 трлн рублей (около 90 млрд $). Ведущей отраслью является растениеводство, на которое приходится 56 % объёма сельхозпроизводства, доля животноводства — 44 %. Структура сельхозпроизводства по типам хозяйств: сельскохозяйственные организации — 53 %, хозяйства населения — 35 %, фермеры — 12 %.
Россия является крупным экспортёром сельхозпродукции. В частности, по экспорту пшеницы Россия занимает 1-е место среди стран мира. Общий объём экспорта продовольствия и сельхозсырья из России в 2016 году составил 17 млрд $.
По мнению географа Татьяны Нефёдовой, на современном этапе в сельском хозяйстве происходят сложные противоречивые процессы: производство всё больше концентрируется в южных регионах страны и крупных холдингах, в то время как на огромных территориях произошли упадок и депопуляция сельского населения. Сельскохозяйственное производство устойчиво растёт с 1999 года, однако посевные площади сильно сократились. Поголовье крупного рогатого скота продолжает уменьшаться.
Отчётливо изменилась пространственная структура производства зерна, которое всё более сосредотачивается в территориях с благоприятными природными условиями. Так, в 2016 году 58 % зерна было собрано на юге европейской части России, 21 % — в южных районах Поволжья и Урала, хотя эти территории занимают 10 % от общей площади земель. С 1990 года было утрачено 40 млн га пахотных земель (или треть от общего числа), при этом наиболее сильное сокращение произошло в нечернозёмной зоне (13 млн га) и степных районах Урала и Сибири. На юге европейской части России потери незначительны, и идёт быстрое восстановление.
В животноводстве в последние годы идёт увеличение производства мяса, однако только за счёт развития птицеводства и свиноводства. Большой проблемой является утеря селекционного и племенного хозяйства, которые очень трудно восстановить. Многие предприятия закупают производителей, молодняк и цыплят за рубежом и сильно зависят от импорта. Производство мяса всё сильнее концентрируется на крупных предприятиях, снабжающих города. Государственная поддержка оказывается в основном только крупным агрохолдингам.

### Растениеводство

Сбор зерновых культур в России в 1990—2016 годах, млн тонн

На территории Российской Федерации находится 10 % всех пахотных земель мира. Свыше 4/5 пашни в России приходится на Центральное Поволжье, Северный Кавказ, Урал и Западную Сибирь.
Основные сельскохозяйственные культуры:
- зерновые (валовой сбор в 2016 году — 119 млн тонн, 4-е место в мире)[342][343]
- сахарная свёкла (48 млн тонн, 1-е место в мире)[344]
- подсолнечник (11 млн тонн, 2-е место в мире)[345]
- соя (3 млн тонн)
- картофель (31 млн тонн, 3-е место в мире)[342][346]
- овощи (16 млн тонн)

### Животноводство

Динамика производства мяса в убойном весе в России в 1990—2016 годах, в млн тонн

Основные виды продукции животноводства, производящиеся в России:
- мясо (в 2015 году произведено 9,6 млн тонн, 4-е место в мире)[342]
  - говядина (1,6 млн тонн)
  - свинина (3,1 млн тонн)
  - мясо птицы (4,5 млн тонн)
  - прочие виды мяса (0,3 млн тонн)
- молоко (30,8 млн тонн)
- яйца (42,6 млрд штук)
- шерсть (56 тыс. тонн)
- мёд (68 тыс. тонн)

## Третичный сектор

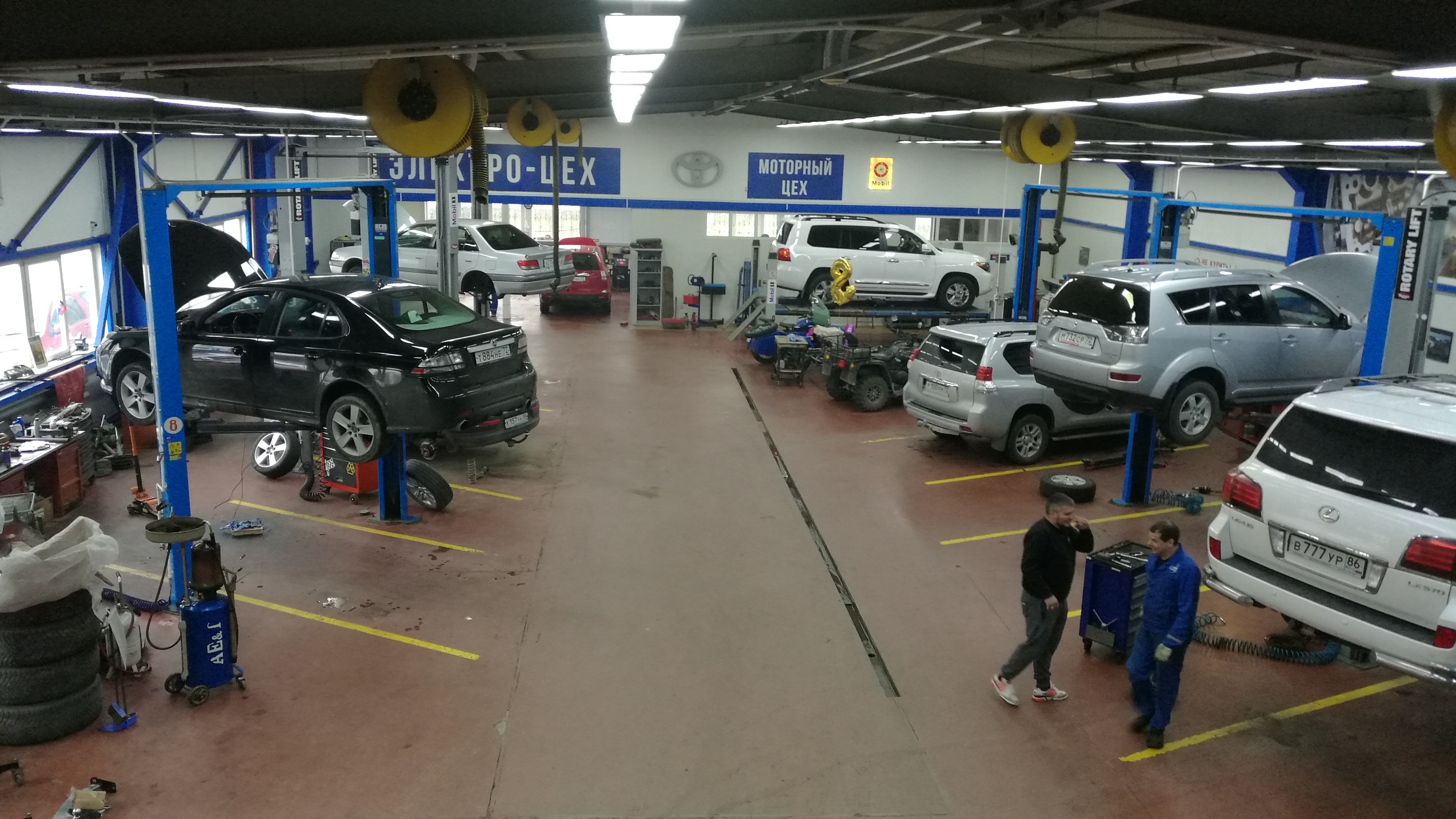
Автосервис в Тюмени

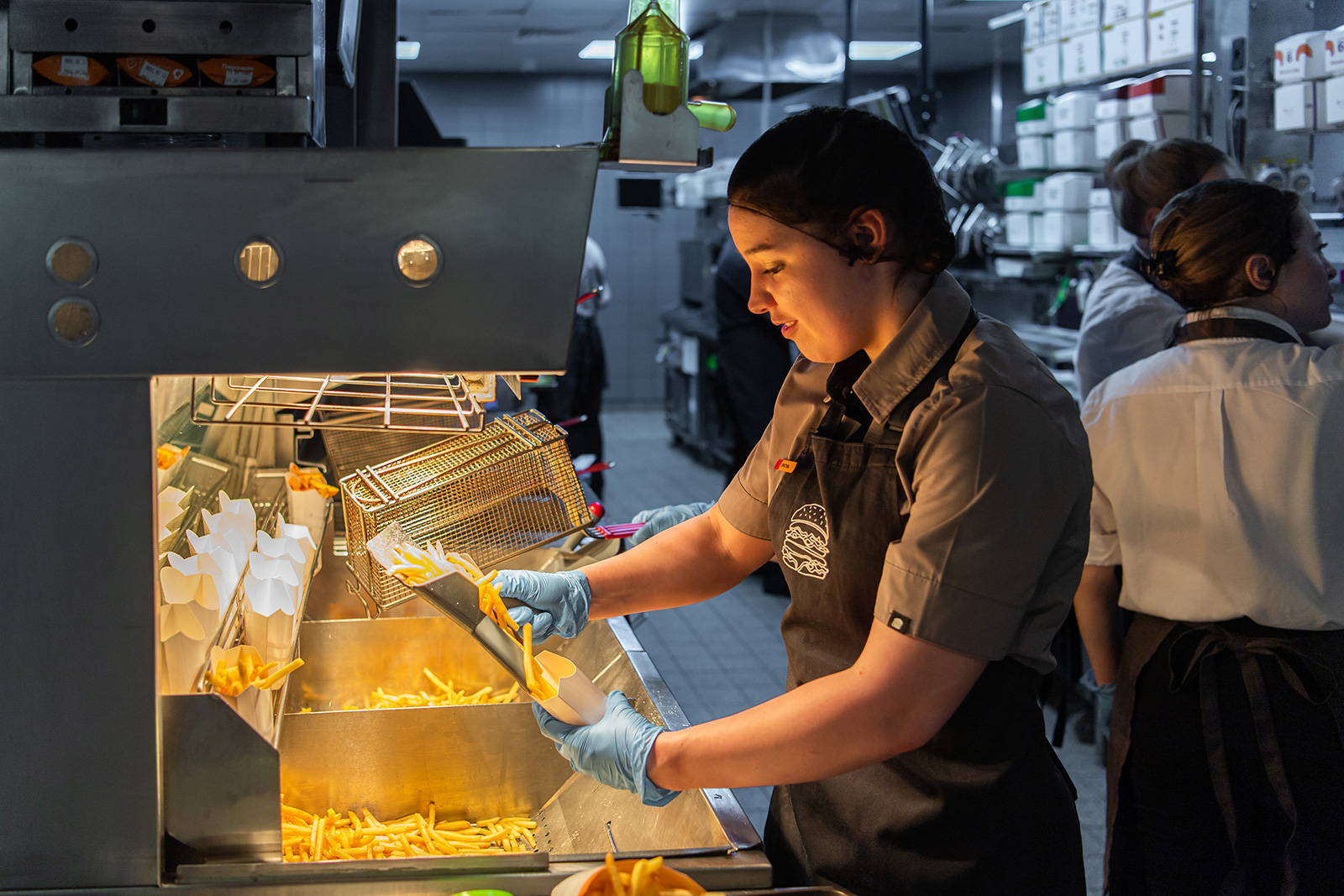
Закусочная «Вкусно и точка» в Москве

Третичный сектор экономики, или сектор услуг, включает обширный спектр отраслей, которые обычно подразделяют на три группы: потребительские (образование, здравоохранение, социальная помощь, туризм, культура и др.), обслуживающие взаимодействие экономических агентов и услуги государственного управления, обеспечения безопасности и охраны порядка. С 2005 года в России действует классификатор видов экономической деятельности в соответствии с международными стандартами, в котором выделяются девять видов услуг:
- Оптовая и розничная торговля, ремонт.
- Гостиницы и общественное питание.
- Транспорт и связь.
- Финансовая деятельность.
- Операции с недвижимым имуществом, аренда и предоставление услуг.
- Государственное управление и обеспечение военной безопасности, обязательное социальное обеспечение.
- Образование.
- Здравоохранение и предоставление социальных услуг.
- Предоставление прочих коммунальных, социальных и персональных услуг.

Сектор услуг играет ведущую роль в мировой экономике и развивается наиболее динамично. В развитых странах доля услуг в ВВП достигает 65—75 %, а в занятости — свыше 70 %. Доля услуг в ВВП России в период с 1990 по 2013 год увеличилась с 32,6 % до 69 %. По динамике объём платных услуг на душу населения в стране с 2001 по 2014 год вырос в ценовом выражении на 88,4 %. Отраслевая классификация показывает, что в 2014 году торговля и прочие виды услуг имели наибольшую долю как в отраслевой структуре сферы (40 и 25 %), так и в структуре занятости (28,5 и 27,8 %).
По данным Росстата в 2018 году объём платных услуг населению (без торговли) превысил 9,4 трлн рублей. Рецессия 2015—2016 годов привела к стагнации сектора: объём услуг в 2015 году в сопоставимых ценах сократился на 1,1 %, но уже в 2016 году наметился небольшой рост — 0,7 %, который в 2017 году ускорился до 1,4 %, а в 2018 году составил 2,5 %. Доля расходов домохозяйств на конечное потребление услуг в ВВП в 2018 году составила 10,7 %. При этом, доля платных услуг в потребительских расходах граждан является низкой по сравнению как с развитыми странами, так и с некоторыми развивающимися. В 2018 году значение показателя составило 21,2 %.
Распределение расходов на разные виды услуг коррелируют с уровнем дохода разных групп населения. У бедных слоёв граждан основную долю расходов в общем объёме потребления услуг занимают услуги ЖКХ, связи и образования. У средних слоёв — услуги транспорта, образования и медицины. У состоятельных — услуги культуры и медицины. Структура расходов на услуги в целом стабильна. Ключевыми видами услуг являются коммунальные услуги (отопление, электроснабжение, газоснабжение, водоснабжение
и водоотведение). Структура платных услуг на 2018 год выглядела следующим образом:
- Коммунальные — 21,2 %
- Транспортные — 20,1 %
- Услуги почтовой связи, курьерские услуги — 0,6 %
- Телекоммуникационные услуги — 14,1 %
- Бытовые — 10,1 %
- Жилищные — 7,2 %
- Медицинские — 6,9 %
- Системы образования — 6,8 %
- Гостиниц и аналогичных средств размещения — 2,6
- Культуры — 1,7 %
- Туристские — 1,6 %
- Санаторно-оздоровительные — 1,3 %
- Правового характера — 1,1 %
- Физической культуры и спорта — 0,8 %
- Ветеринарные — 0,2 %
- Социальные услуги, предоставляемые гражданам пожилого возраста и инвалидам — 0,3
- Другие услуги — 3,4

### Торговля
За переходный период с плановой на рыночную экономику, торговля (розничная и оптовая) стала одним из крупнейших по вкладу в ВВП России сектором, а также крупнейшей отраслью по занятости. Если в 1990-м году оборот розничной торговли составлял 253,5 млрд рублей, то в 2000 году он составлял уже 2,35 трлн рублей, а к 2016 году увеличился до 28,3 трлн рублей. Оборот оптовой торговли в 2000 году составлял 4,25 трлн рублей, увеличившись к 2016 году до 61,35 трлн рублей.
До 2014 года торговля вносила наибольший вклад в ВВП, позже уступив первое место услугам по операциям с недвижимостью. В 2016 году удельный вес торговли в ВВП России составил 14,4 %. По валовой добавленной стоимости в 2016 году торговля находилась на первом месте в экономике, с общим объёмом 12,3 трлн рублей (на втором — обрабатывающая промышленность, с объёмом в 10,5 млрд). Отрасль представлена огромным количеством предприятий и организаций, превышающих треть от всех предприятий и организаций страны. В 2016 году 18,5 % от всего занятого населения работали в отрасли.

### Транспорт
Транспортная система России характеризуется развитой транспортной сетью, одной из наиболее обширных в мире и включающей в себя свыше: 86 000 км железных дорог, 1,5 млн км автомобильных дорог, 250 000 км магистральных трубопроводов, 100 000 км речных судоходных путей.
Тенденция последних лет в транспортном секторе состоит в сокращении его доли в ВВП страны: за десятилетие 2005—2014 годов доля транспорта сократилась с 9,3 до 8,7 %. К 2016 году доля сократилась ещё сильнее — до 5,8 %. Одновременно с этим практически вдвое выросло количество транспортных предприятий, со 185 тыс. в 2005 году до 313 тыс. в 2014-м. В секторе работает около 8 % населения России, а уровень оплаты труда выше на 20 %, чем средняя российская зарплата.
В 2016 году грузооборот транспорта составил 5,18 трлн тонно-км, из которых на железнодорожный транспорт пришлось 45 %, трубопроводный — 48 %, автомобильный — 4,5 %, морской — 0,8 %, внутренний водный — 1,29 %, воздушный — 0,1 %. Пассажирооборот транспорта общего пользования в 2016 году составил 519,8 млрд пассажиро-километров, из них на воздушный транспорт пришлось 41,5 %, автобусный — 23,9 %, железнодорожный — 23,9 %, метрополитен — 8,5 %.

### Телекоммуникации
По данным на 2008 год, в России насчитывалось 44,2 млн стационарных телефонов (5-е место в мире), 187,5 млн мобильных телефонов (4-е место в мире). По состоянию на 2010 год в России насчитывается 59,7 млн интернет-пользователей (7-е место в мире)).
В России один из самых развитых в мире рынков мобильной связи, его объём превышает 550 млрд рублей. Уровень проникновения сотовой связи увеличился с 5 % в 2001 году до почти всеобщего охвата в настоящее время. Стоимость услуг сотовой связи в России является одной из самых низких в мире. Так, по данным исследования компании Informa Telecoms & Media от 2007 года, по стоимости услуг сотовой связи Россия занимала 148 место из 186 стран. В 2021 году трафик мобильной голосовой связи составил 169 млрд минут; в 2018 году — 156 млрд минут, в 2012 году — 145 млрд минут.
В 2021 году объём мобильного трафика составил 29,6 эксабайт (ЭБ) — рост на 31 % г/г; в 2019 году он был в размере 15,3 ЭБ, в 2017 году — 6,5 ЭБ, в 2014 году — 1,5 ЭБ.
Россия является крупнейшей в Европе страной по числу интернет-пользователей. Не реже одного раза в неделю компьютером пользуется 58 % населения страны, примерно такая же часть населения использует интернет. Хотя данные показатели несколько ниже, чем в Евросоюзе, но данный разрыв быстро сокращается. Широкополосный доступ в интернет в 2011 году имел 41 % населения России (в 2009 году — 25 %). При этом средняя скорость широкополосного соединения в России значительно превосходит среднемировые показатели. В 2021 году фиксированный широкополосный доступ имел 61 % населения.
Объём фиксированного интернет-трафика пользователей в России достиг 78,1 эксабайт (ЭБ) в 2021 году (78,1 млн ТБ; +26 % к 2020 году); в 2018 году этот показатель был в размере 38,1 ЭБ, в 2014 году 17,8 ЭБ.
В 2020 году количество подписчиков онлайн-кинотеатров составило около 8 млн (рост на 40 % к 2019 году).
Крупные российские телекоммуникационные компании:
- Связьинвест — крупнейшая телекоммуникационная компания в России и одна из крупнейших в мире[371].
- Мобильные ТелеСистемы — крупнейший по числу абонентов оператор мобильной связи в странах Восточной Европы и СНГ, входит в десятку крупнейших в мире[372][373].
- Вымпел-Коммуникации — оператор мобильной связи
- МегаФон — оператор мобильной связи

Инвестиции в основной капитал в сфере связи в России — 294 млрд рублей (2008). В марте 2010 года в Буэнос-Айресе по итогам визита Д. А. Медведева в Аргентину был подписан меморандум о взаимопонимании в области развития российской Глобальной навигационной спутниковой системы (ГЛОНАСС).

### Финансы и банковская система
Денежная единица — российский рубль. Рубль является конвертируемым по текущим и капитальным операциям.
Объём валовой добавленной стоимости в финансовой деятельности — 3,2 трлн руб. (2014).
В 2008 году среднегодовая численность занятых в сфере финансов в России составляла 1,13 млн чел.
Рыночная капитализация российского фондового рынка составляет 338,5 млрд долл. (декабрь 2014), что меньше капитализации компании Google; в начале 2014 вся капитализация составляла около $498 млрд долл. (капитализация компании Apple достигла $661 млрд).
Капитализация фондового рынка РФ составляет всего лишь 30 % ВВП; капитализация в Китае и Бразилии составляет 70 % ВВП, в США — 120 % ВВП. На десять крупнейших эмитентов приходится 60 % рынка РФ и это нефтегазовая отрасль.
Крупнейшая в России Московская биржа — биржевой холдинг, созданный в 2011 году в результате слияния ММВБ (Московской межбанковской валютной биржи) и биржи РТС (Российской торговой системы), является лидером по объёму торгов во всех сегментах биржевого рынка в странах бывшего СССР и в Восточной Европе.
Российские банки входят в двухуровневую систему, верхний уровень которой представлен Центральным банком Российской Федерации, а нижний — коммерческими банками.
Чистые активы 892 крупнейших российских банков по состоянию на июль 2013 года составляли 49,86 трлн руб.
Золотовалютные резервы ЦБ РФ на 2 июня 2017 года составляли $406,9 млрд.

#### Государственный и внешний долг

Динамика государственного долга России в 1999—2010 гг., в % к ВВП

На 1 января 2016 года совокупный внешний долг РФ составил 515,2 млрд долларов
На 1 мая 2017 года внутренний долг РФ составил 6,481 трлн рублей, а совокупный объём внутреннего государственного долга РФ — около 8,318 трлн рублей.
По подсчётам агентства РБК на основании данных Минфина и ЦБ, к середине 2019 года чистый государственный долг России в широком понимании (включающий внутренний и внешний долги федерального правительства, долги регионов и муниципальных образований) впервые с 2014 года — времени первых санкций за Крым и начала падения цен на нефть — стал отрицательным, то есть его величина не превышает ликвидных активов «расширенного правительства» (федеральных властей, регионов и внебюджетных госфондов).
11 апреля Россия объявила дефолт по внешнему долгу, сообщает S&P. Лондон (CNN Business) Россия объявила дефолт по своему внешнему долгу, потому что предложила держателям облигаций выплаты в рублях, а не в долларах, заявило агентство кредитных рейтингов S&P.
Россия пыталась заплатить в рублях за две номинированные в долларах облигации со сроком погашения 4 апреля, говорится в сообщении S&P, опубликованном в пятницу. Агентство заявило, что это равносильно «выборочному дефолту», поскольку инвесторы вряд ли смогут конвертировать рубли в «доллары, эквивалентные первоначально причитающимся суммам».
Согласно S&P, выборочный дефолт объявляется, когда предприятие не выполнило обязательства по конкретному обязательству, но не по всему своему долгу.
У Москвы есть 30-дневный льготный период с 4 апреля для выплаты капитала и процентов, но S&P заявило, что не ожидает, что конвертирует их в доллары, учитывая западные санкции, которые подрывают её «готовность и технические возможности соблюдать условия». "своих обязательств.

### Туризм
Россия стабильно входит в десятку стран-лидеров по доходам от международного туризма. Особенно привлекательными для туристов выступают древнерусские города России, южная часть Сибири, Приморье. В Список Всемирного наследия ЮНЕСКО в России включены 29 объектов. Самобытность страны, с её уникальными храмами, монастырями, церквями, уникальными памятниками зодчества раскрывает маршрут Золотое кольцо России, проходящий по древнерусским городам. По городам Красноярского края, Хакасии и Тувы проходит туристический маршрут «Саянское кольцо». Примером ценной ландшафтной архитектуры являются дворцовые ансамбли Подмосковья, пригородов Санкт-Петербурга и другие. Для России характерны большие ресурсы в сфере оздоровительного (Северный Кавказ, Башкортостан) и спортивного (Кольский полуостров, Карелия, Приполярный и Полярный Урал, Алтай, Саяны, Прибайкалье и Забайкалье) туризма. Широкую известность в мире имеет система российских государственных природных заповедников, среди которых Девственные леса Коми, Алтайский заповедник, вулканы Камчатки, Уссурийский заповедник и другие.
Общая валовая добавленная стоимость туристской отрасли по данным Росстата выросла за 2014—2016 годы с 2,31 до 2,6 трлн рублей. Доля туристической отрасли в ВВП страны также увеличилась — с 3,3 % до 3,4 %. По экспертным оценкам, валовая добавленная стоимость въездного туризма при этом существенно превышает общую долю отрасли по статистике Росстата и составляет от 3,1 до 3,4 трлн рублей. Официальная статистика указывает, что за последние годы популярность России как туристического направления в зарубежных странах снизилась. Если в 2015 году страну посетили 26,9 млн туристов, то в 2017 году показатель составил 24,4 млн. Основными странами, чьи граждане въезжали в Россию с целью туризма в 2017 году стали Китай, Германия, Республика Корея, США, Израиль, Великобритания и Италия. Основными регионами России, которые посещают иностранные туристы, являлись Москва (4,8 млн иностранных туристов в 2017 году), Санкт-Петербург (3,75 млн), Краснодарский край (900 тыс.), Приморский край (640 тыс.) и Республика Крым (более 500 тыс.). В последние годы наблюдается рост внутреннего туризма в России. По оценкам Ростуризма, в 2016 году внутри страны было совершено 50 — 55 млн туристских поездок, при этом показатель рос четыре года подряд.

### Социальная сфера
Объём валовой добавленной стоимости в сфере образования — 1,8 трлн руб (2014). Государственные расходы на образование в 2005 году составляли 3,8 % ВВП, в 2006 году — 3,9 % ВВП. Частные расходы на образование в 2006 году составляли 0,7 % ВВП. Совокупные расходы на образование в 2006 году составляли 4,6 % ВВП, в 2007 году — 4,8 % ВВП. Инвестиции в основной капитал в сфере образования в России — 174 млрд рублей (2008). В 2008 году среднегодовая численность занятых в сфере образования в России составляла 5,98 млн чел.
Объём валовой добавленной стоимости в здравоохранении и предоставлении социальных услуг — 2,5 трлн руб (2014). Совокупные расходы на здравоохранение в 2006 году составляли 3,9 % ВВП (из них 3,2 % ВВП — государственные расходы, 0,7 % ВВП — частные), 2007 году — 4,4 % ВВП. Инвестиции в основной капитал в сфере здравоохранения и предоставления социальных услуг в России — 207 млрд рублей (2008). В 2008 году среднегодовая численность занятых в сфере здравоохранения и предоставления социальных услуг в России составляла 4,67 млн чел.

## Строительство
Объём валовой добавленной стоимости в строительстве — 3,9 трлн руб (2014). Инвестиции в основной капитал в строительстве — 298 млрд рублей (2008). В 2008 году среднегодовая численность занятых в сфере строительства в России составляла 5,47 млн человек, что на 24 % превышало показатель 1999 года.
В 2008 году обеспеченность жильём населения России составляла 22,0 м²/чел, что на 16 % больше показателя 1999 года. В России активно развивается ипотека. Если в 2005 году объём ипотечного жилищного кредитования составлял 50 млрд рублей, то к 2008 году он вырос до 630 млрд рублей (то есть 52 млрд в месяц), а за первые восемь месяцев 2012 года составил более 600 млрд рублей (75 млрд в месяц).

## Электронная экономика
Цифровая экономика в России сильно отстаёт от США, Китая, Европы и Японии. Если на долю России в 2018 году в мировом ВВП приходилось 1,8 %, то в мировой производительности суперкомпьютеров составила лишь 0,32 %, а доля в мировом объёме продаж микрочипов на начало 2022 года — 0,1 %. Согласно исследованию BCG, Россия занимает 39 место по уровню цифровизации экономики (на основании данных о развитии инфраструктуры, онлайн-расходов и активности пользователей). Доля цифровой экономики в ВВП России, по оценке Российской ассоциации электронных коммуникаций (РАЭК), по итогам 2016 года составляет 2,8 %.
В январе 2020 года Михаил Мишустин обозначил цель продвижения российских цифровых платформ на внешние рынки и развитие внутри страны, а также превращение правительства в цифровую платформу по примеру существующей практики ФНС.

## Малое и среднее предпринимательство

Количество малых предприятий в России в 2000—2007 годах

За 2004—2007 годы доля малых предприятий в ВВП России повысилась с 12,5 до 13,4 %. По данным на 1 января 2009 года вклад продукции, производимой малыми предприятиями, в совокупный объём ВВП России составлял 21 %, что на 4 % больше по сравнению с данными на 1 января 2008 года.
По данным на 2007 год число малых предприятий в России составляло 1,14 млн, что на 29 % больше, чем в 2000 году. По данным на 1 января 2009 года в России действовали 1,37 млн малых предприятий, что на 20 % больше по сравнению с данными на 1 января 2008 года.
За 2009 год число субъектов малого и среднего предпринимательства в России увеличилось на 143,6 тыс.. По данным на 1 января 2009 года средняя совокупная численность работников, занятых на малых предприятиях России, составляла 11,4 млн человек, что на 12 % больше по сравнению с данными на 1 января 2008 года.
Малым предпринимателям оказывается значительная господдержка. Так, в 2008 году объём государственной поддержки малого предпринимательства составил 3,5 млрд рублей, в 2009 году — почти 50 млрд рублей.
По информации ФНС, на 10 декабря 2020 года в России численность микро, малых и средних предприятий приблизилась к отметке 5,7 млн.

## Экономические и таможенные союзы

### Единое экономическое пространство
С ЕЭП связывают идею построения нового международного финансового центра.
Одним из этапов на пути к ЕЭП является создание таможенного союза России, Беларуси и Казахстана.

### Таможенный союз РФ, Беларуси и Казахстана
28 ноября 2009 года президенты России, Беларуси и Казахстана Д. А. Медведев, А. Г. Лукашенко и Н. А. Назарбаев в Минске подписали договор о создании на территории этих государств с 1 января 2010 года единого таможенного пространства. После получения официального подтверждения со стороны Беларуси в июне 2010 года, таможенный союз будет запущен в трёхстороннем формате вступлением в силу Таможенного кодекса трёх стран. В июле 2010 года таможенный союз вступил в действие.
По оценкам специалистов, создание Таможенного союза Беларуси, Казахстана и России позволит стимулировать экономическое развитие и может дать дополнительно 15 % к ВВП стран-участниц к 2015 году. Полное использование потенциала Таможенного союза может привести к сокращению сроков перевозки грузов из Китая в Европу примерно в 4 раза.
Украине, экономические отношения с которой за последние пять лет с 2004 года сильно пострадали, также предложено вступить в таможенный союз. Президенты Кыргызстана и Таджикистана на саммите ЕврАзЭС-2010 в Астане заверили, что их страны изучают возможность вступления в Таможенный союз.

### Всемирная торговая организация
16 декабря 2011 года, после 18-летних переговоров, проходивших с 1993 года, Россия была принята в ВТО, став его полноправным участником с 22 августа 2012 года, после принятия и ратификации всех необходимых законодательных актов.

## Внешнеторговые отношения

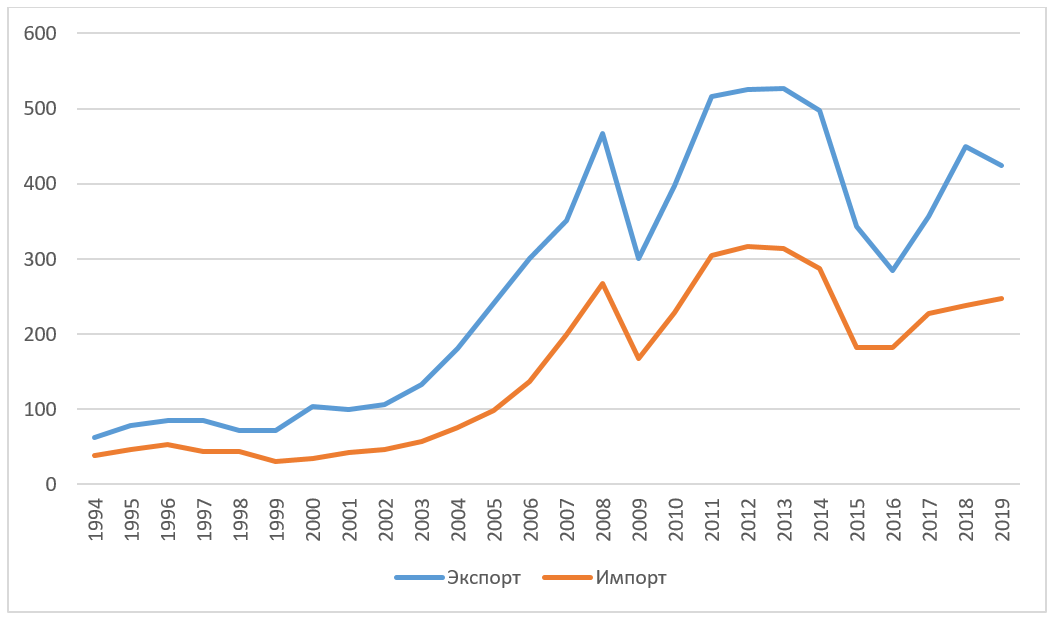
Динамика объёмов экспорта и импорта России в 1994—2019 годах, млрд долл.

С 22 августа 2012 года Россия является членом Всемирной торговой организации. Долгое время крупнейшими торговыми партнёрами России являются Китай, Германия, Нидерланды, Беларусь.
Внешнеторговый оборот России в 2014 году, по данным Банка России, составил 805,789 млрд $, положительное сальдо — 189,737 млрд $.
Товарооборот России со странами дальнего зарубежья (экспорт/импорт) — 428,929 млрд $ / 271,978 млрд $.
Товарооборот России со странами СНГ (экспорт/импорт) — 68,834 млрд $ / 36,048 млрд $.
В страновой структуре внешней торговли России особое место занимает Европейский союз, как крупнейший экономический партнёр страны. На долю Европейского союза в 2021 году приходилось 35,8 % российского товарооборота, на страны СНГ — 12,1 %.
Несырьевой неэнергетический экспорт (ННЭ) из РФ по предварительным итогам 2021 года составил 191 млрд $ (в 2020 году 141 млрд $).

### Экспорт из России

Карта экспорта Российской Федерации в 2019 году

В 2016 году экспорт из России, по данным Банка России, составил 287,6 млрд долл.
Россия входит в число мировых лидеров по экспорту:
- нефтепродуктов, природного газа, азотных удобрений, чугуна, стальных полуфабрикатов, никеля, алюминия
- нефти, вооружений, пиломатериалов, смешанных удобрений, аммиака
- угля, газетной бумаги, синтетического каучука, калийных удобрений
- зерна, пшеницы, чёрных металлов, цветных металлов, целлюлозы, лесобумажных товаров.[источник не указан 3091 день]

В сфере услуг Россия является экспортёром транспортных, образовательных, финансовых услуг, получает доходы от международного туризма и т. п.
В 2015 году общий объём экспорта России в долларовом выражении снизился на треть, объём экспорта нефти-сырца — более чем на половину (56 %), а импорт товаров сократился почти на 40 %, свидетельствуют данные Международного торгового центра (ITC), подготовленные на основе статистики Федеральной таможенной службы (ФТС) России и базы данных UN Comtrade.
Общий объём экспорта России составил 333,5 млрд долл. (в 2014—497,8 млрд; в 2013 году Россия экспортировала товаров и сырья на 527,3 млрд долл.).
Более всего сократился российский экспорт в Нидерланды (с 66,7 млрд в 2014 году до 38,7 млрд $); снизился экспорт в Китай (с 37,4 млрд до 27,3 млрд $); примерно на одном уровне сохранился экспорт в Германию (24,95 млрд $ — в 2014 году и 24,6 млрд $ — в 2015 году) и в США (9,6 млрд $ — в 2014 году и 9,4 млрд $ — в 2015 году). Экспорт в Турцию вырос с 14,8 млрд $ в 2014 году до 19,1 млрд $ в 2015 году. Экспорт из России на Украину сократился с 11,3 млрд $ в 2014 году до 9,1 млрд $.
Экспорт нефти и горюче-смазочных материалов сократился на 51,3 % и составил в долларовом выражении 168,7 млрд против 346,1 млрд долл. годом ранее; при этом стоимость экспортированной нефти-сырца упала со 153,89 млрд $ (2014 года) до 86,2 млрд $ (2015 год).
Сократился экспорт стали (с 20,6 млрд до 14,9 млрд $), зерна (с 7,1 млрд до 5,5 млрд $), минеральных удобрений (с 8,99 млрд до 8,6 млрд $).
При этом, избыток зерна вкупе со слабым рублём помогли увеличить экспорт продовольствия до рекордных 20 млрд $ (это больше, чем страна получила с продажи оружия), всего объём сельхозпроизводства вырос на 3 %, что смягчило общий спад экономики. И пока экспорт увеличивается, импорт сокращается: Россия снизила покупку зарубежных продуктов питания примерно на 40 % с 2013 года.

### Импорт в Россию
В 2015 году импорт в Россию составил 184,5 млрд $. Всего в 2015 году в Россию было импортировано товаров на 177,3 млрд $, что почти на 110 млрд $ меньше, чем годом ранее (286,6 млрд). Особенно упал импорт товаров машиностроения (с 52,1 млрд до 33,37 млрд $), электрического и электронного оборудования (с 33,7 млрд до 20,6 млрд $), автомобилей (с 31,4 млрд до 14,9 млрд $).

Сократились поставки в Россию медикаментов (с 12,8 млрд до 8,4 млрд $), фруктов и овощей (с 5,5 млрд до 3,8 млрд $), мяса (с 5,5 млрд до 3 млрд $), спиртных напитков (с 3,1 млрд до 1,7 млрд $).
Более всего упал импорт в долларовом отношении из Китая (с 50,8 млрд до 34,1 млрд $), Германии (с 32,9 млрд до 19,9 млрд $), США (с 18,6 млрд до 10,8 млрд $).

Почти в два раза сократился ввоз товаров с Украины (с 10,7 млрд до 5,5 млрд $), Турции (с 6,7 млрд до 3,9 млрд $), Великобритании (с 7,8 млрд до 3,6 млрд $).

#### Импортозависимость
В общем Россия является одной из самых самодостаточных стран мира. Особенно, если рассматривать одним целым Союзное государство. В то же время, в отдельных нишах существует крайне высокая импортозависимость.
Доля импортной продукции в государственных и корпоративных закупках составила 75,8 % в 2020 году.
В 2020 году доля импорта в телекоммуникационном оборудовании составляла 93 %.
В 2019 году обеспеченность семенами основных сельскохозяйственных культур собственной селекции составила 62,7 %; в 2017—2018 гг. более 90 % семян сахарной свеклы являлись импортными.
В 2020 году доля импорта в малотоннажной и среднетоннажной химии составила 52 %.
В 2023 году на российском рынке доля импортных презервативов составляла 92,8 %.
В 2019 году доля импортных экскаваторов составила 76,5 %.
По состоянию на 2021—2022 гг. около 89 % морского грузооборота России осуществляют иностранные суда.

## Инвестиции
Объём инвестиций в основной капитал, по итогам 2011 года, составил 10,8 трлн рублей по данным Росстата. В сопоставимых ценах это несколько меньше, чем в «пиковом» 2008 году (тогда современная Россия вышла по уровню среднедушевых инвестиций в основной капитал на уровень 1978 года).
По данным на конец 2009 года, объём накопленных инвестиций, направленных из России за рубеж, составлял $65,1 млрд, в том числе в Беларусь — $2,3 млрд, на Украину — $1,2 млрд, в Армению — $754 млн, в Узбекистан — $581 млн.

### Иностранные инвестиции в Россию

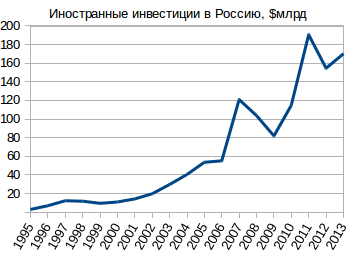
Поступление иностранных инвестиций в Россию в 1995—2010 годах, $млрд

По данным Росстата, по состоянию на конец 2011 года общий объём накопленных иностранных инвестиций в российской экономике составлял 347 млрд $. По данным Фактбука ЦРУ, по состоянию на 31 декабря 2014 года объём накопленных в России иностранных инвестиций равнялся 606 млрд $ (16-е место в мире).
По результатам опроса, проведённого в 2003 году консалтинговой компанией A.T. Kearney, Россия вошла в десятку наиболее привлекательных стран для корпоративных инвесторов. В 2005 году в Россию поступило 53,65 млрд $ иностранных инвестиций. Лидерами стали Люксембург (13,8 млрд $), Нидерланды (8,9 млрд $), Великобритания (8,6 млрд $), Кипр (5,1 млрд $) и Германия (3 млрд $). По данным Минфина России, чистый приток капитала в страну по итогам 2007 года должен был составить 80 млрд $. При этом Минфин существенно превысил свой первоначальный прогноз (примерно 40 млрд $), рассчитанный исходя из данных по притоку капитала за предшествующий 2006 год, когда этот показатель достиг отметки 41 млрд $.
В сентябре 2008 года ЮНКТАД опубликовала доклад, согласно которому Россия находится на четвёртом месте в списке стран, которые транснациональные корпорации считают наиболее привлекательными местами для размещения будущих зарубежных инвестиций. Как отмечалось в докладе, инвестиционная привлекательность России в сравнении с данными доклада ЮНКТАД от 2007 года заметно возросла. По итогам 2008 года, приток прямых иностранных инвестиций в Россию составил 70 млрд $ — 5-е место среди стран мира.
В марте 2010 года в Париже президент РФ Дмитрий Медведев на встрече с представителями французских и российских деловых кругов сообщил, что объём накопленных французских инвестиций в Россию превышает 10 млрд $: «с 2003 по 2008 год, то есть в докризисный год, наш товарооборот вырос в 5 раз. Действительно у нас уже очень приличный объём накопленных французских инвестиций. Причём около половины из них — это инвестиции не в сырьевые отрасли, а в переработку». По данным из пресс-релиза компании Boeing за лето 2009 года, на ближайшие 30 лет планы развития бизнеса Boeing в РФ составляют около 27 млрд $. Они будут вложены в программу сотрудничества с российскими партнёрами в области производства титана, проектирование и разработку гражданской авиатехники, а также приобретение различных услуг и материалов. ОАО «Российские железные дороги» (РЖД) разместило дебютный выпуск евробондов на 1,5 млрд $. В рамках Петербургского международного экономического форума ПМЭФ-2010 суммарный объём заключённых инвестиционных соглашений превысил 15 млрд евро
В июне 2010 года в докладе британской аудиторской компании Ernst & Young отмечалось, что в 2009 году Россия вошла в первую пятёрку стран по количеству привлечённых новых инвестиционных проектов. Согласно докладу, наблюдается рост интереса крупных и средних европейских компаний к российскому рынку.
По данным Минэкономразвития, в 2011 году приток прямых иностранных инвестиций в Россию составил 65 млрд $, что выше аналогичного показателя 2010 года на 46 %.

| Рейтинг | Прогноз        | Дата объявления |
| ------- | -------------- | --------------- |
| Baa3    | stable         | 2019-02-08      |
| Ba1     | positive       | 2018-01-25      |
| Ba1     | stable         | 2017-02-17      |
| Ba1     | negative       | 2016-04-22      |
| Ba1     | negative watch | 2016-03-04      |
| Ba1     | stable         | 2015-12-03      |
| Ba1     | negative       | 2015-02-20      |
|         |                |                 |

| Рейтинг | Прогноз  | Дата объявления |
| ------- | -------- | --------------- |
| BBB     | stable   | 2019-08-09      |
| BBB-    | positive | 2017-09-22      |
| BBB-    | stable   | 2016-10-14      |
| BBB-    | negative | 2015-01-09      |
|         |          |                 |

## Крупнейшие проекты

### Государственная программа «Информационное общество»
Разработана Государственная программа «Информационное общество» на 2011—2018 гг. Реализация планируется с 2011 г. Программа объединит федеральные целевые программы, ведомственные и региональные программы в сфере информатизации. Головной разработчик программы Минкомсвязи. Предполагаемое финансирование из федерального бюджета 375 млрд руб. Из внебюджетных источников планируется привлечь такую же сумму.

### Социально-экономическое развитие Дальнего Востока и Байкальского региона
В конце 2009 года была принята Стратегия социально-экономического развития Дальнего Востока и Байкальского региона до 2025 года.
В ближайшие десять лет инвестиции на развитие региона составят не менее 3,3 триллиона рублей. Основная часть средств будет направлена на развитие инфраструктуры: строительство газо- и нефтепроводов, строительство и модернизация автодорог, морских портов и аэропортов, развитие ряда отраслей промышленности. С учётом утверждённой стратегии развития Дальнего Востока до 2025 года эти инвестиционные планы возрастают почти в три раза — до 9 триллионов рублей.
В рамках подготовки к саммиту АТЭС-2012 в строительных работах участвуют более 150 проектных и подрядных организаций. Предполагается дальнейшее развитие Байкало-Амурской магистрали (БАМа). Так, по оценочным прогнозам ряда крупных компаний, работающих на Дальнем Востоке, объёмы грузоперевозок к восточным портам Хабаровского края могут к 2050 году вырасти до 108 млн тонн.

### Развитие курортов Северного Кавказа
На развитие горнолыжных курортов, туристической и транспортной инфраструктуры Северного Кавказа планируется потратить 451,44 млрд руб в срок до 2020 года (общая площадь пяти курортов 4 тыс. га, 104,5 тыс. мест для размещения туристов, два новых аэропорта). К проекту планируется привлечь Сбербанк, Morgan Stanley, JPMorgan, Citi, Allianz. Сумма инвестиций в два раза больше средств, чем на подготовку Сочи к Олимпиаде-2014.
Так в 2011 году стало известно о том, что французский госбанк Caisse des Depots et Consignations согласился выделить 10 млрд евро на строительство пяти новых горнолыжных курортов на Северном Кавказе, также существуют договорённости с другими странами, например, с корейской компанией Korea Wester Power (1 млрд инвестиций).

### Создание федеральных игорных зон
Общая стоимость проектов «игорных резерваций» оценивается в 727,5 млрд руб. (31,2 млрд $). Проекты предполагают строительство казино, гостиниц, аквапарков, театров и концертных залов, spa-салонов, магазинов, ресторанов, спортивных арен и комплексов курортно-спортивного назначения, а также строительство инфраструктуры, включая строительство аэропортов в некоторых зонах. «Янтарная» — суммарные инвестиции 270,9 млрд руб.(по другим оценкам — 600 млрд в течение 7—10 лет). «Азов-Сити» — 415,9 млрд руб. «Сибирская монета» — 28,18 млрд руб. «Приморье» — 12,88 млрд руб.

## Международные экономические форумы
В ряде городов Российской Федерации периодически проводятся международные экономические форумы. Их основные участники — руководители российских и иностранных крупнейших компаний и другие представители бизнес-сообщества, политические лидеры, общественные и политические деятели. Ключевая миссия этих форумов — быть практическим инструментом для бизнеса, позволяющим вырабатывать экономическую политику на соответствующем уровне: общероссийском, региональном, международном.
Перечень экономических форумов в России:
- Петербургский международный экономический форум
- Гайдаровский форум
- Московский экономический форум
- Восточный экономический форум
- Красноярский экономический форум
- Форум «Россия»
- Форум «Россия зовёт»

## Трудовые ресурсы
По данным на февраль 2020 года, количество работоспособных в России составляло 75,1 млн человек (около 51 % общей численности населения), из них занятые — 71,6 млн человек, безработные — 3,5 млн человек. По данным на август 2010 года, общее число замещённых рабочих мест в организациях (без субъектов малого предпринимательства) составляло 36,6 млн человек. На малых предприятиях (без микропредприятий) численность работников списочного состава (без внешних совместителей) на 2009 год составляла 5,7 млн человек.
Уровень безработицы — 4,6 % (февраль 2020 г.).

## Доходы населения
| > 40 000 20 000—40 000 9982 (ср. по России) — 20 000 7500—9982 | 5000—7500 2500—5000 < 2500 |

| > 0,950 0,900—0,950 0,850—0,900 0,800—0,850 < 0,800 |

Индекс развития человеческого потенциала для регионов России, 2016 год:

Всемирный банк включил Россию в список стран с высоким уровнем доходов. По данным Всемирного банка, в России в 2023 году валовой национальный доход на душу населения составил $14 250, а годом ранее — $12 830. В 2023 году среднедушевой доход всех россиян составлял 53,1 тыс. руб. (показатель вычисляется путем деления общего объема денежных доходов за год на среднегодовую численность населения). Медианный среднедушевой доход (то есть доход, который делит население на две равные части: 50% обладают доходами выше этой величины, а 50% — ниже) составил 40,1 тыс. руб
Средний доход населения России в 2018 году составил 32 635 рублей в месяц (около 520 $), среднемесячная зарплата — 43 400 рублей (690 $), средняя пенсия — 13 360 рублей (210 $). Общий объём денежных доходов населения России в 2018 году составил 58 трлн рублей (920 млрд $).
Основными видами доходов населения России являются: оплата труда (включая скрытую) — 66 %, социальные выплаты — 19 %, доходы от предпринимательской деятельности — 8 %, доходы от собственности — 5 %, прочие доходы — 2 % (по данным за 2018 год).
Структура использования доходов населения России: покупка товаров и услуг — 75 %, обязательные платежи и различные взносы — 12 %, сбережения — 8 %, покупка иностранной валюты — 4 %, прирост денег на руках у населения — 2 % (по данным за 2017 год).
В апреле 2010 года средний денежный доход на душу населения в России составил 18721 руб. В сентябре 2012 года средний доход населения составил 22,3 тыс. рублей, средняя зарплата — 26,5 тыс. рублей.

### Зарплаты
По размеру средней заработной платы Россия занимает 1-е место среди стран СНГ и 4-е место, после стран Балтии, среди 15 постсоветских республик.
Средний размер оплаты труда в России во втором квартале 2023 года составлял:
- до уплаты налогов: 73 534 рубля (778,14 $)
- после уплаты стандартной ставки налога в 13 %: 63 974,58 рубля (676,98 $)

В пересчёте по паритету покупательной способности (ППС) заработная плата в долларовом выражении в России значительно выше, чем по рыночному курсу. Так, в 2017 году средняя зарплата по ППС составляла 1640 $, при этом в пересчёте по рыночному курсу она в том же году равнялась 671 $.
Медианная зарплата составляет обычно около ⅔ от средней, так как сказывается разница доходов в группах наименьших зарплат (в том числе и в первую очередь в группе 10 % зарплат, что наименьшие среди всех), где различие внутри группы минимально, и доходов в группах наибольших зарплат (в том числе и в первую очередь в группе 10 % самых наибольших зарплат), где различия внутри группы крайне сильны и внутри этой группы могут соседствовать работник с зарплатой в 150 тыс. ₽ и работник с зарплатой в 700 тыс. ₽.

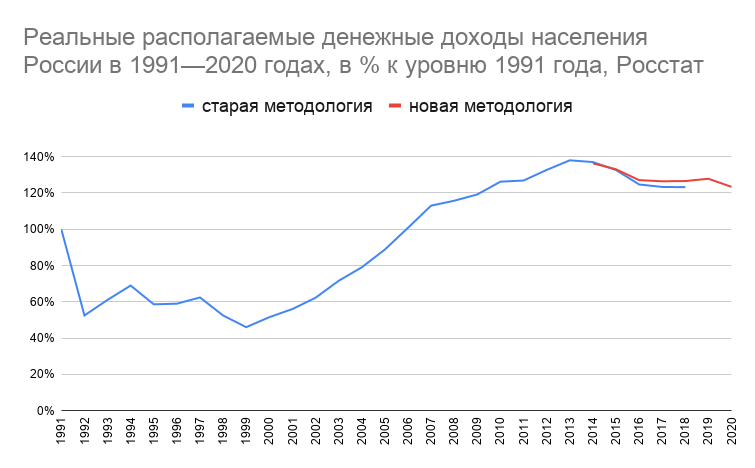
Реальные располагаемые денежные доходы населения России в 1991—2020 годах, в % к уровню 1991 года

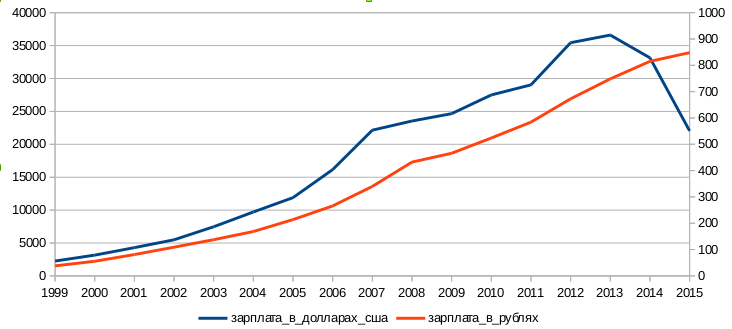
Динамика средней зарплаты по России в долларах США и в рублях в 1999—2015 годах

Номинальный Валовой региональный продукт на душу населения, 2019 год (долл. США.):

В 2019 году медианная зарплата равнялась 34 335 рублям. В начале учёта Росстатом статистики по этому параметру, в 2017 году, показатель был равен 28 345 руб. В 2023 году медианная зарплата составила 52 557,9 руб.
Средняя зарплата в негосударственных учреждениях значительно выше, чем в государственных и муниципальных (в апреле 2019 года — 56 477 и 39 640 руб., соответственно).

#### Минимальная зарплата
Общефедеральный минимальный размер оплаты труда в России (МРОТ) привязан к величине медианной зарплаты. С 1 января 2021 года он составляет 42 % медианной зарплаты — это 12 792 рубля (брутто, до уплаты подоходного налога) (173 $) и 11 129 рублей (нетто, после вычета налога в 13 %) (151 $). С 1 января 2023 года МРОТ составляет 16 242 рубля (брутто, до уплаты подоходного налога) (176,43 $) и 14 130,54 рубля (нетто, после вычета налога в 13 %) (153,49 $).
Каждый субъект федерации может устанавливать свою норму минимальной зарплаты, которая при этом не может быть ниже федеральной. Региональный МРОТ является обязательным для всех работодателей, кроме финансируемых из федерального бюджета, работающих на территории субъекта федерации. Так, в Москве с 1 января 2021 года МРОТ составляет 20 589 рублей, в Московской области — 15 000 рублей.

#### Зарплаты высокопоставленных госслужащих
В 2016 году президент РФ В. В. Путин согласно официальной декларации о доходах заработал 8 858 000 рублей (123 042,73 €). В 2017 году президент РФ В. В. Путин, согласно официальной декларации о доходах, заработал 18 728 268 рублей (260 146,44 €). По официальным данным, премьер-министр РФ Д. А. Медведев заработал в 2017 году 8 миллионов 565 тысяч рублей (118 972,79 €).
Доходы Мэра Москвы могут меняться. Они публикуются на официальном сайте Правительства Москвы. По официальных данным, мэр Москвы заработал в 2016 году 6 миллионов 456 тысяч рублей (90 927,71 €). В 2017 году официальный доход составил 6 531 129 рублей (90 721,15 € в год и приблизительно 541 000 рублей в месяц, 7514,80 €). Это на 75 000 рублей больше, чем в 2016 году. Среди заместителей мэра Москвы Собянина самые большие доходы в 2017 году оказались у главы транспортного комплекса столицы Максима Ликсутова — более 219,6 миллиона рублей (3 050 370,6 €).
По официальным данным, губернатор Санкт-Петербурга Георгий Полтавченко заработал в 2016 году 6 183 658 рублей (85 894,57 €). По официальных данным, с 1 января по 31 декабря 2017 года Георгий Полтавченко заработал 5 427 397 рублей 4 копейки (75 389,68 € в год и около 452 250 рублей в месяц, 6282,01 €). По официальных данным, вице-губернатор Санкт-Петербурга Александр Говорунов в 2017 году заработал 13 881 411 рублей (192 820,8 €). Но стоит учитывать, что в статью «доход» в данном случае включается не только зарплата, но и другие источники поступления денег — гонорары, продажа имущества или недвижимости. По официальных данным, меньше всех среди вице-губернаторов заработал Сергей Мовчан, его доход составил 2 623 810 рублей (36 446,23 € в год и 218 650 рублей в месяц, 3037,17 €).

### Обеспеченное население
По данным Boston Consulting Group, в 2006 году в России было 440 000 домохозяйств с активами более 100 тыс. $, общее богатство домохозяйств увеличивается в среднем на 22,5 % в год, по итогам 2006 года составило 540 млрд $. 60,1 % активов российские домохозяйства держат в денежной форме (португальские — 59,5 %, чешские — 62,5 %, венгерские — 72 %).
По данным «Ренессанс капитал управление инвестициями» ранее публиковавшиеся данные говорят, что в России около 7 млн домовладений имеют доход более 30 тыс. $ в год, их доходы выросли за прошлый год на 65 %, доходы домохозяйств-миллионеров росли несколько быстрее. Для богатых домохозяйств в России характерно консервативное инвестирование средств, доля рискованных инвестиций не превышает 30 %.
В 2007 году «Росгосстрах» опубликовал исследование доходов обеспеченных жителей России. Согласно этому исследованию, в России жило 5 млн семей с доходом свыше 30 тыс. $ в год. Если считать, что средний размер семьи в России составлял 2,7 человека, то следовательно было около 13,5 млн жителей России с высокими доходами. Семей-миллионеров было 160 тысяч, а семей с доходом свыше 5 млн $ — 12 тысяч. 80 % семей-миллионеров жило в Москве и Московской области. Всего обеспеченных россиян за 2006—2007 стало больше на 60 %, заметнее остальных выросла группа с доходом 30—100 тыс. $ — на 71 %, самая высокодоходная группа — с доходом свыше 5 млн $, увеличилась наполовину.
В 2007 году исполнительный директор Центра развития Наталья Акиндинова утверждала, что в Московском регионе живут около 50 тысяч семей с доходом свыше 1 млн $.
В 2007 году журнал Forbes утверждал, что суммарное состояние 14 самых богатых граждан России составляло 26 % ВВП страны. По данным «Forbes» на сентябрь 2007 года, суммарное состояние 100 богатейших россиян выросло за год на 36 %. По данным журнала Forbes, с мая 2008 года по февраль 2009 года число российских долларовых миллиардеров сократилось со 110 до 32 человек, а их общее состояние уменьшилось почти в 5 раз.
В 2011—2012 годах число российских долларовых миллиардеров составляет около 100 человек, с совокупным состоянием 499 млрд $.

### Бедность
По данным на IV квартал 2009 года величина прожиточного минимума — 5144 руб/месяц. Доля населения с доходами ниже прожиточного минимума — 25 % (2022 г.). По состоянию на второй квартал 2023 года 10,8 % (15,7 млн чел.) населения России, жили за чертой бедности. По состоянию на второй квартал 2023 года человек считался живущим ниже границы бедности, если его(её) ежемесячный располагаемый доход был ниже 14 184 руб. ($146,60).

#### Доклад Всемирного банка от 2004 года по оценке бедности
Всемирный банк (ВБ) 22 сентября 2004 года представил свой «Доклад по оценке бедности» в России. По его оценкам, за период с 1997 по 1999 год бедность в России выросла с 24,1 % населения (35,3 млн человек) до 41,5 % (60,5 млн). Затем, с 1999 по 2002 год, России удалось сократить бедность более чем вдвое — до 19,6 %. Безработица за это время сократилась с 13,2 до 8,2 % трудоспособного населения, а средняя зарплата выросла на 15 %.
Бедные в России — это чаще всего трудоспособные жители сёл и маленьких городов, имеющие детей. Очень высока доля проживающих ниже официальной черты бедности среди работников образования, культуры и здравоохранения. При этом эксперты ВБ и российские статистики используют разные методики определения уровня бедности. Российские специалисты оценивают долю бедного населения по ежемесячным доходам. Например, во II квартале 2004 года официальный прожиточный минимум составил 2363 руб. в месяц на человека, а доходы ниже этого уровня имели 29,8 млн человек — 20,8 % населения. Всемирный банк считает эту методику не совсем корректной и предлагает оценивать бедность не по уровню доходов (о которых люди не всегда говорят правду), а по уровню потребления. Поэтому в 2002 году от бедности страдало, по оценке ВБ, 19,6 % российского населения, а по оценке российского правительства — 25 %.
По данным ВБ, 8 % транспортных субсидий достаётся 20 % беднейших граждан страны, тогда как 20 % богатейших получают 30 % таких субсидий. А объём жилищных пособий, получаемых самыми богатыми, в 2,1 раза больше помощи, достающейся беднякам.

### Расслоение по доходам
Одной из существенных проблем современного российского общества является большое экономическое неравенство среди граждан. В таблице приведены данные по отношению доходов 10 % самых богатых граждан России к доходам 10 % самых бедных (децильный коэффициент):
| Год       | 1992 | 1995 | 1996 | 1997 | 1998 | 1999 | 2000 | 2001 | 2002 | 2003 | 2004 | 2005 | 2006 | 2007 | 2008 | 2009 | 2010 | 2011 | 2012 |
| Отношение | 8,0  | 13,5 | 13,3 | 13,6 | 13,8 | 14,1 | 13,9 | 13,9 | 14,0 | 14,5 | 15,2 | 15,2 | 15,9 | 16,7 | 16,6 | 16,6 | 16,6 | 16,2 | 16,4 |

Для сравнения, самый низкий децильный коэффициент — в скандинавских странах Дании, Норвегии и Швеции и в Финляндии — 3—4, в Германии, Австрии и Франции этот коэффициент варьируется от 5 до 7, в США он равен 15, в Бразилии — 39. По утверждению журналиста Анны Гараненко, экономисты считают оптимальным соотношение от 5 до 7. В 2007 году глава Института экономики РАН Руслан Гринберг заявил: «Как только децильный коэффициент достигает 10, в стране появляются условия для социальных беспорядков. Это правило не действует разве что в Америке, где коэффициент держится на уровне 10—12. Но там это считается нормальным, поскольку философия американцев отличается от нашей. Там считается: если ты бедный, то сам виноват».

### Расслоение по финансовым активам
С 1990 года в России значительно возросло неравенство в благосостоянии (намного больше, чем в Китае и странах Восточной Европы). Credit Suisse охарактеризовал экономическое неравенство в России, как настолько экстремальное по сравнению с другими странами, что оно «заслуживает того, чтобы быть помещённым в отдельную категорию».

## Критика

### Нефтегазовая зависимость
Как одна из крупнейших в мире нефтегазодобывающих стран, Россия получает значительные доходы от использования своих ресурсов. Добыча нефти и природного газа составляет 10,2 % ВВП России (данные за 2014 год). На нефть и природный газ приходится 44 % объёма экспорта товаров (по данным за август 2012 года).
Часть из нефтегазовых доходов изымаются в бюджетную систему страны в виде налогов и сборов. При этом степень изъятия менялась со временем. Так, в ходе масштабной налоговой реформы, осуществлённой в России в 2000-х годах, была радикально изменена система налогообложения сырьевого сектора: проведена перенастройка механизма экспортных пошлин и введён налог на добычу полезных ископаемых, что позволило увеличить долю нефтегазовой ренты, улавливаемой государственным бюджетом, с менее чем с 40 % в 2000 году до 84 % в 2005 году.
При этом в настоящее время свыше 98 % всех налогов за пользование природными ресурсами и 100 % всех доходов от внешнеэкономической деятельности (включая экспортные пошлины на нефть, нефтепродукты и т. п.) идут в федеральный бюджет, а не в региональные. Поэтому доля «сырьевых» доходов в федеральном бюджете относительно высока по сравнению с той же долей в консолидированном бюджете (включает помимо федерального все бюджеты регионов и бюджеты государственных внебюджетных фондов). Так, если федеральный бюджет 2008 года на 50 % состоял из нефтегазовых доходов, то аналогичный показатель для консолидированного бюджета того же года — чуть более 30 %.
Изменение мировых цен на нефть является одним из множества факторов, влияющих на рост российской экономики. Рост мировых цен на нефть имеет как положительное влияние на российскую экономику, так и отрицательное. Рост цен оказывает положительно влияние на состояние платёжного баланса, увеличивая стоимостный объём экспорта. Также рост цен как правило положительно влияет на динамику российского фондового рынка. При этом экономисты отмечают, что рост цен на нефть оказывает укрепляющее давление на курс рубля, вызывая увеличение объёма денежной массы и возникновение монетарной инфляции. Это в определённой мере сказывается на снижении конкурентоспособности отечественных производителей, потому что импорт по понятным причинам дешевеет.
Существуют различные оценки роли изменения нефтяных цен на экономический рост в России.
После распада СССР в 1990-е годы роль НТК в экономике России заметно выросла, в 1999 году на долю НТК приходилось 12 % промышленного производства России и 3 % занятых в нём. В докладе, подготовленном рядом экономистов, отмечалось, что повышение роли НТК в экономике страны для неспециалистов и ряда политиков являлось поводом, чтобы говорить об усилении монотоварной сырьевой ориентации экономики России, о превращении её в своего рода «банановую республику».
В 2000-е годы зависимость состояния экономики России от нефтяных цен снизилась, в частности, благодаря созданию Стабилизационного фонда. В 2003 году журнал «Эксперт» писал, что слишком сильная связь российского экономического роста с нефтяными ценами является заблуждением. Журнал привёл подсчёты МВФ, согласно которым вклад нефтяных цен — это не более 40 % российского роста, остальные 60 % — результат роста внутреннего рынка. По оценке Минэкономразвития, вклад нефтяных цен в рост ВВП России в 2007 году составил 1,4 % из 8,1 %.
Научный руководитель ВШЭ Евгений Ясин отмечает, что в различные периоды влияние роста цен на нефть было разным. Также экономисты отмечают, что сейчас рост российской экономики достаточно устойчив к возможному изменению нефтяных цен. Ведь сверхдоходы от нефти более чем наполовину уходят из экономики и накапливаются в государственных резервных фондах, то есть стерилизуются, и в целом влияние роста цен минимально, так как большая часть избыточных средств, поступающая от нефти, отправляется непосредственно в резервные фонды.
Ряд журналистов, политиков и экономистов придерживаются мнения о сильной «сырьевой» зависимости экономики России. Ссылаясь на Институт экономического анализа, журнал «Экономист» в 2008 году писал, что доля нефти и газа в ВВП России увеличилась более чем вдвое с 1999 года, и к середине 2008 года составила более 30 %. По мнению Игоря Шувалова, высказанному в январе 2010 года, после экономического кризиса 2008 года сырьевая зависимость российской экономики усилилась.
В 2012 году американский политический обозреватель Фарид Закария в своём блоге высказал мнение, что от цен на нефть в долгосрочной перспективе зависит стабильность российской политической системы.
18 июня 2016 года руководитель Администрации Президента России Сергей Иванов заявил, что «на сегодняшний день две трети доходов бюджета РФ — не нефтегазовые».
По итогам 2020 года доля нефтегазового сектора в ВВП России составила 15,2 %, снизившись с 19,2 % годом ранее.
По мнению эксперта Центра энергетики Московской школы управления «Сколково» Екатерины Грушевенко, в межстрановой перспективе показатель 15-20 % является средним по миру для крупных нефтегазовых стран. Например, в США доля нефтегазового сектора составляет 8 %, в Саудовской Аравии — 50 %, в Норвегии — 14 %, в Казахстане — 13,3 %, в ОАЭ — 30 %, в Канаде — менее 10 %.

### Защита окружающей среды
Масштабная программа консорциума «Ростех», «Росатом» и ВЭБ.РФ по строительству не менее 25 мусоросжигательных заводов с общим бюджетом в 600 млрд рублей, критикуется некоторыми экологами: указывается на высокую стоимость электроэнергии, получаемой при сжигании мусора и отсутствия инфраструктуры для утилизации отходов от этого процесса. Представители консорциума в ответ на это утверждают, что в проекте заложено строительство заводов по переработке золы в строительные материалы.

### Государственные расходы
По мнению социолога З. А. Кондратьевой, главным недостатком российского федерального бюджета по сравнению с государственными бюджетами Франции и Германии является низкая доля расходов на здравоохранение (2,6 % в 2017 году) и образования (3,7 % в России, 19,9 % во Франции), при этом намного выше финансирование национальной обороны (17,2 % в России, во Франции 8,4 %, в Германии 11,2 %), национальной безопасности и правоохранительной деятельности (11,5 %).
В 2019 году бюджетный профицит составил 1,885 трлн рублей (1,8 % ВВП). Последний раз профицитным был 2011 год, все последующие до текущего года были дефицитными. В основном рост был обеспечен за счёт увеличения взимаемых налогов (в том числе повышение НДС с 18 % до 20 %) и реформой пенсионной системы.
Федеральные расходы в 2020 году увеличились на 25 % по сравнению с 2019 годом в связи с антикризисными мерами правительства, в сумме это составило не менее чем на 2,9 трлн руб. (оценка Счётной палаты). Консолидированные бюджеты регионов выросли на 15 %, главным образом за счёт увеличения расходов на здравоохранение, следует из данных Федерального казначейства. В результате расширенные госрасходы России в 2020 году достигли 42,15 трлн руб., из которых 54 % пришлось на расходы федерального бюджета (в 2019 году — 49 %). В процентном отношении к ВВП расширенные госрасходы в 2020 году составили 39,5 % ВВП — почти на 5 п.п. больше, чем в среднем за 2011—2019 годы. Антикризисная поддержка экономики «увеличила расходы государства почти до 40 % ВВП — рекордный уровень», утверждает Институт переходных экономик Банка Финляндии (BOFIT). В 2019 году этот показатель составил 54,5 % у Франции и 45,2 % у Германии. По оценке ведущего научного сотрудника Центра развития НИУ ВШЭ Андрея Чернявского более высокий показатель у развитых стран ЕС выше за счёт «более тяжёлого» налогообложения и наличия мощной системы социальной защиты.

### Инновации
«Стратегия инновационного развития до 2020 года» не выполнена по всем KPI. Ни одна из поставленных научно-технологических задач не была решена.
Большинство инновационных проектов не интересуют профессиональных инвесторов.
По оценке сотрудников ВШЭ, Россия является «опаздывающим производителем» с риском «отстать навсегда» от технологических лидеров передовых технологий. Доля России в мировом экспорте продукции передового производства (электроника, оптоэлектроника, ИКТ, аддитивное производство, биотехнологии, науки о жизни, гибкое производство, современные материалы, аэрокосмическая промышленность, ядерные технологии и вооружения) в 2002—2018 годах составляла 0,2 — 0,5 %, а в мировом импорте 0,3 — 1,6 %.
Созданию инновационной экономики в России препятствуют: отсутствие связи между наукой и рыночным бизнесом; отсутствие внутреннего потребительского высокотехнологического рынка; отсутствие координирующего центра и государственной стратегии развития науки и инноваций

## Прогнозы развития экономики
Согласно прогнозу Международного валютного фонда, опубликованному в апреле 2023 года, номинальный объём ВВП вырастет с 2,2 трлн $ в 2022 году до 2,3 трлн $ в 2028 году, ВВП по ППС — с 4,8 трлн $ до 5,8 трлн $.
Существует мнение, что российская экономика переживает застой.
В 2013 году The Economist написал о резком снижении роста ВВП и практически полном отсутствии роста прямых инвестиций и промышленного производства. Журнал объяснил это тем, что значительные доходы от экспорта углеводородов перекачивались, по большей части, в «неэффективные» проекты государственных корпораций. Журнал отмечает также, что к началу 2010-х резерв неиспользованных мощностей советского периода был практически исчерпан, но роста инвестиций в промышленный сектор не наблюдается. Недостаток инвестиций журнал объясняет отсутствием гарантий прав собственности частных инвесторов.
По мнению Financial Times, темпы роста российской экономики будут медленнее среднего мирового экономического роста в следующие 16 лет (данные 2013 г.). Газета приводит мнение аналитиков, полагающих, что причиной замедления роста является «неспособность Москвы улучшить инвестиционный климат и дать больше свободы частному сектору».
Экономист Яков Моисеевич Миркин считает, что российская модель экономики «исчерпала себя», а в области микрофинансирования сформировался пузырь, который обязательно лопнет с огромными скандалами.
В 2020 году аналитики агентства Bloomberg признали Россию одним из самых перспективных рынков среди развивающихся экономик. Авторы рейтинга Bloomberg исследовали 17 стран на основе 11 показателей экономической и финансовой стабильности, среди которых прогноз по росту ВВП, размер внешнего долга, валютные резервы, реальная процентная ставка. Согласно исследованию, Россия оказалась на втором месте рейтинга. Аналитики указывают на надёжный бюджетный профиль и хорошую инвестиционную позицию — 30 %, а также высокий уровень международных валютных резервов ЦБ — 587,1 млрд $, что означает минимальную вероятность дефолта российской экономики. В следующем году Bloomberg обещает России достаточно высокий экономический рост — 3 %.
А эксперты журнала The Economist, выпустившие обновлённую версию «индекса бигмака» признали рубль одной из самых недооценённых валют. По сравнению с июлем 2020 года, когда была выпущена предыдущая версия «индекса бигмака», «дешевизна» курса рубля к доллару несколько увеличилась. Тогда было 66,5 % по «обычной» методике и 43,6 % с учётом поправки на подушевой ВВП.
По данным Reuters, российская экономика сократилась на 0,4 % в первом полугодии 2022 года, при этом капиталовложения, один из основных драйверов экономического роста, выросли на 7,8 %. Сокращение оказалось гораздо ниже, чем ожидалось. Согласно обновлённым прогнозам Министерства экономического развития, в 2022 году российская экономика сократится менее чем на 3 %, что контрастирует с более ранним прогнозом ведомства о падении на 12 %.
В декабре 2022 года заместитель председателя Банка России Алексей Заботкин в интервью РБК сказал, что российская экономика может вернуться к докризисному уровню в 2025 году.
Максимальный пятилетний прогноз МВФ по российской экономике от апреля 2023 года.
| Год  | ВВП (ППС) (в млрд долл. США) | ВВП (номинал) (в млрд долл. США) | ВВП на душу населения (ППС) (в долл. США) | ВВП на душу населения (номинал) (в долл. США) | Рост ВВП (ППС) | Уровень инфляции (в %) | Безработица (в %) | Государственный долг (в % от ВВП) |
| ---- | ---------------------------- | -------------------------------- | ----------------------------------------- | --------------------------------------------- | -------------- | ---------------------- | ----------------- | --------------------------------- |
| 2023 | ▲4988,829                    | ▲2062,649                        | ▲34837,221                                | ▲14403,573                                    | ▲0,711 %       | ▼07,025 %              | ▲03,614 %         | ▲024,850 %                        |
| 2024 | ▲5164,678                    | ▲2118,252                        | ▲36135,834                                | ▲14820,827                                    | ▲01,281 %      | ▼04,553 %              | ▲04,301 %         | ▲025,343 %                        |
| 2025 | ▲5315,443                    | ▲2159,054                        | ▲37273,366                                | ▲15139,888                                    | ▲01,000 %      | ▼04,000 %              | ▲04,512 %         | ▼025,269 %                        |
| 2026 | ▲5457,762                    | ▲2206,010                        | ▲38366,583                                | ▲15507,650                                    | ▲00,800 %      | ▬04,000 %              | ▲04,568 %         | ▼024,332 %                        |
| 2027 | ▲5601,386                    | ▲2234,733                        | ▲39483,641                                | ▲15752,419                                    | ▲00,800 %      | ▬04,000 %              | ▲04,723 %         | ▼023,209 %                        |
| 2028 | ▲5749,192                    | ▲2266,255                        | ▲40644,982                                | ▲16021,710                                    | ▲00,740 %      | ▬04,000 %              | ▼04,706 %         | ▼021,544 %                        |

## Рейтинги
Россия занимает 28-е место
(2020) в мире по индексу лёгкости ведения бизнеса, обгоняя развитые страны Южной Европы (Испания, Италия, Португалия, Греция, Турция).
В рейтинге конкурентоспособности стран мира, составленном в 2019 году аналитической группой Всемирного экономического форума, Россия была помещена на 43-е место из 141 стран.
В рейтинге экономической свободы Fraser Institute за 2017 год Россия занимала 85-е место.
По индексу человеческого капитала, составленному в 2014 году аналитиками Всемирного экономического форума, Россия занимала 26-е место.
По индексу экономической свободы Heritage Foundation, у России в 2021 году было 92-е место из 178 стран.
В рейтинге Института Всемирного Банка индекс экономики знаний, который показывает, как преуспели те или иные страны в использовании изобретений учёных и инженеров на практике, Россия в 2012 году занимала 55-е место из 146 стран.
По индексу развития информационно-коммуникационных технологий, составленному Международным союзом электросвязи, Россия в 2015 году находилась на 45-м месте из 155 стран.
По индексу человеческого развития Россия в 2018 году находилась на 49-м месте в списке из 188 стран. Для сравнения, в 1995 году Россия находилась на 72-м месте, в 1988 году СССР находился на 26-м месте.

### Рейтинговые оценки
Зарубежные рейтинговые агентства S&P, Moody's и Fitch присваивали РФ страновой кредитный рейтинг, однако в 2022 году они прекратили свою работу в России и все их рейтинги были отозваны. Первый кредитный рейтинг от крупного зарубежного рейтингового агентства CCXI (Китай) был присвоен России в мае 2025 года, уровень BBB+g («стабильный»). Ранее это же агентство выдало РФ рейтинг BBB-g, однако в 2022 году он сперва был понижен до BBg, а затем отозван.